# Biserica de lemn din Silivaș

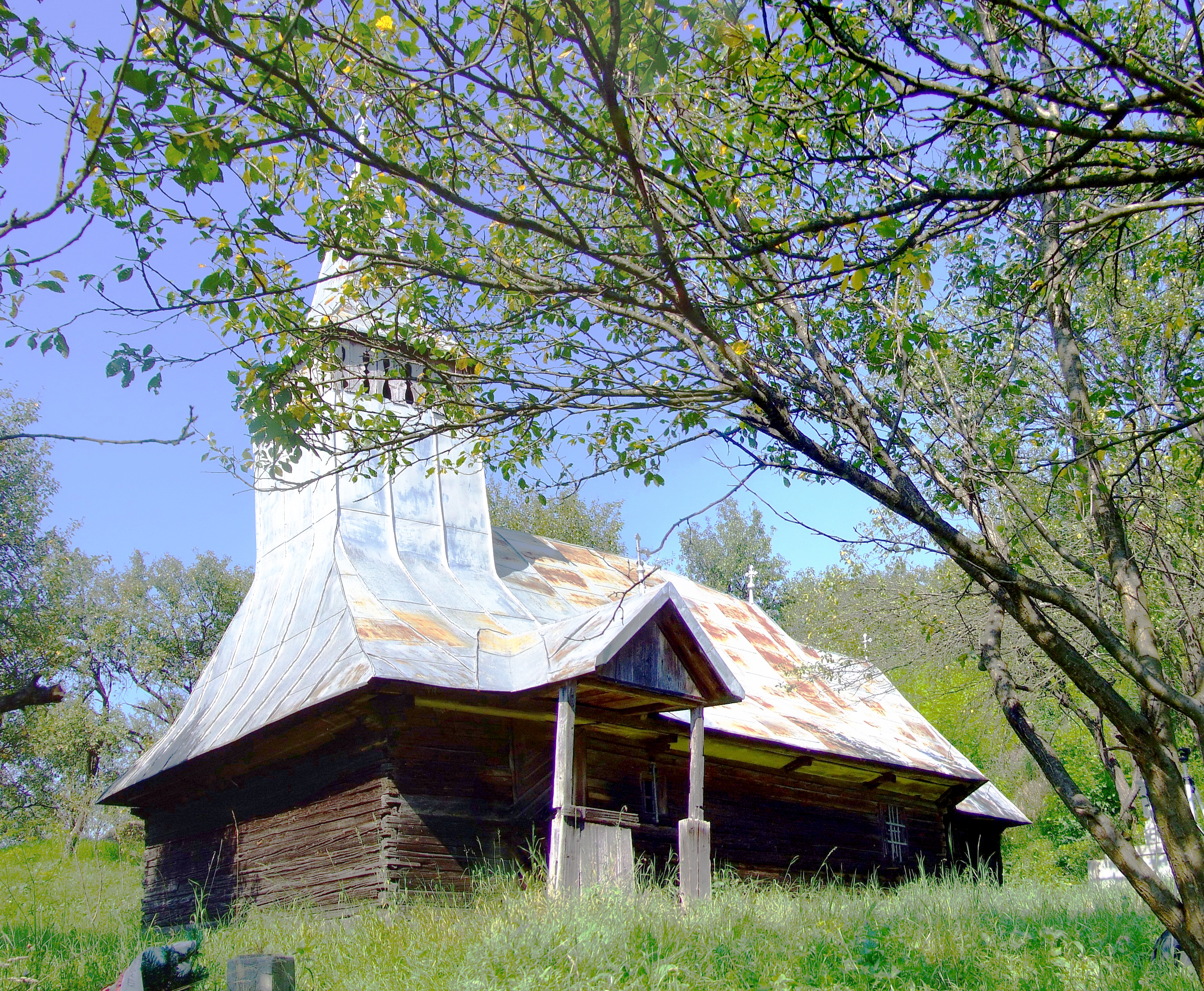
Biserica de lemn din Silivaş, județul Cluj, foto: 2008.

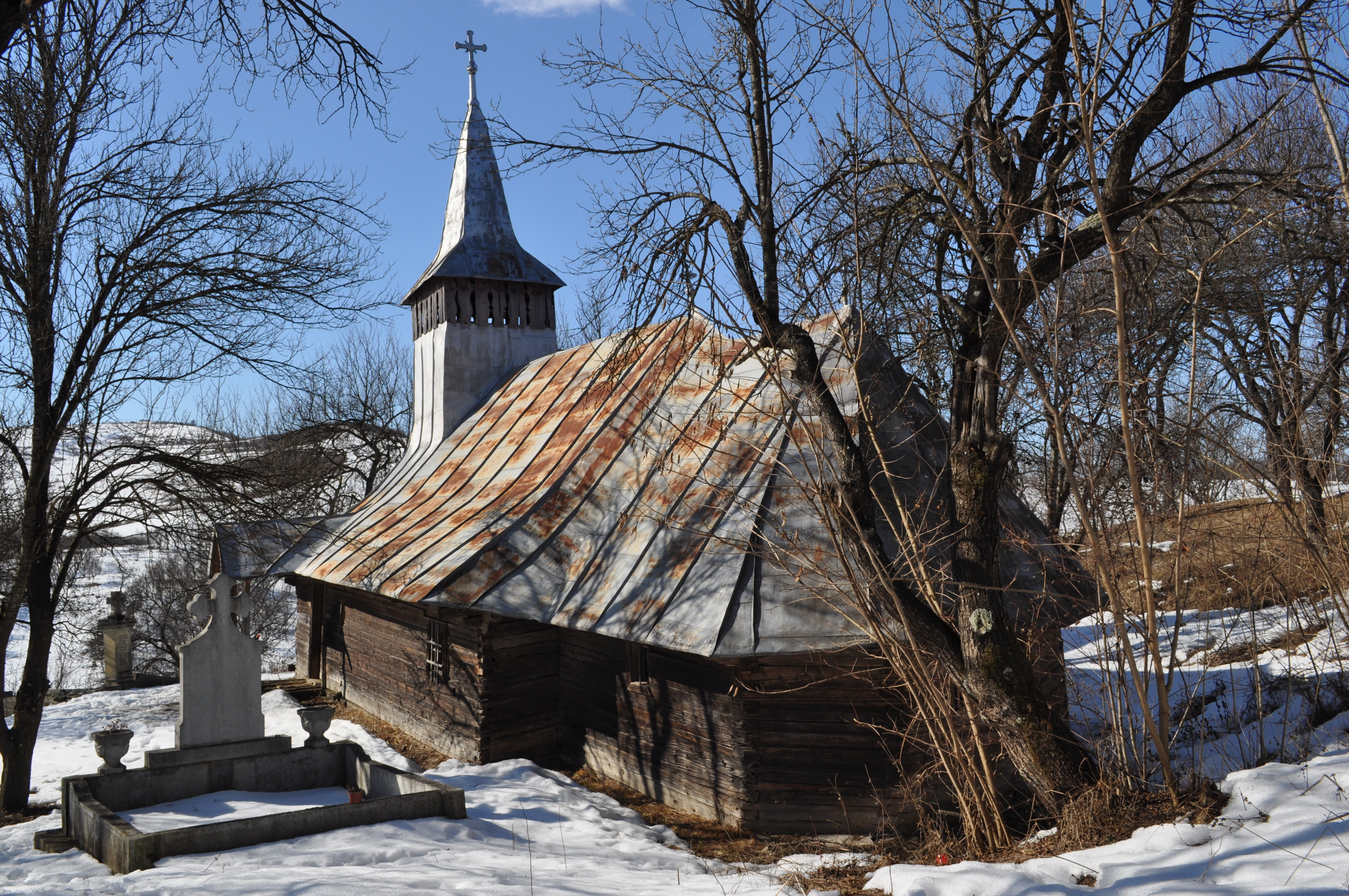
Biserica de lemn „Sfinții Arhangheli Mihail și Gavriil” din Silivaș, județul Cluj, foto: martie 2012.

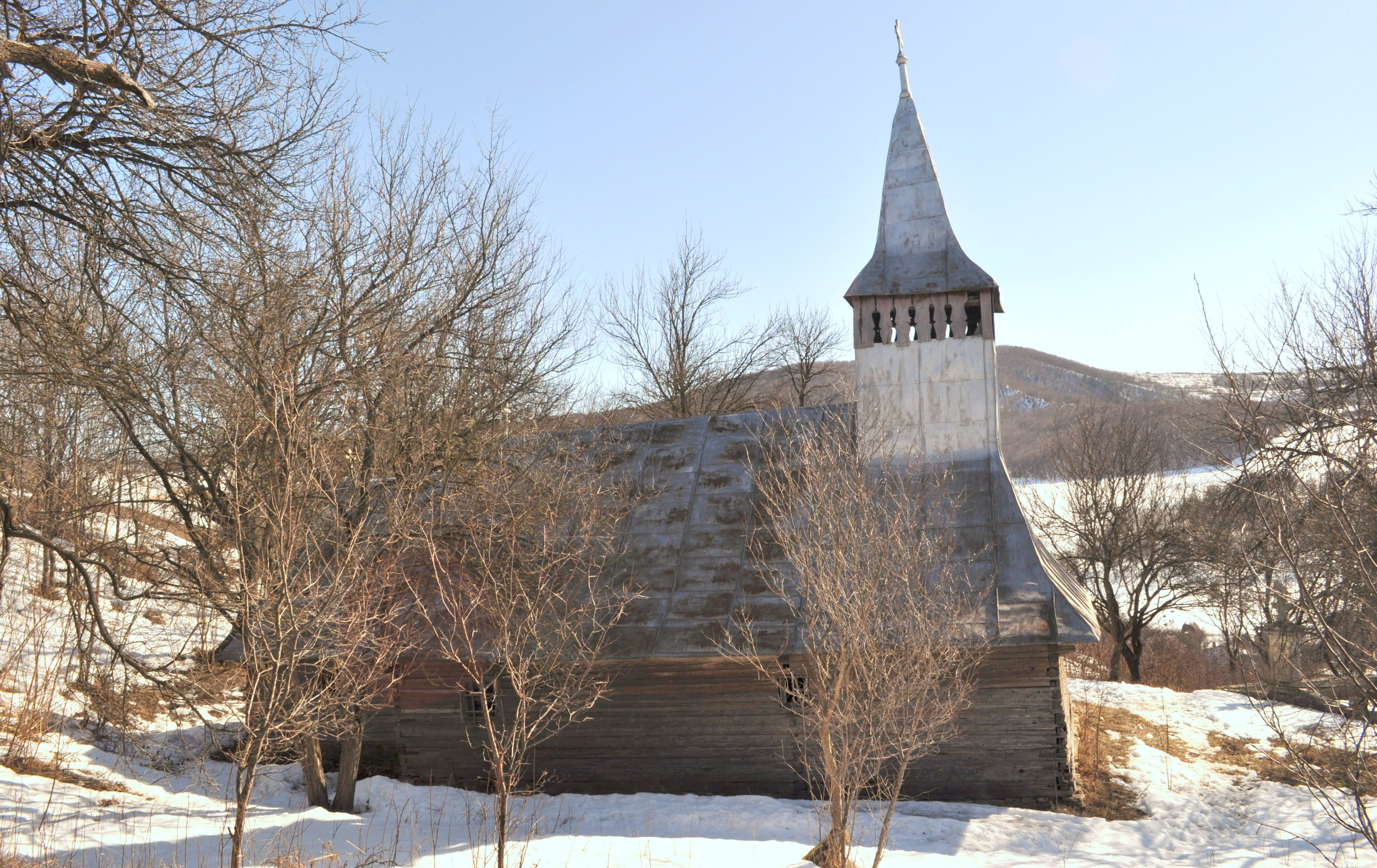
Biserica de lemn „Sfinții Arhangheli Mihail și Gavriil” din Silivaș, județul Cluj, foto: martie 2012.

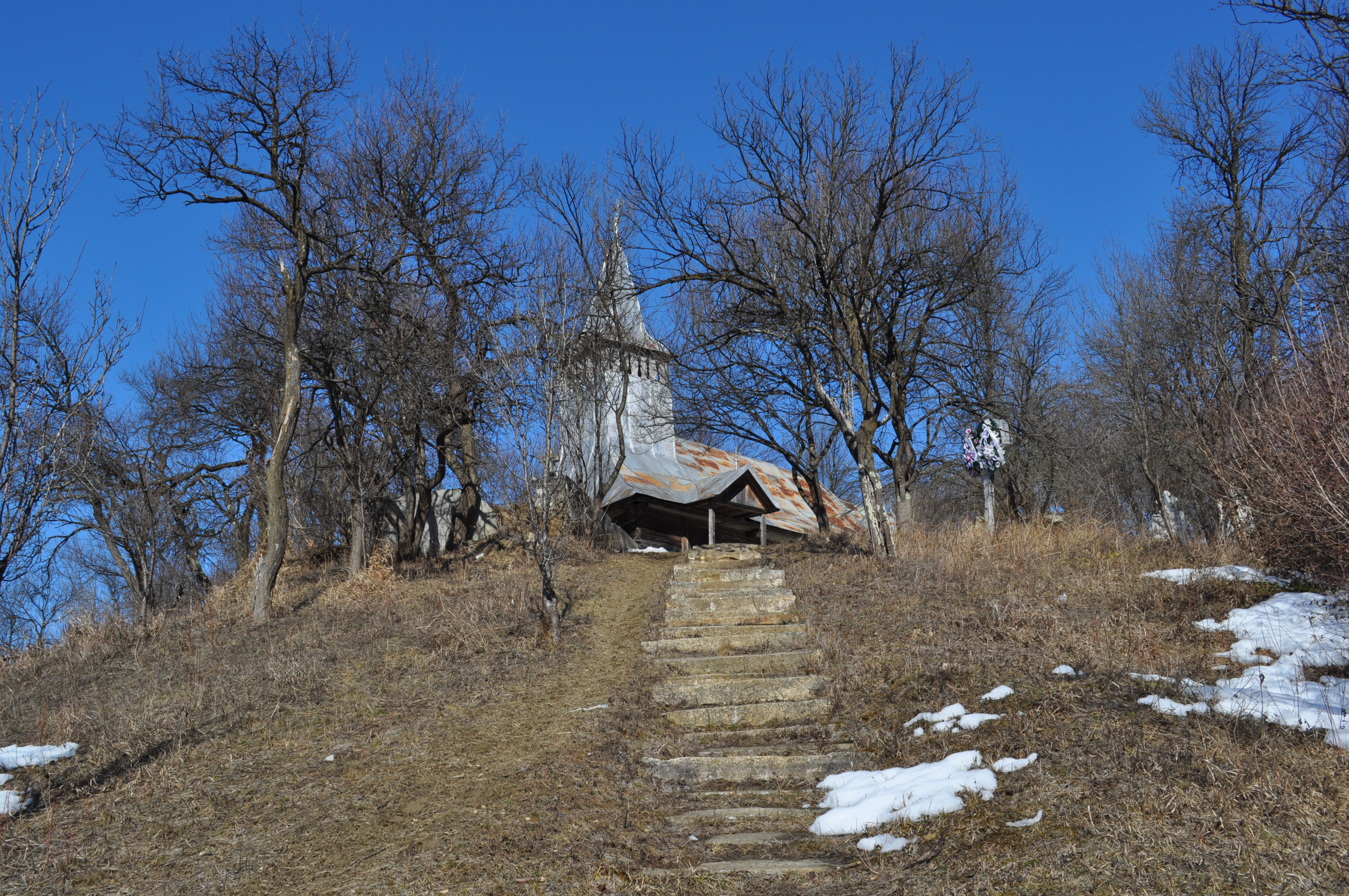
Biserica în vârf de deal

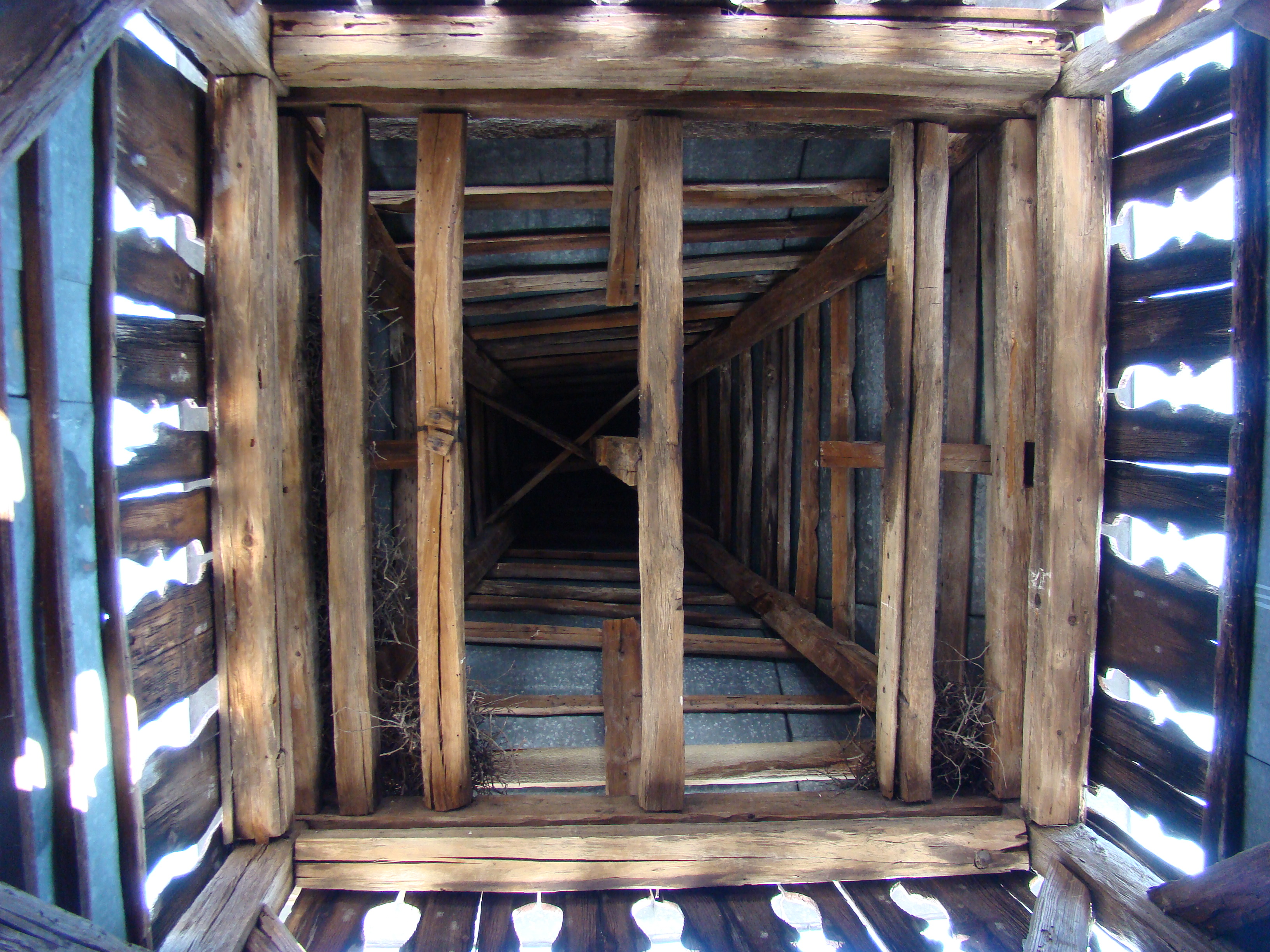
Clopotnița

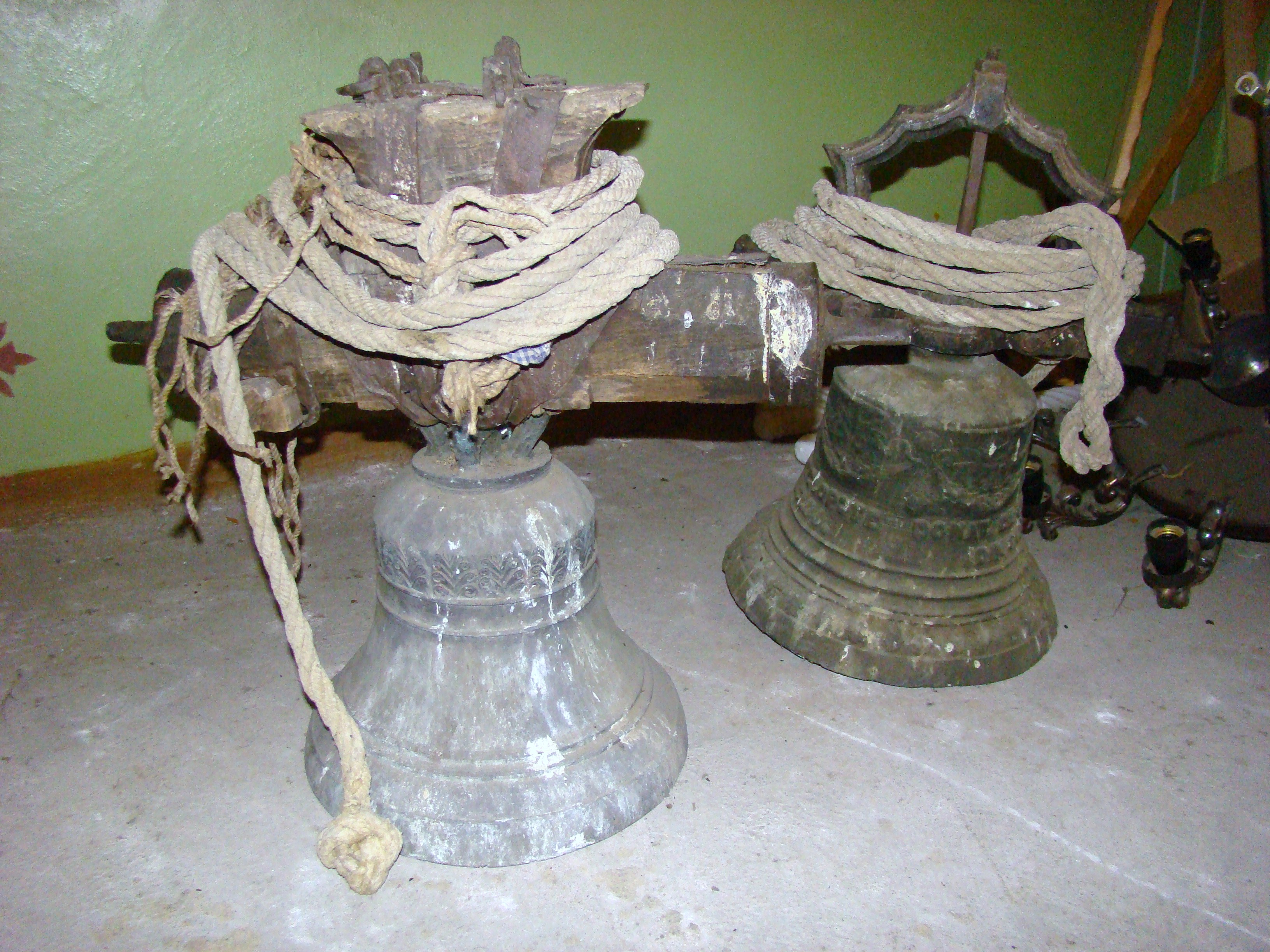
Clopotele bisericii

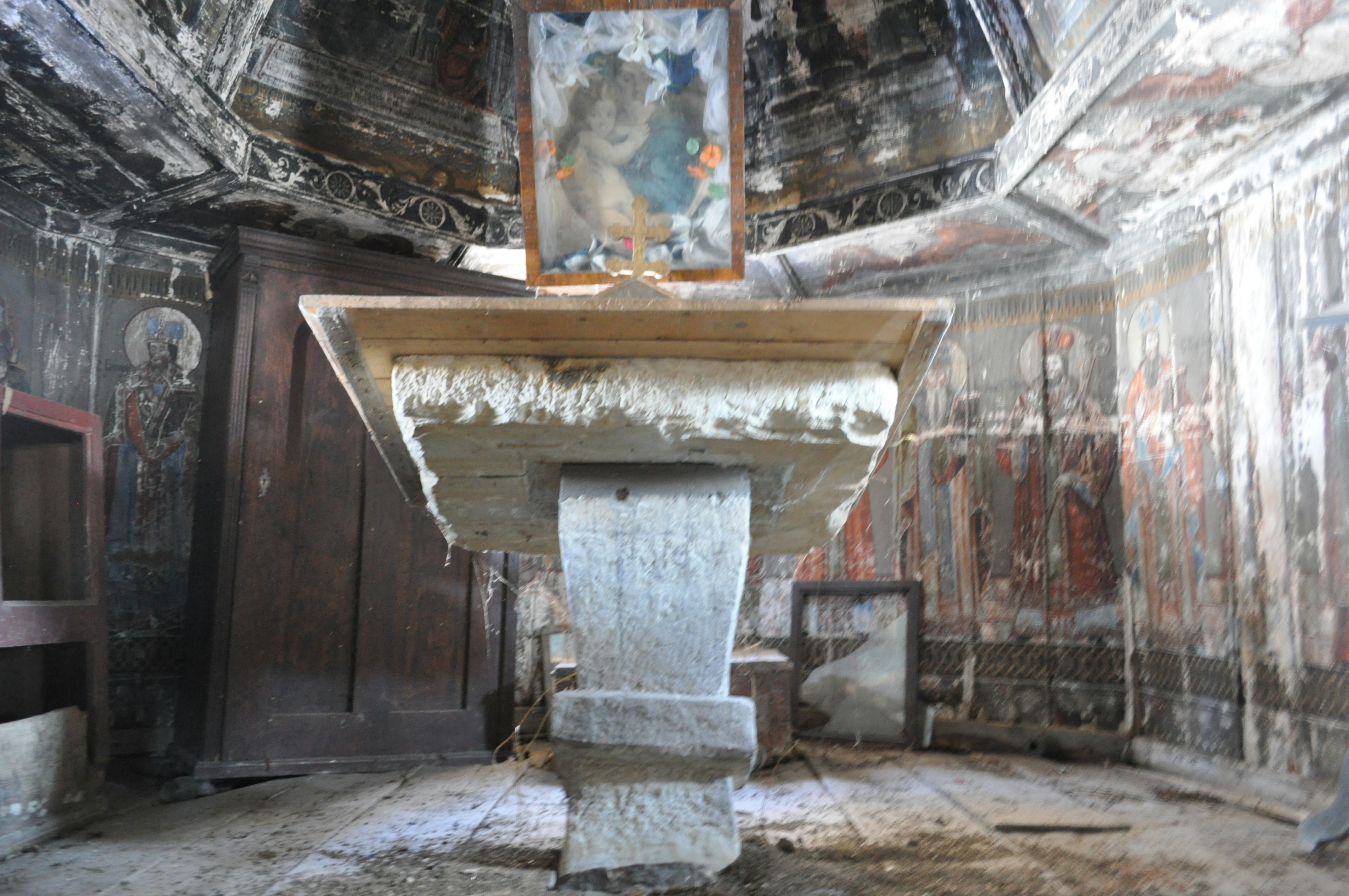
Piciorul mesei altarului

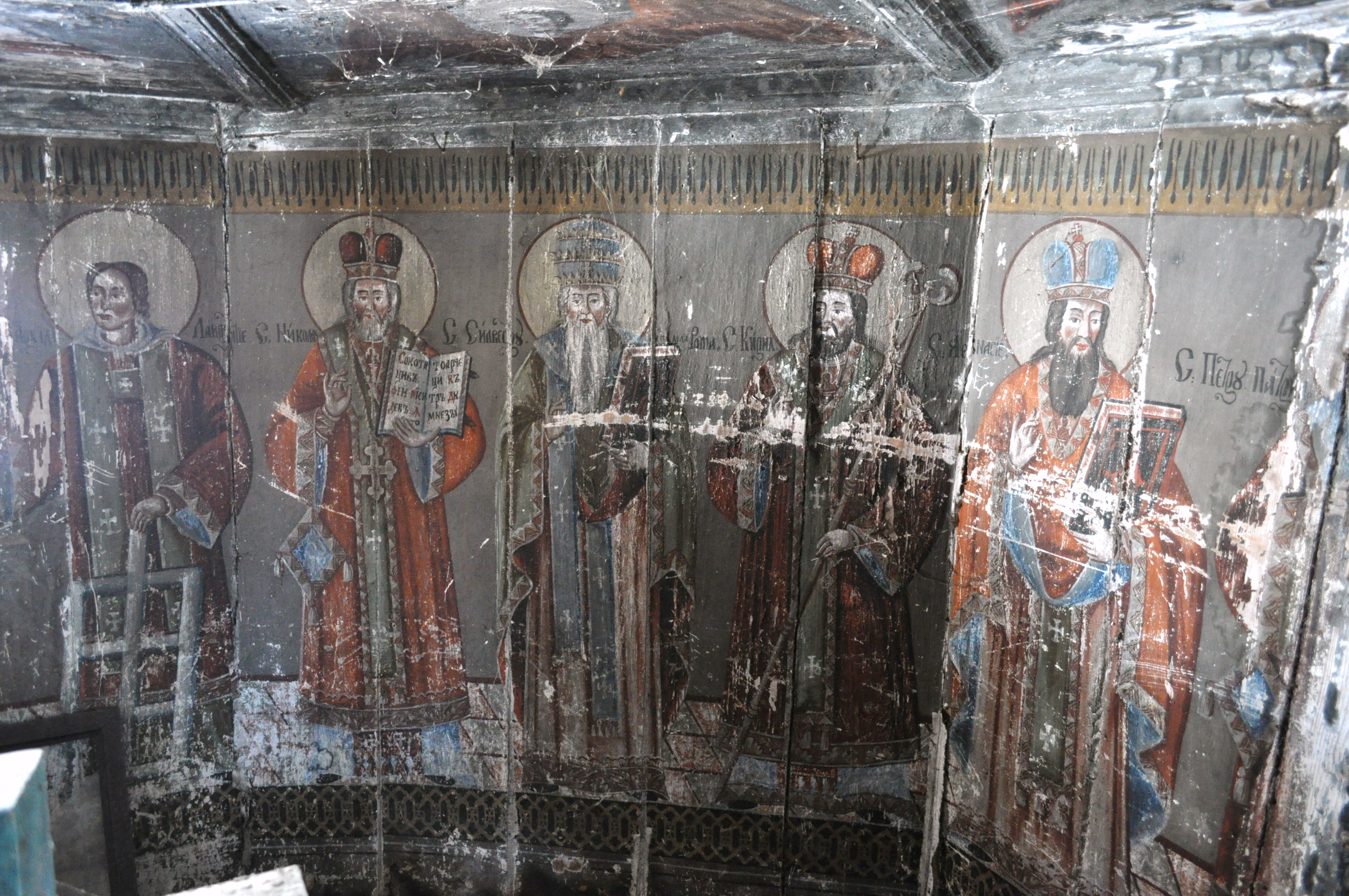
Altar: Sfinți Părinți

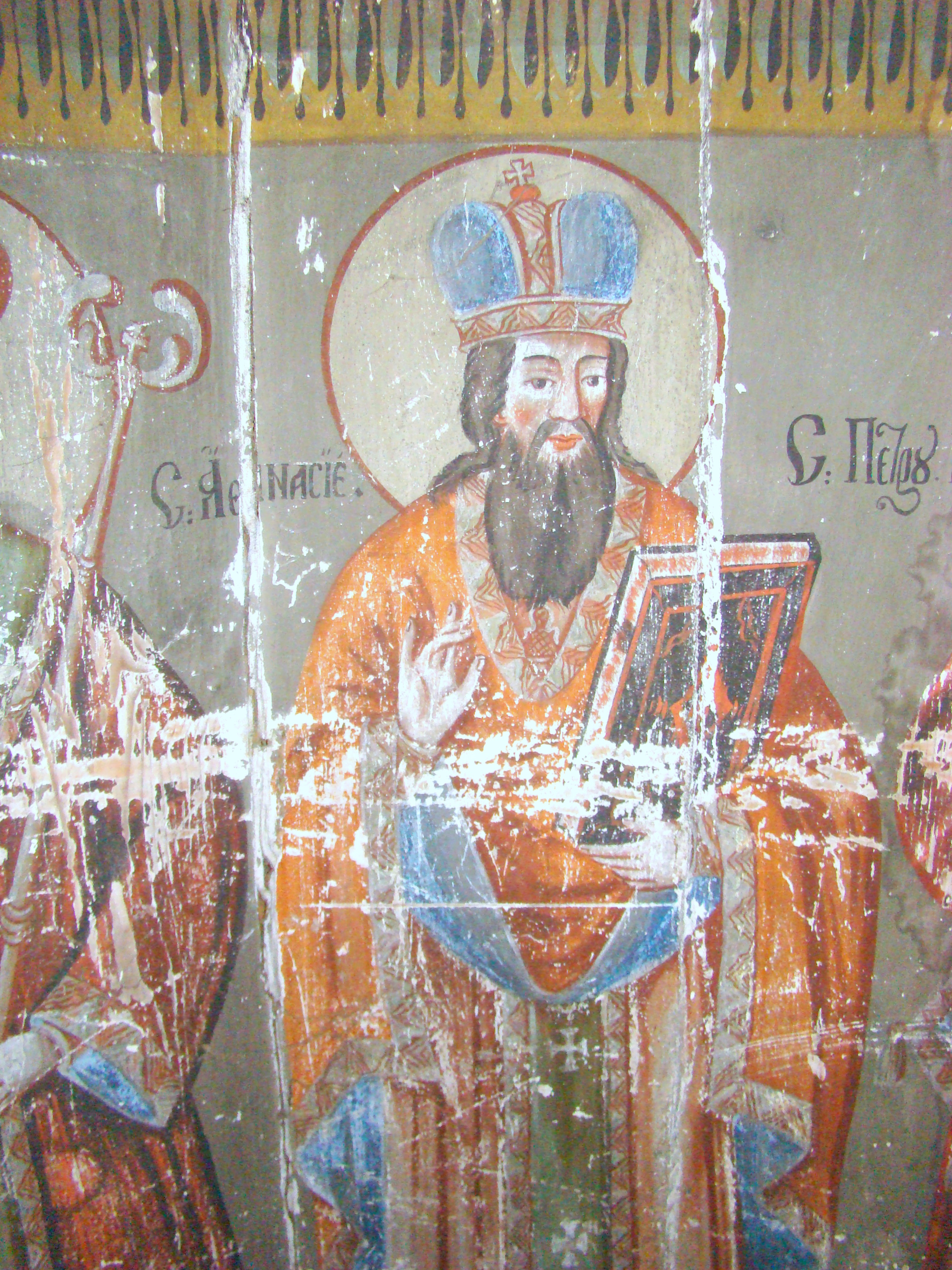
Altar: Sfinți Părinți

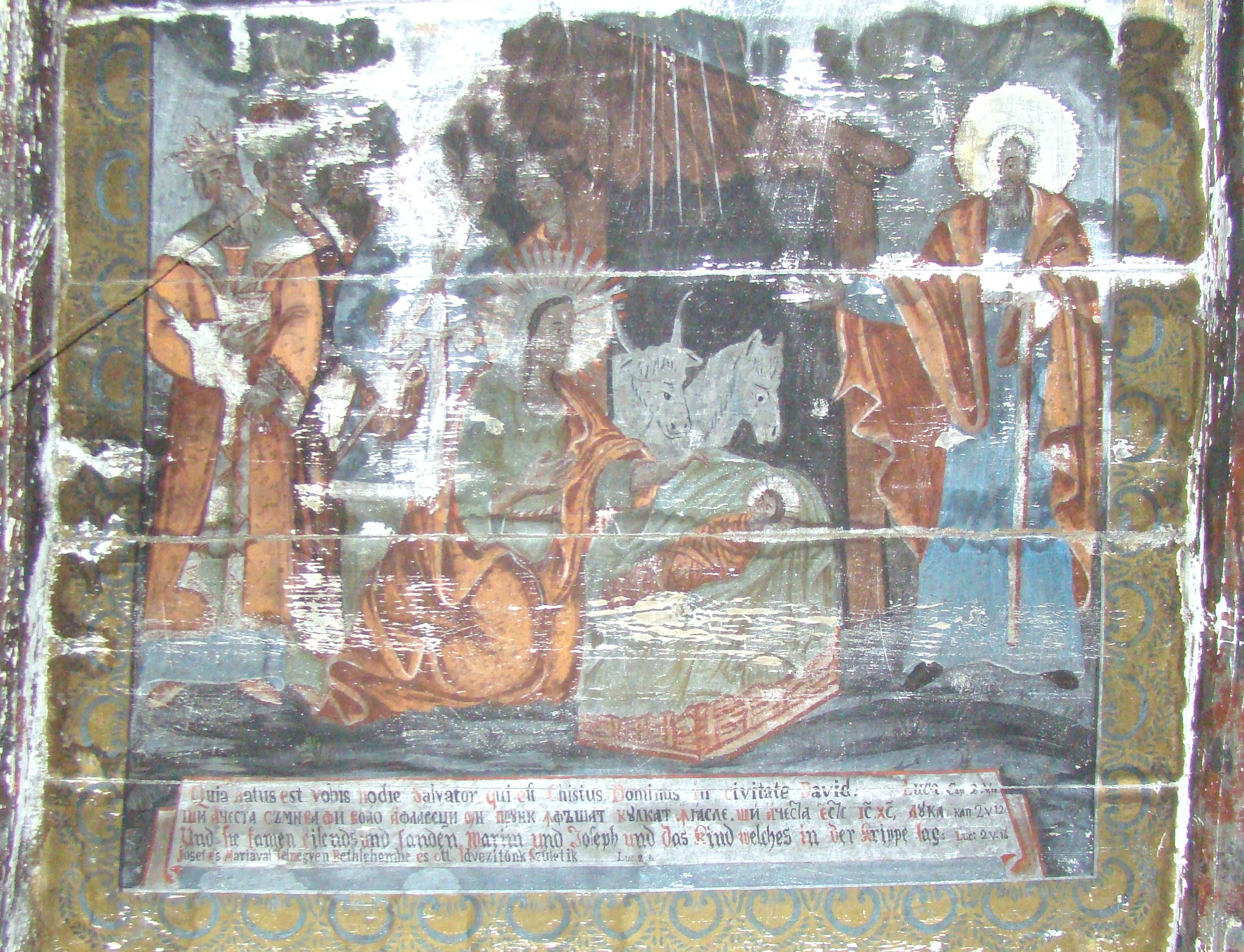
Nașterea Domnului

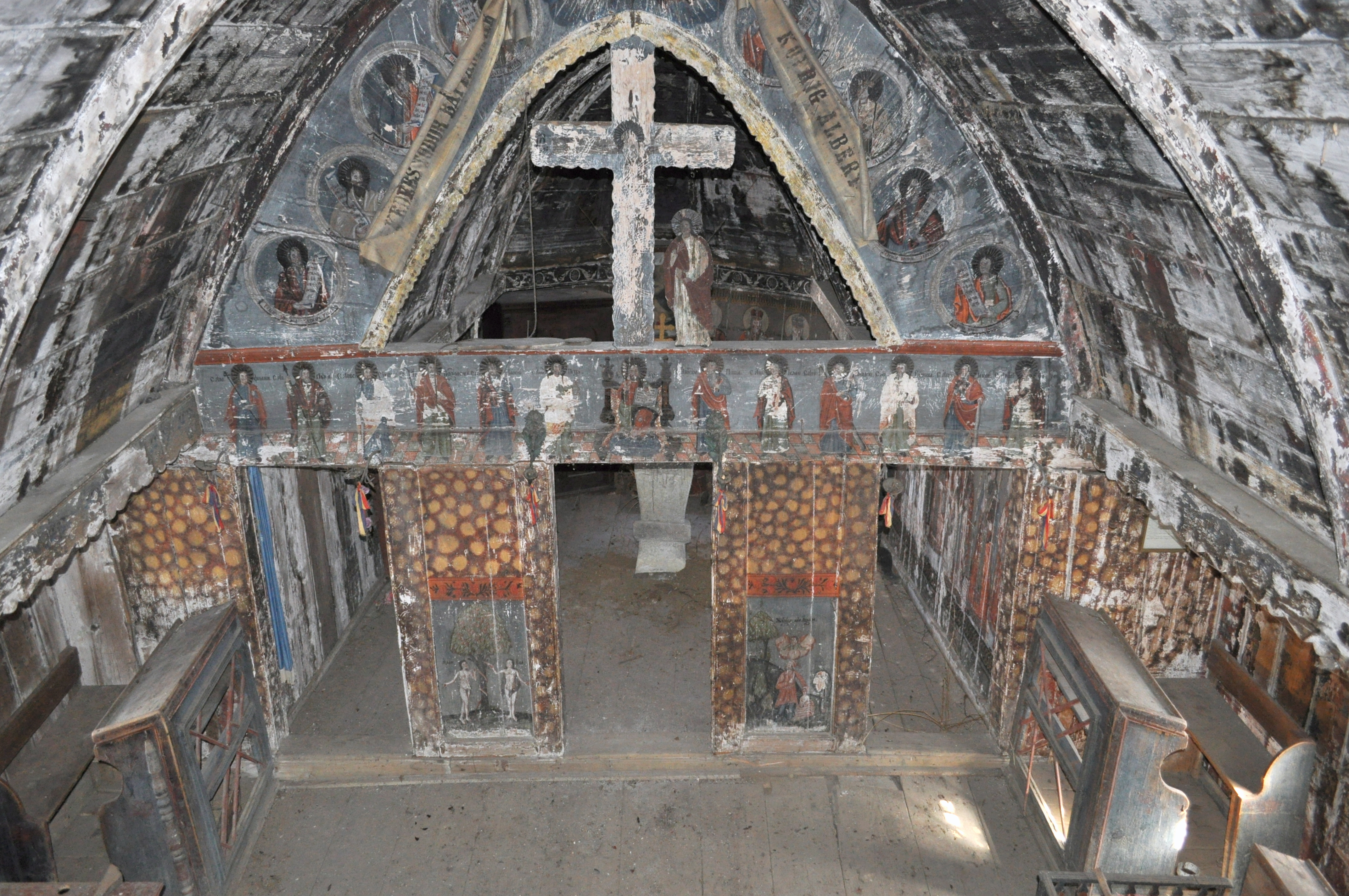
Interiorul navei

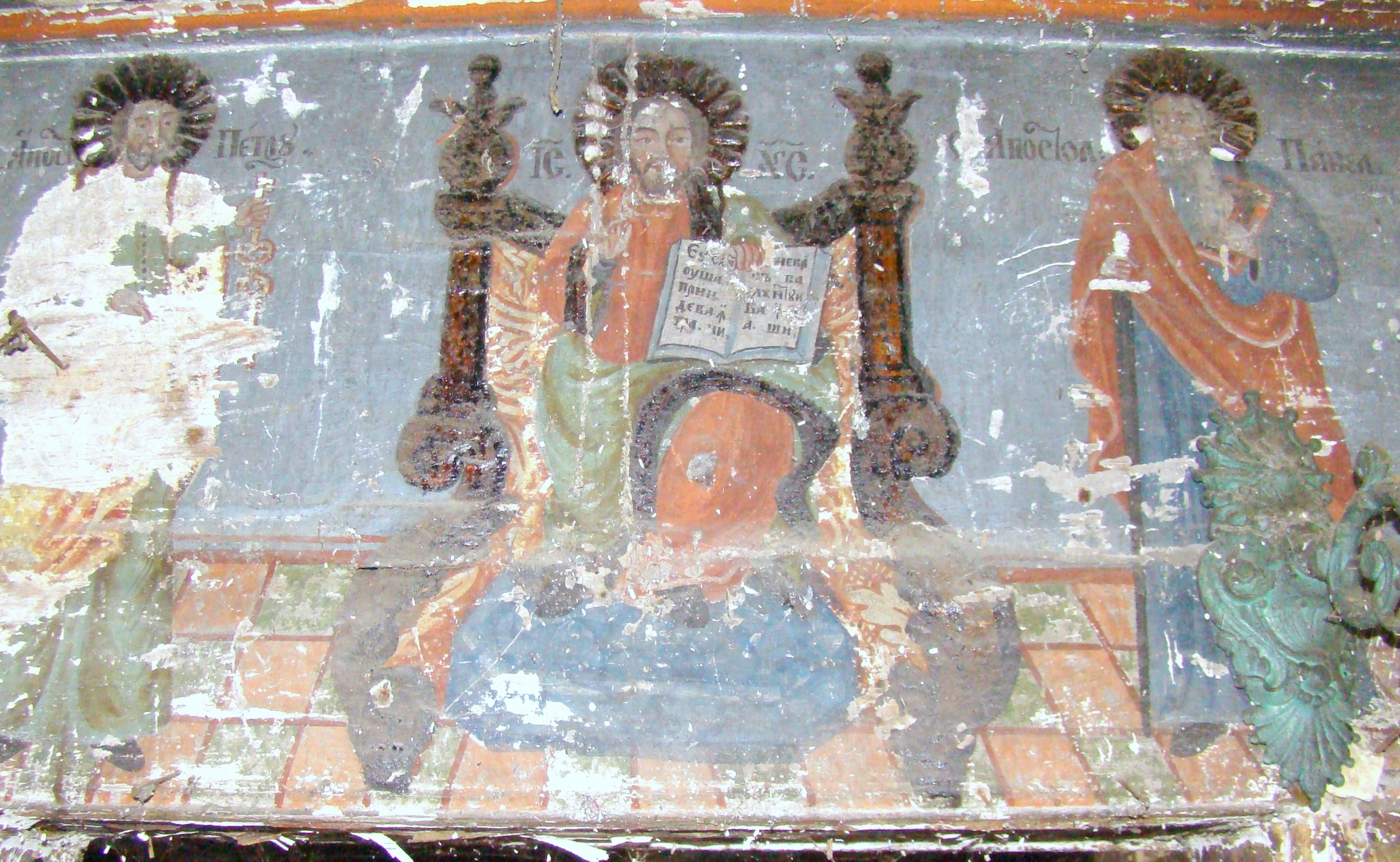
Pictura tâmplei: Iisus Mare Arhiereu

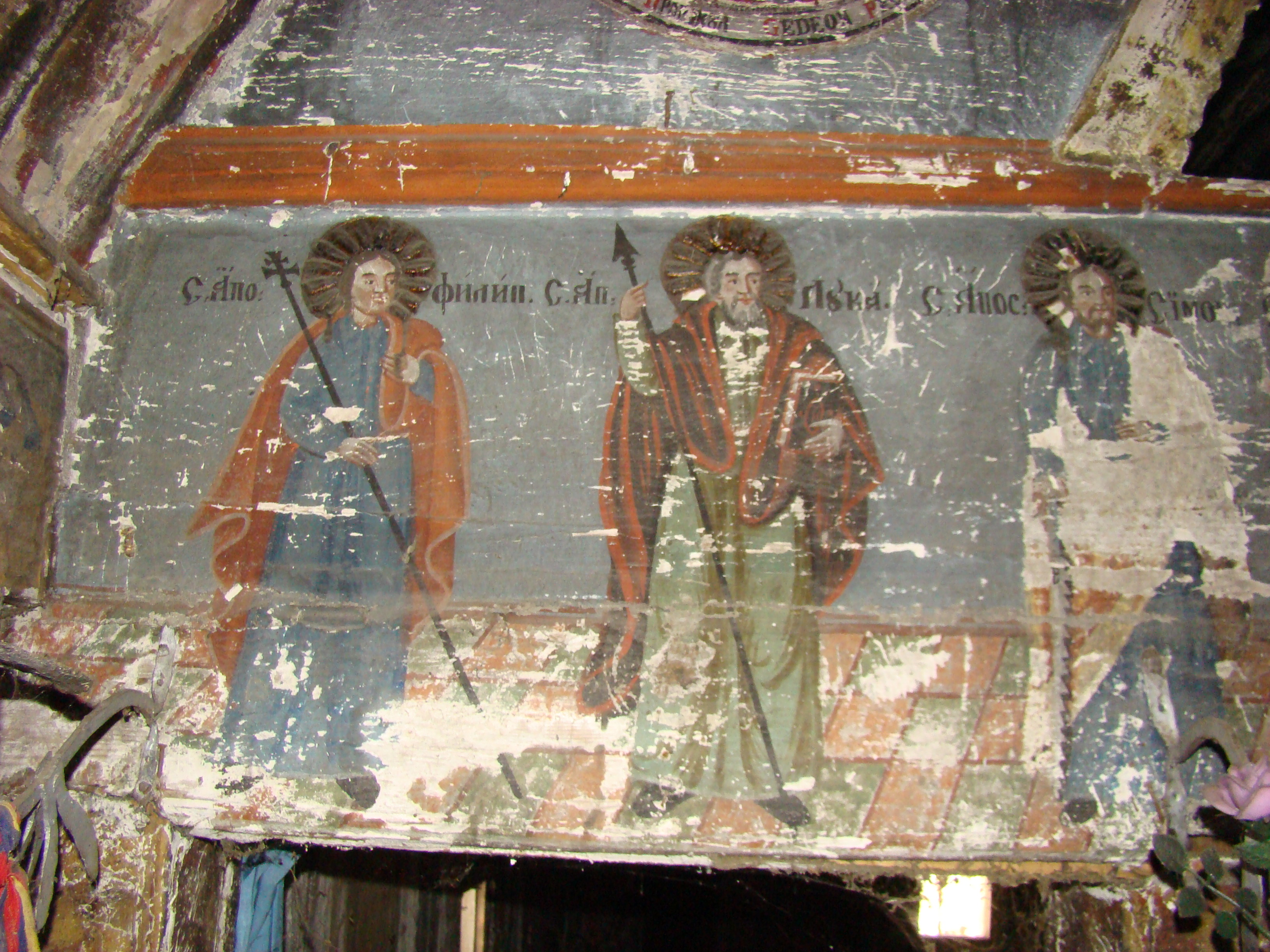
Pictura tâmplei: Apostoli

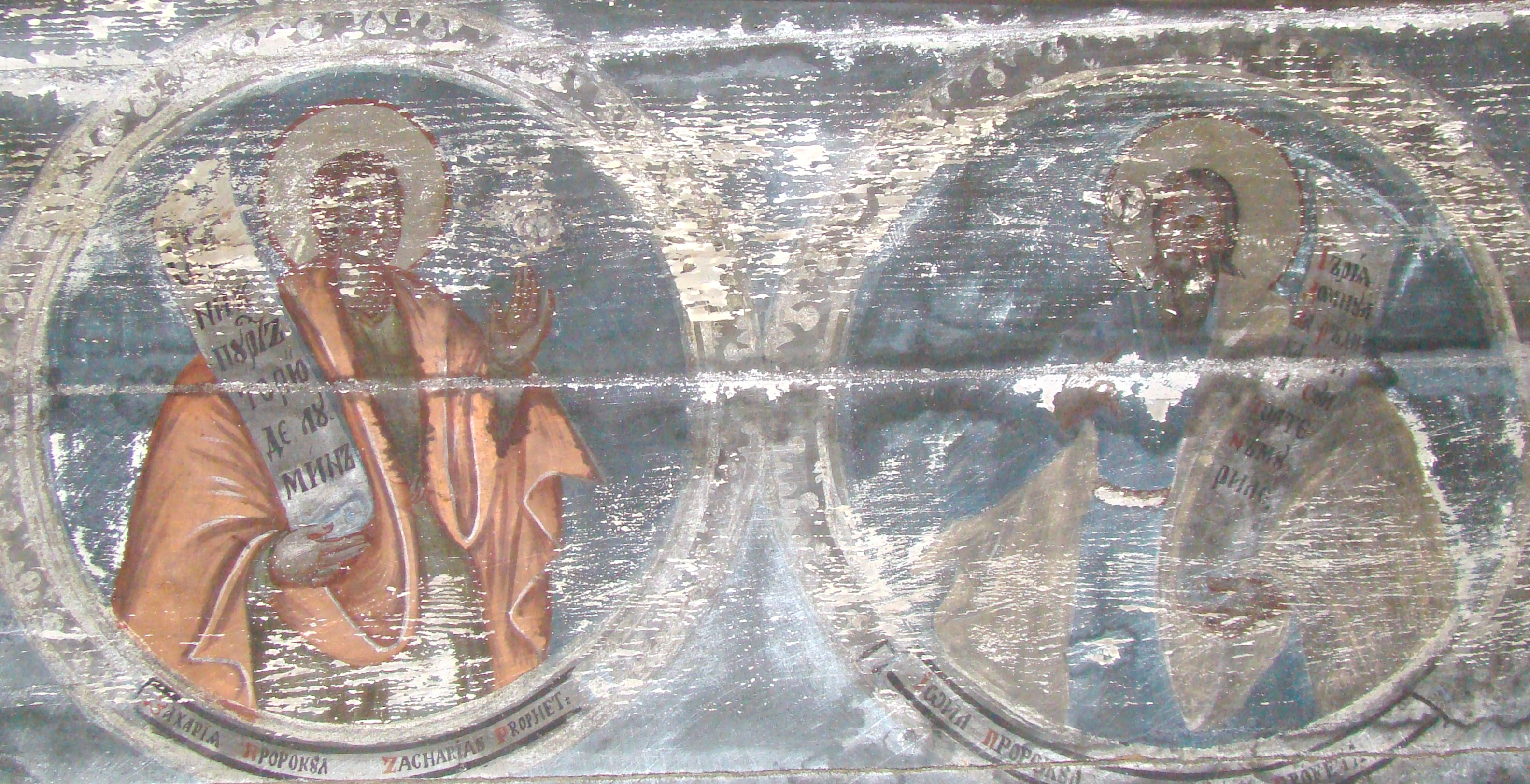
Altar: Sfinți Prooroci

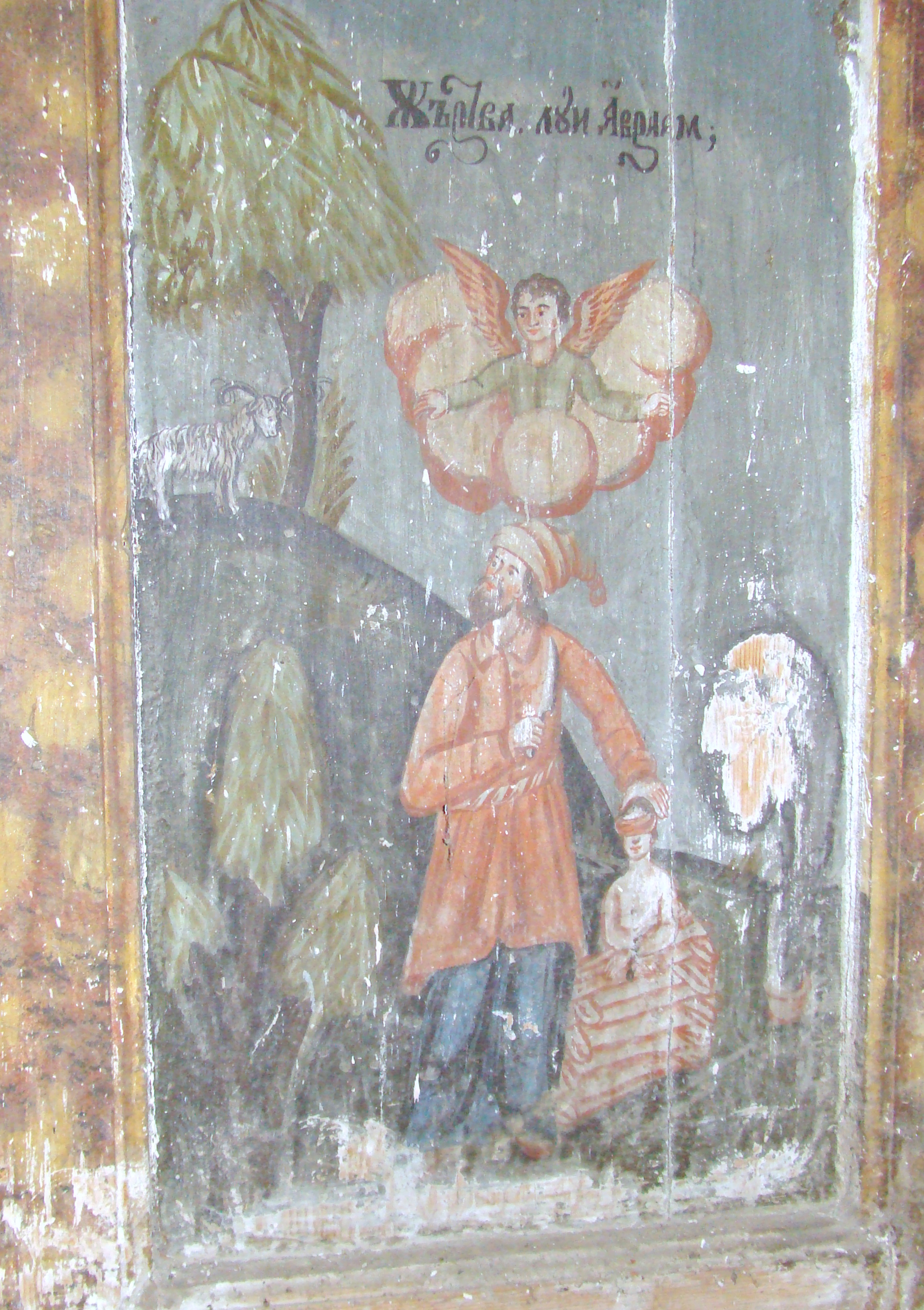
Jertfa lui Avraam

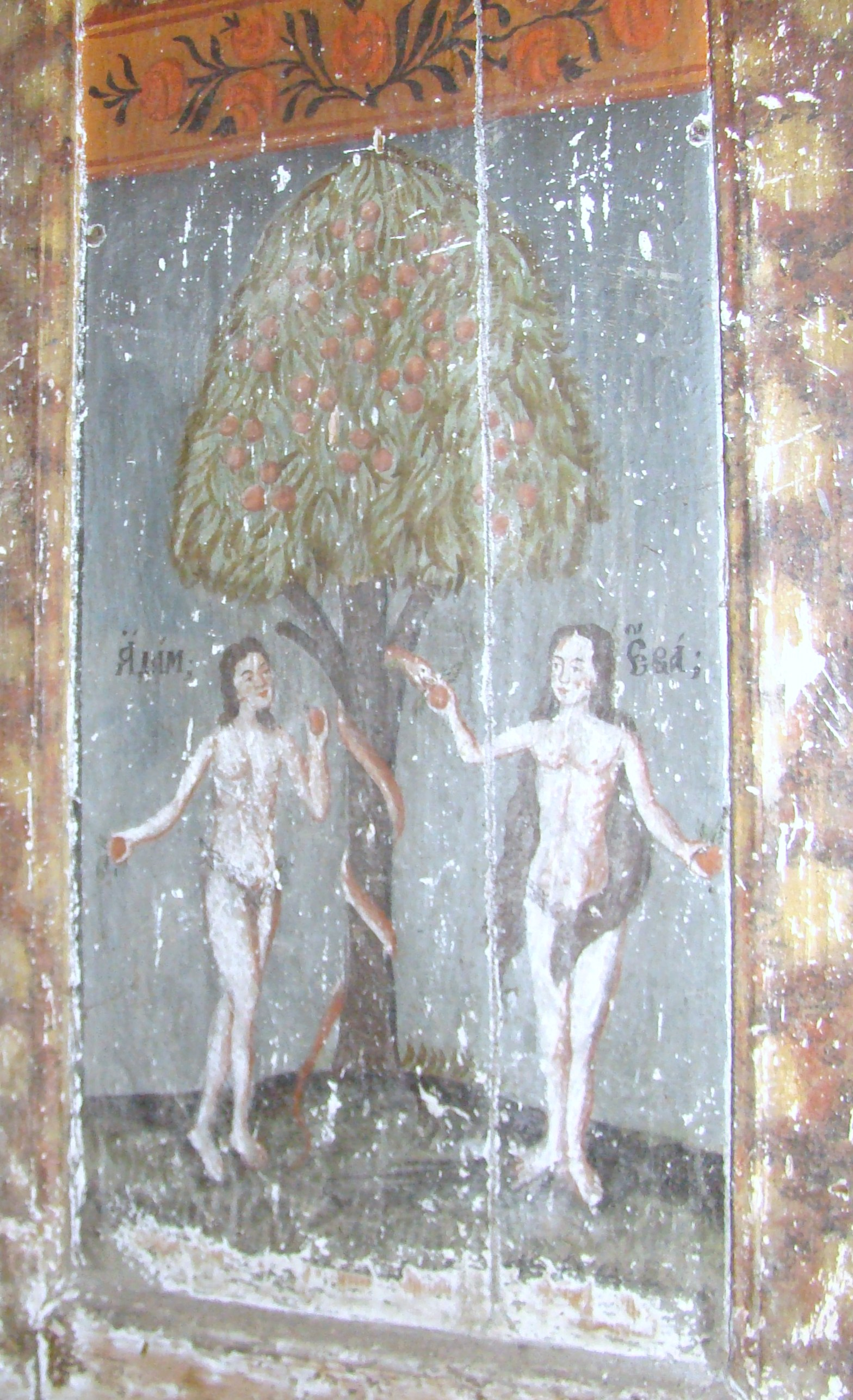
Adam și Eva

Biserica de lemn din Silivaș, orașul Gherla, județul Cluj, datează din anul 1827. Are hramul „Sfinții Arhangheli Mihail și Gavriil”. Biserica se află pe noua listă a monumentelor istorice sub codul LMI: cod LMI CJ-II-m-B-07763.

## Istoric și trăsături
Nu se cunoaște cu exactitate vechimea acestei biserici (nu există nici o inscripție pe grinzi, iconostas sau icoane). Ea poate fi apreciată la circa 200 de ani. Fostă biserică greco-catolică, ea a trecut în 1948 în folosința ortodocșilor. Biserica a fost pictată în jurul anului 1847, veșmântul pictat, de o bună calitate artistică, fiind distrus în cea mai mare parte. Doar în altar și în pronaos se mai disting câteva scene. E posibil ca pictura să fie realizată în mai multe etape: pe iconostas descrierile imaginilor sunt în caractere chirilice, pe bolta absidei altarului în latină, iar pe cea a naosului citate din Evanghelie multilingve: în latină, germană, maghiară și în caractere chirilice.
În patrimoniul bisericii existau cărți vechi: Strastnic (1773), Mineu (1784), Liturghier (1797), Evanghelie (1765), Penticostar (1768) duse probabil în colecția arhiepiscopiei. Clopotele bisericii vechi și ușile împărătești au fost adăpostite în altă parte, în siguranță.
Biserica se află într-o stare avansată de degradare și necesită o intervenție urgentă.

## Imagini din exterior

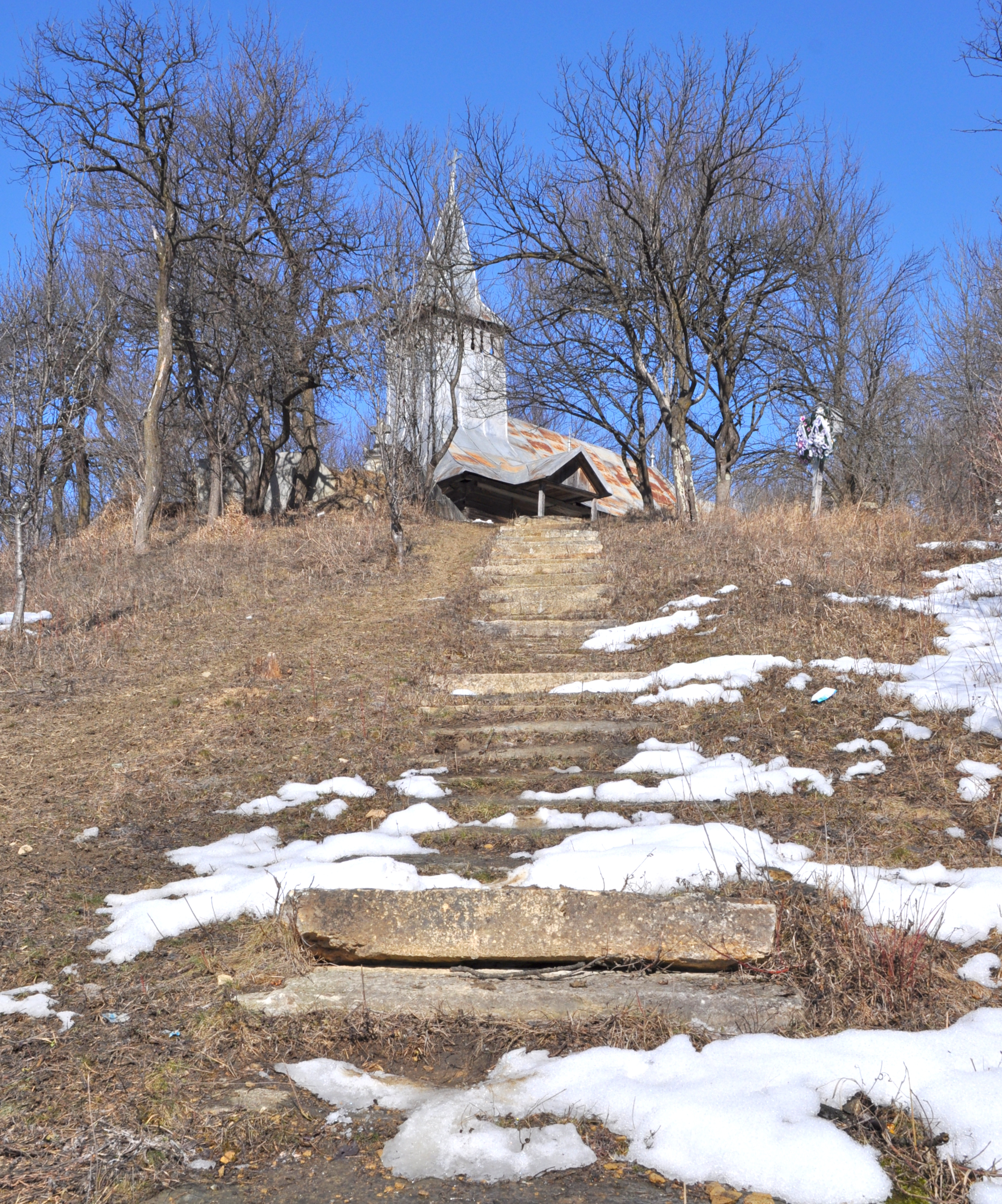
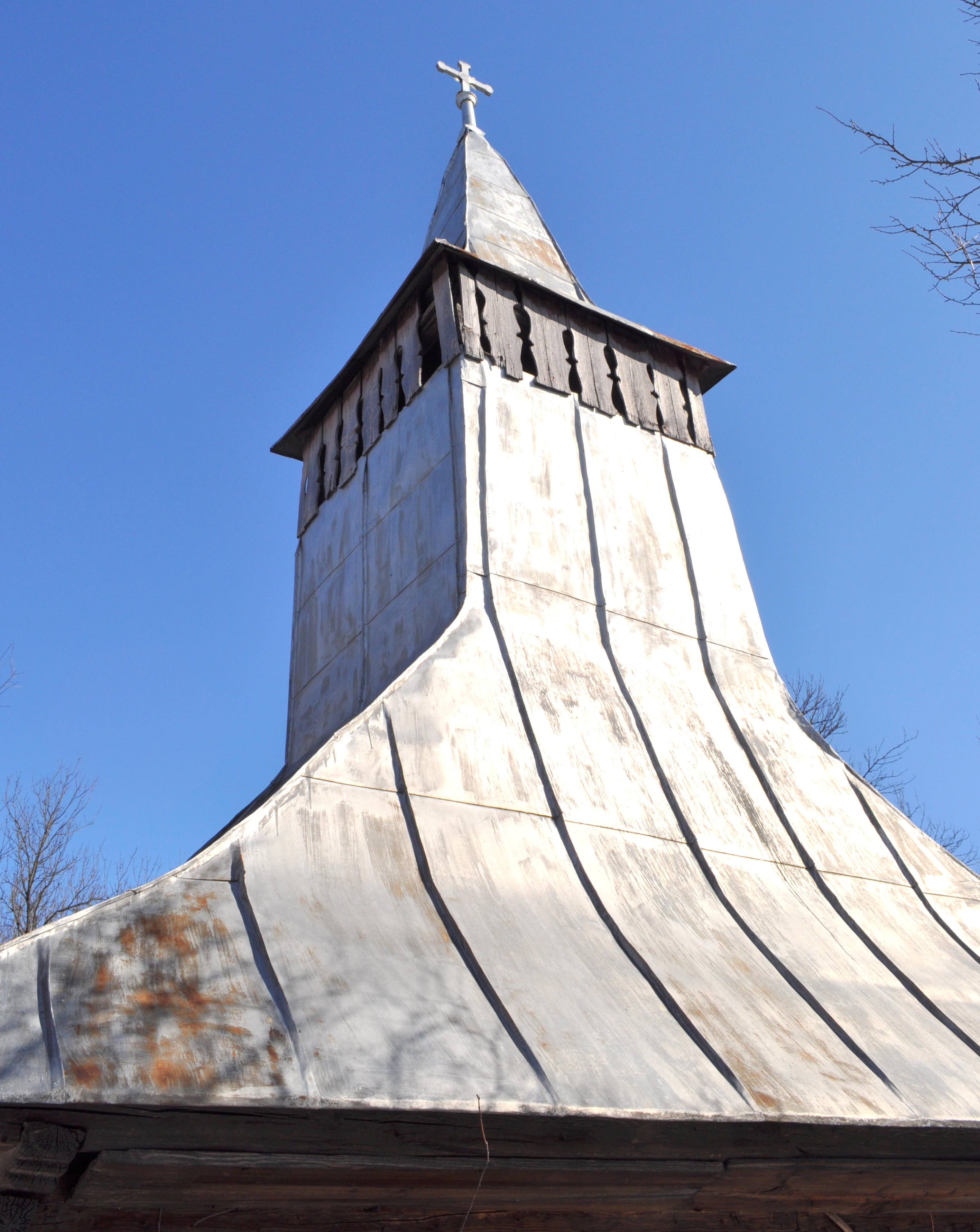
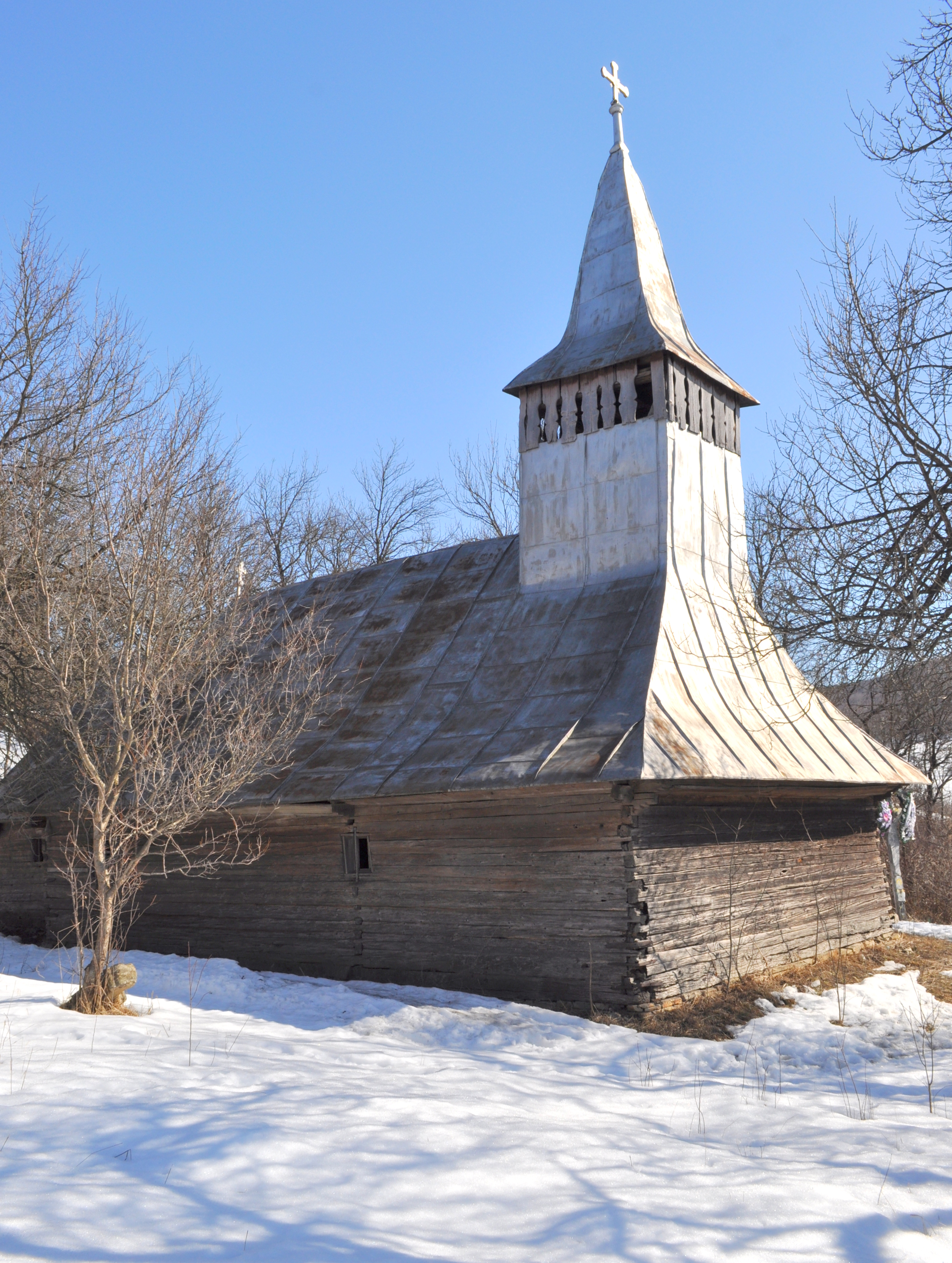
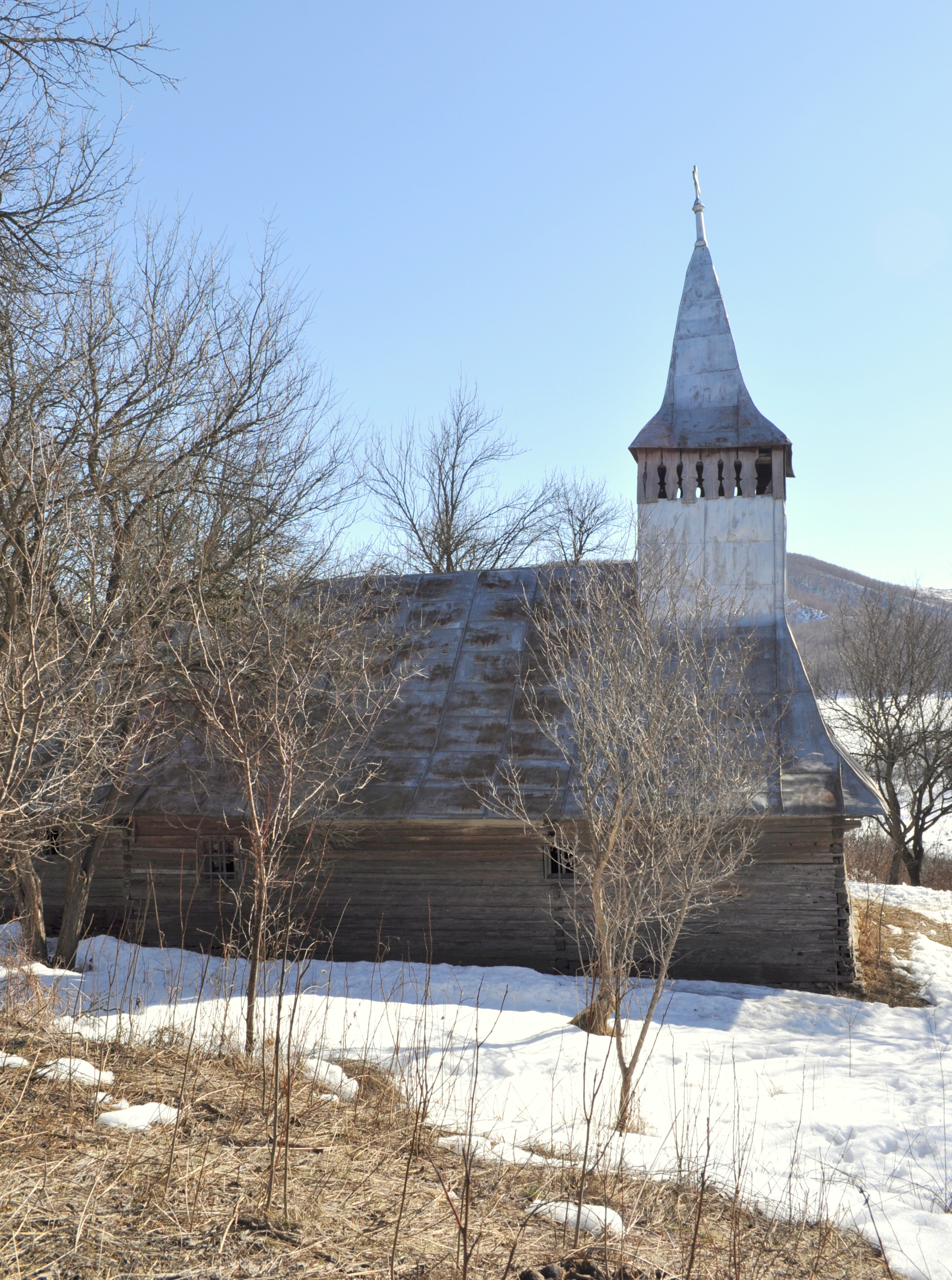
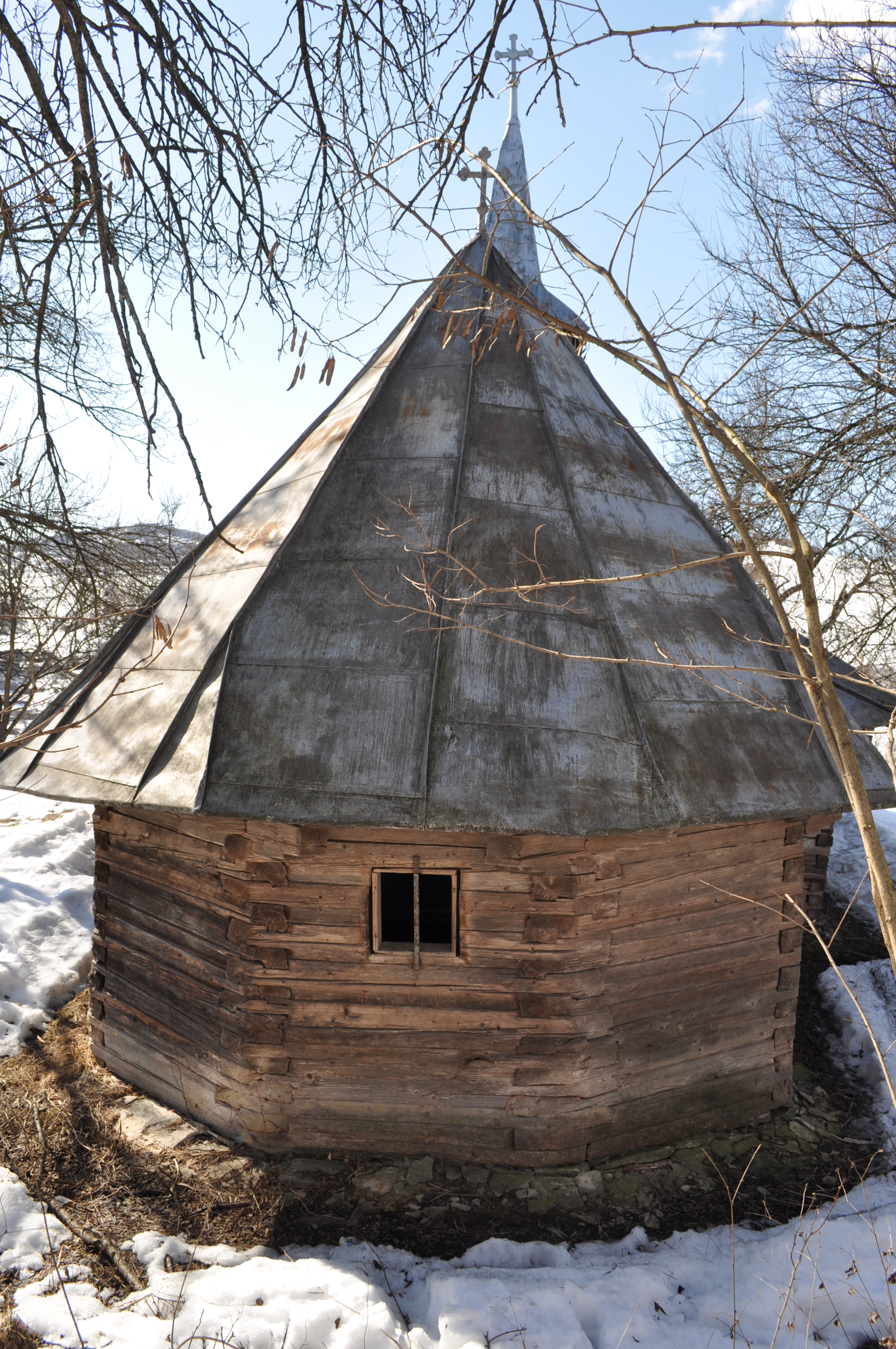
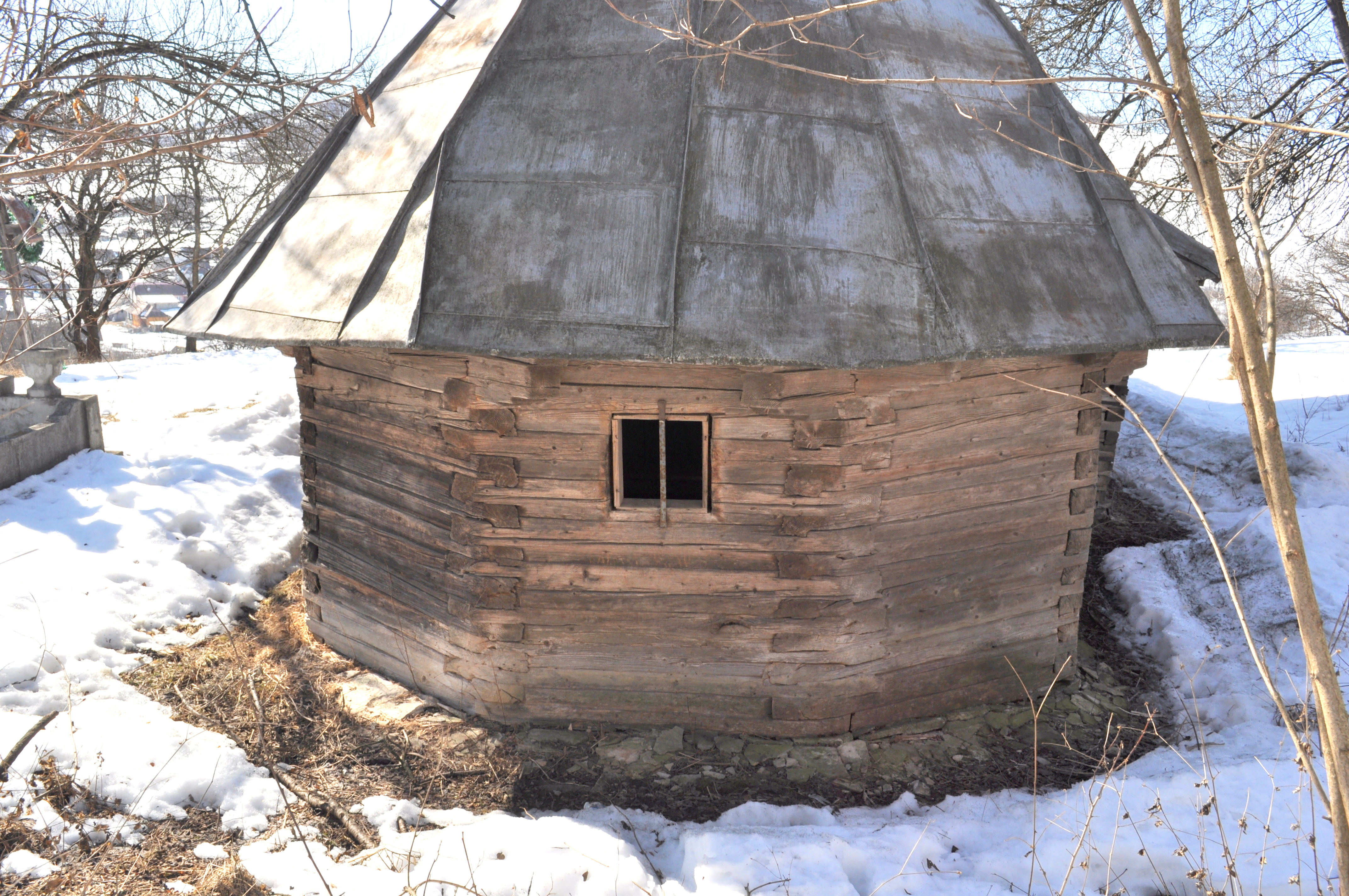
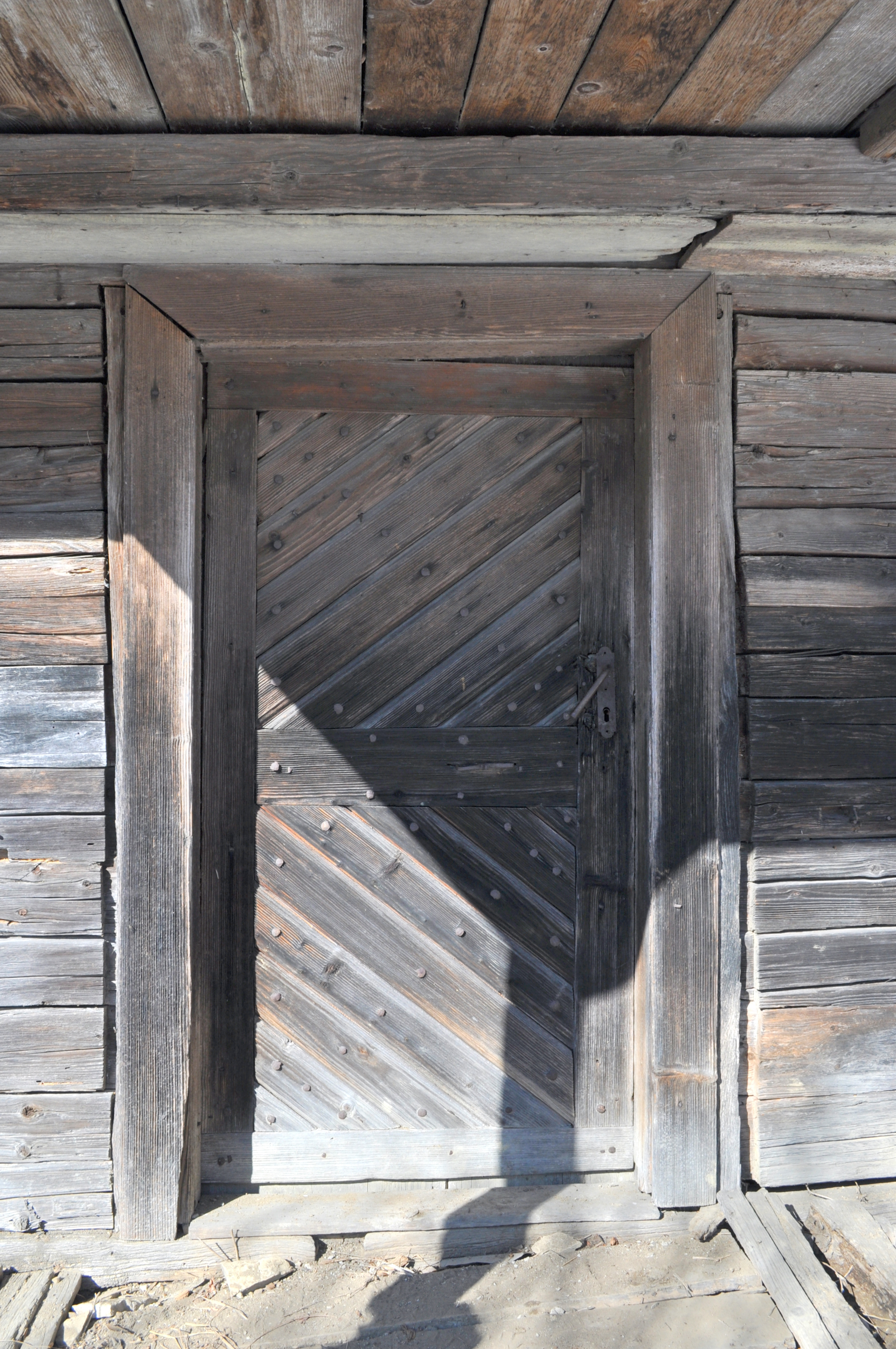
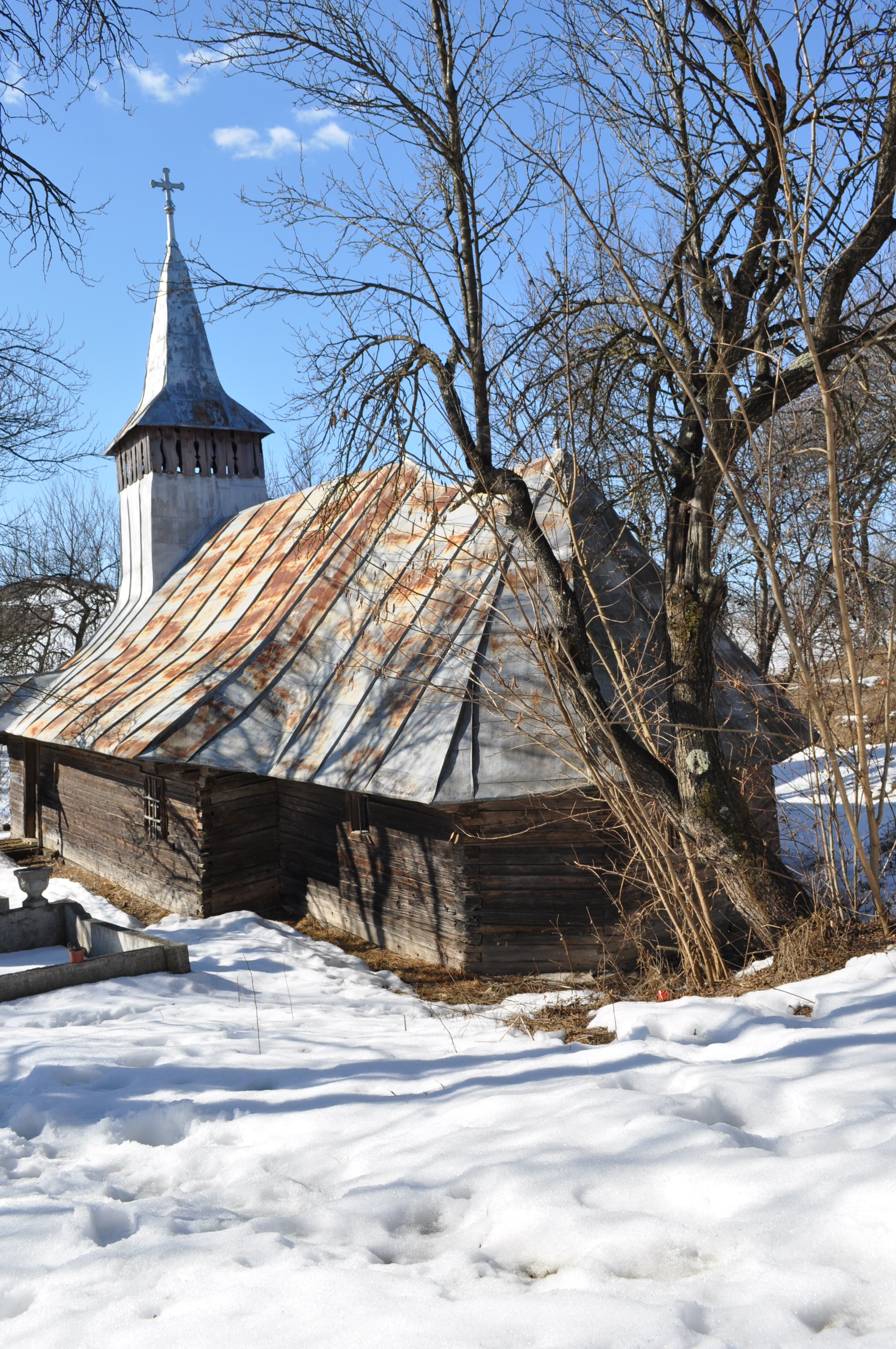
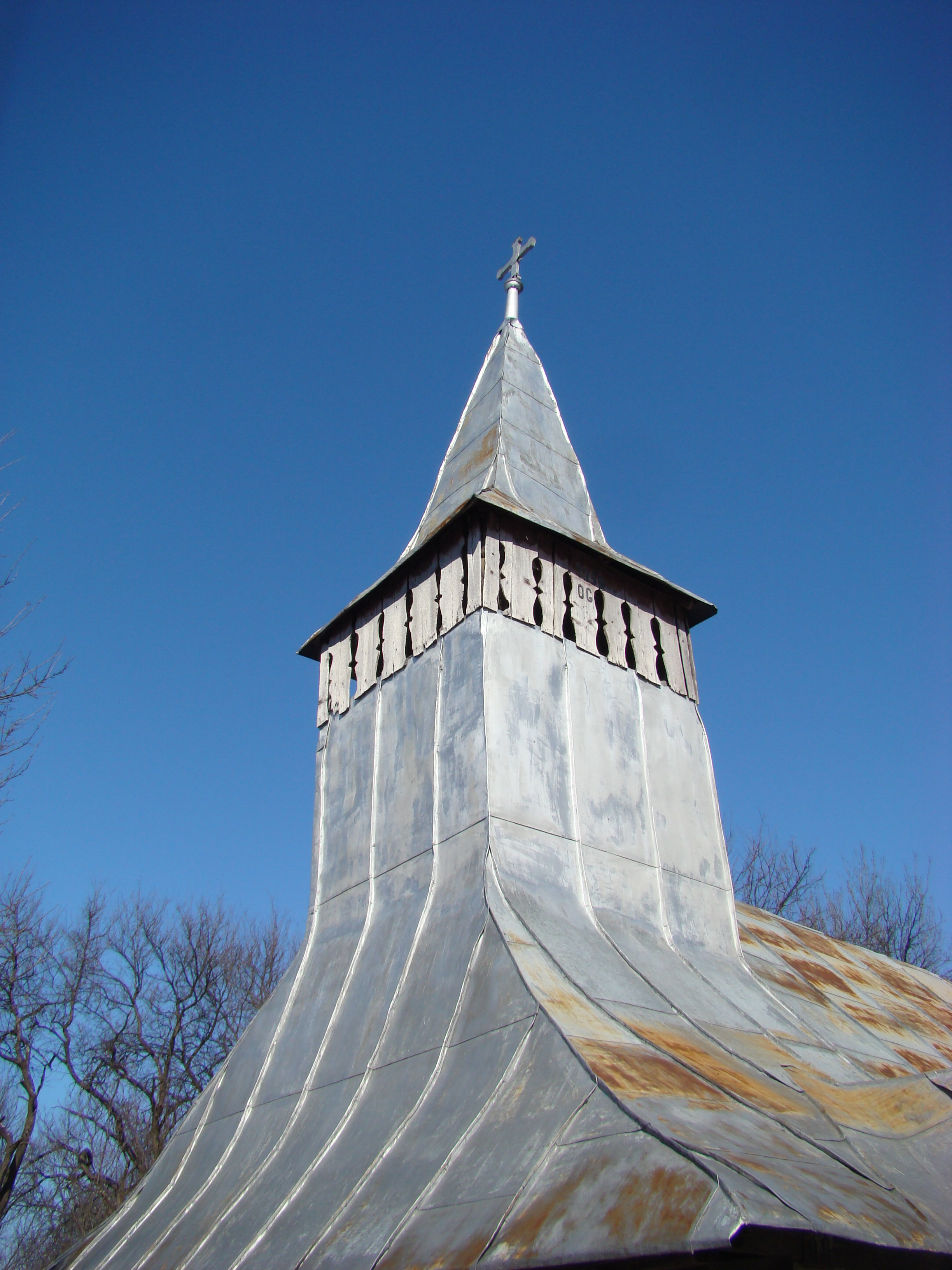
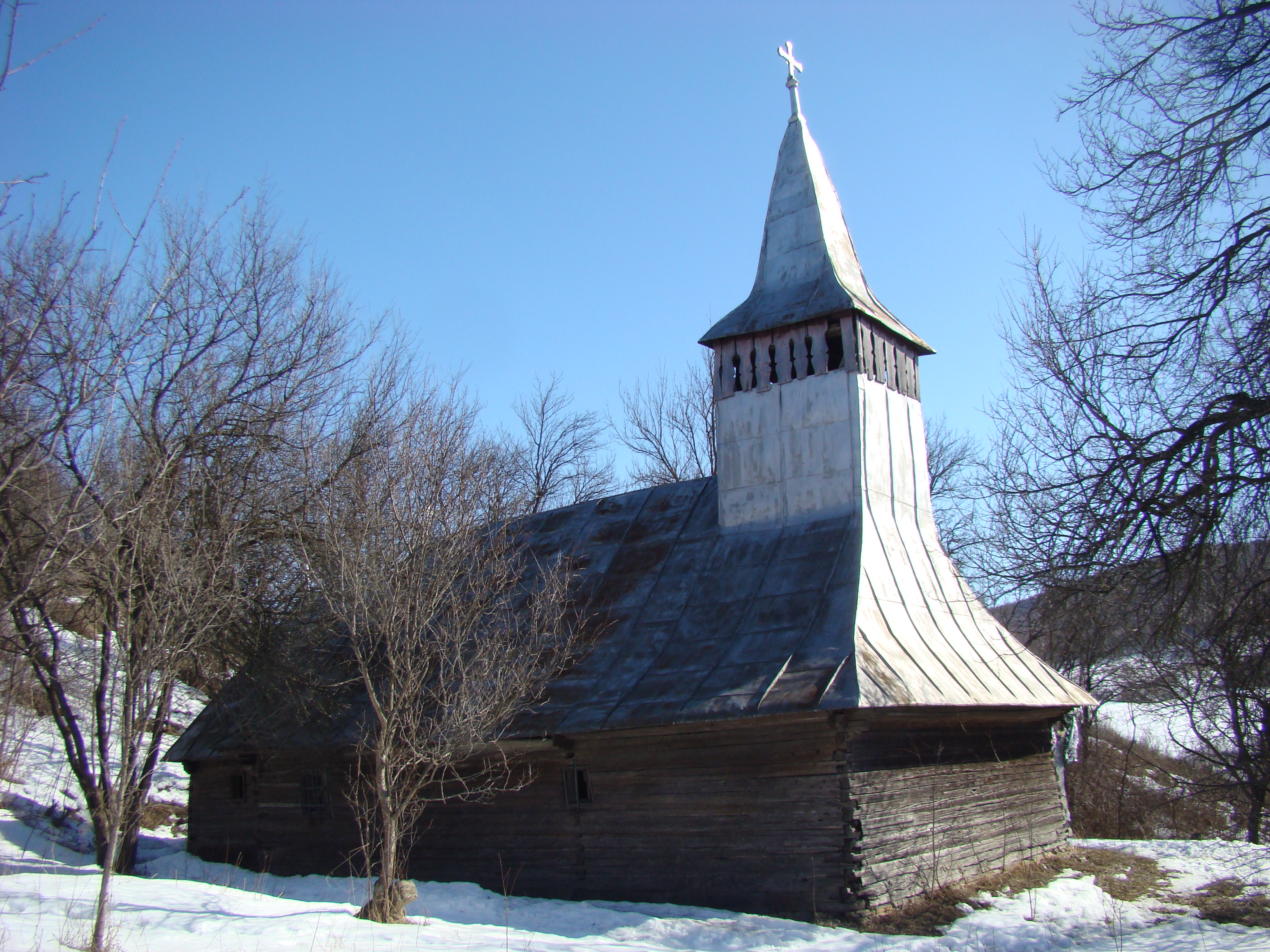
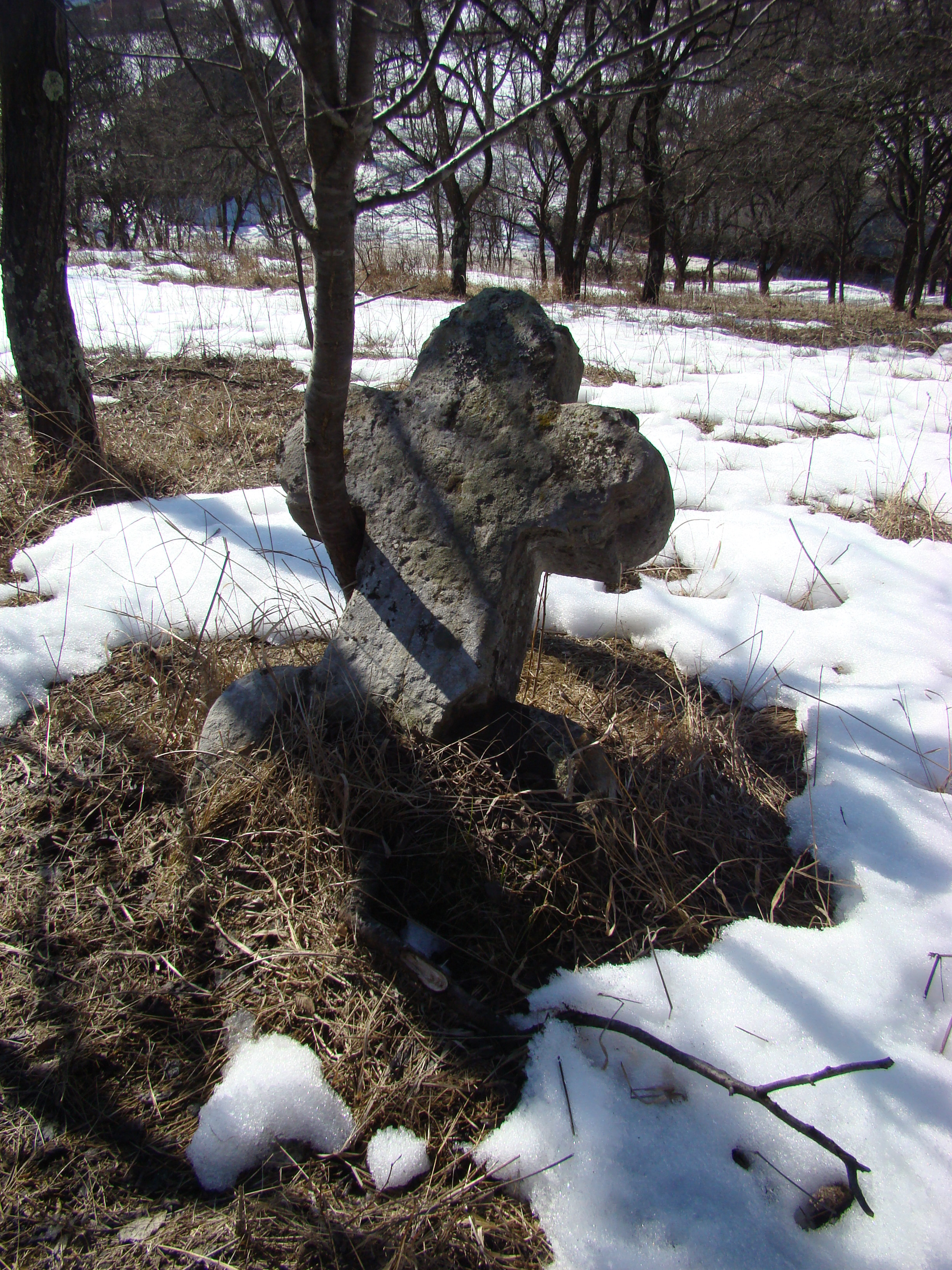
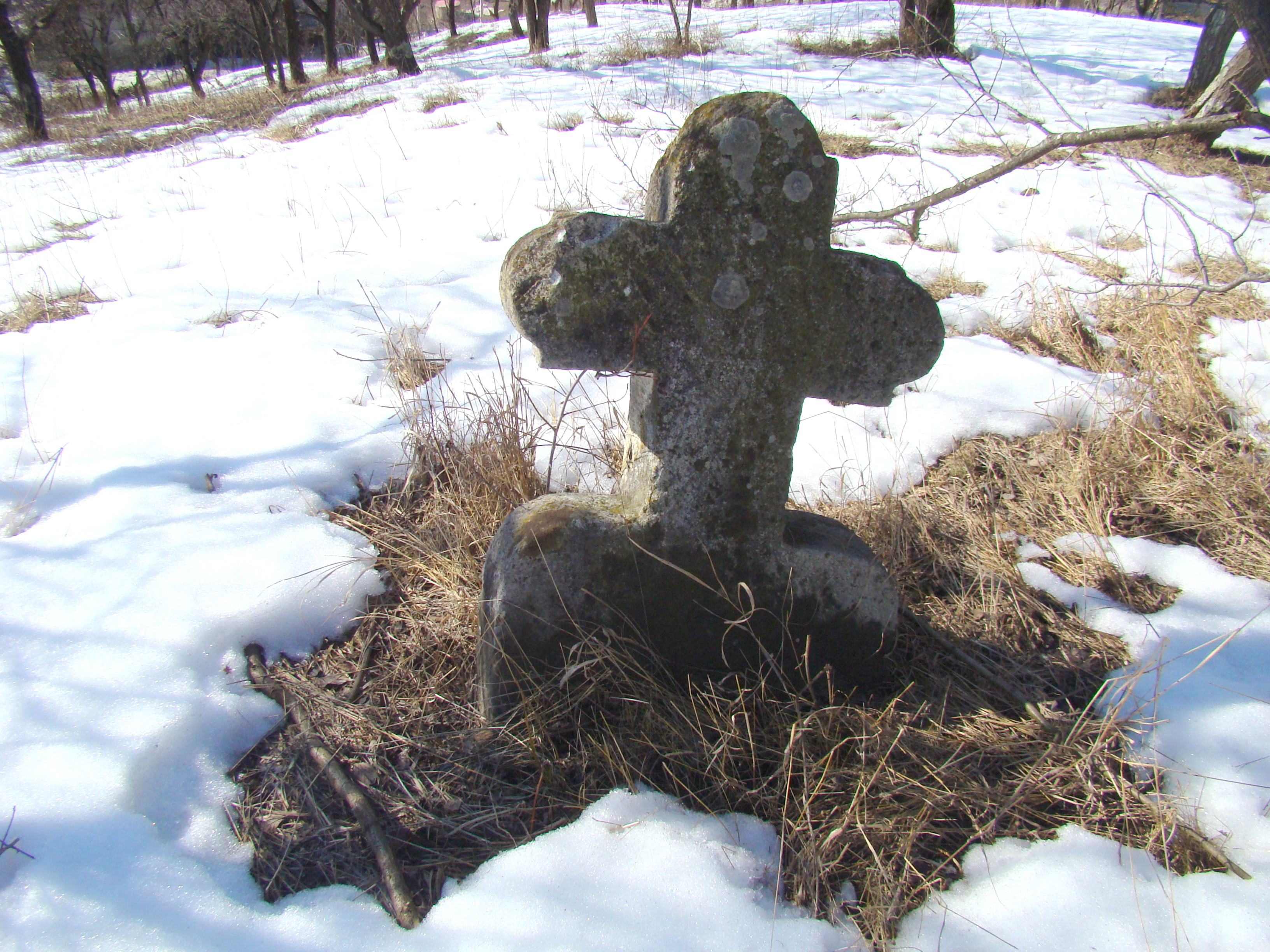
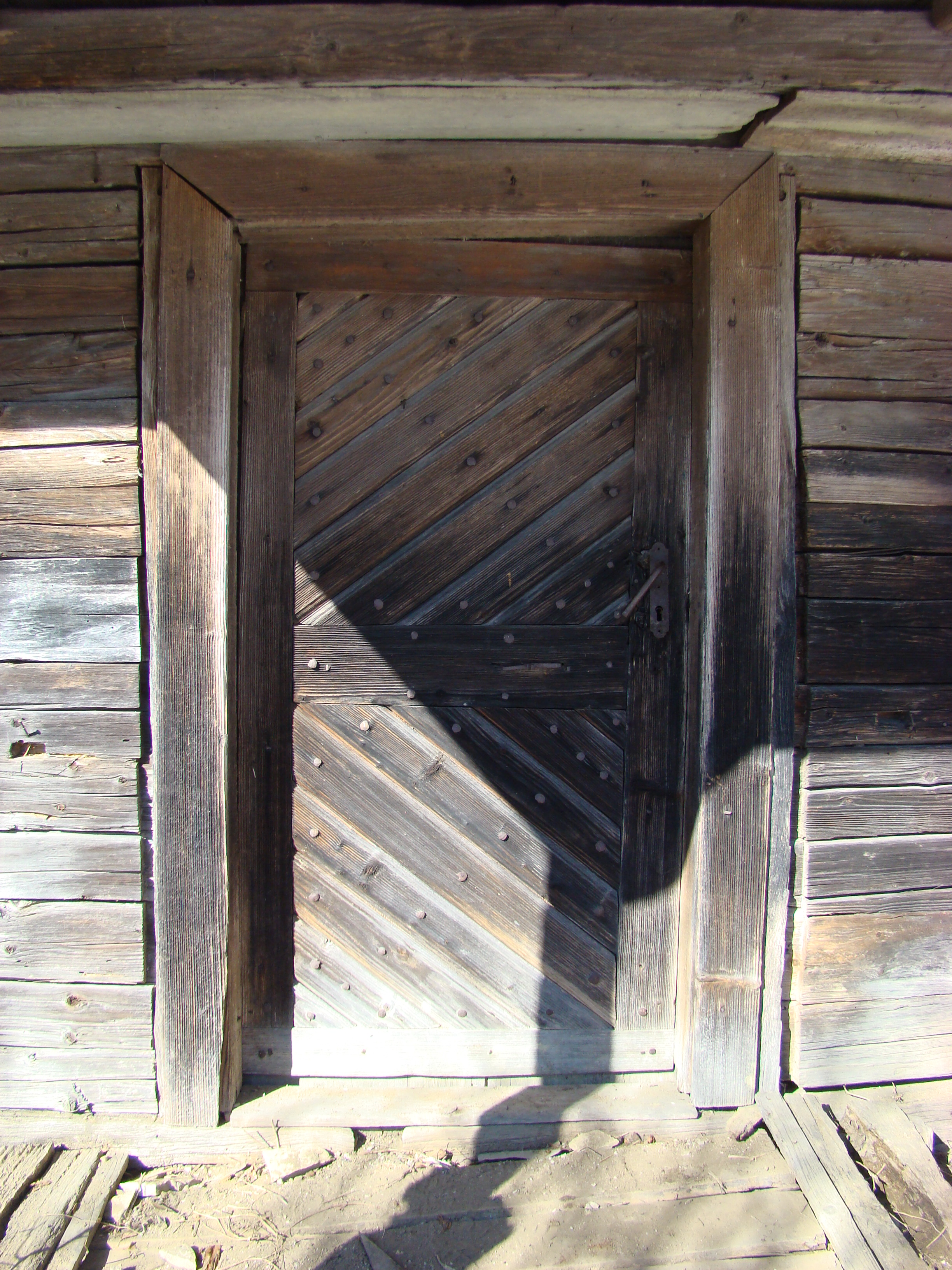
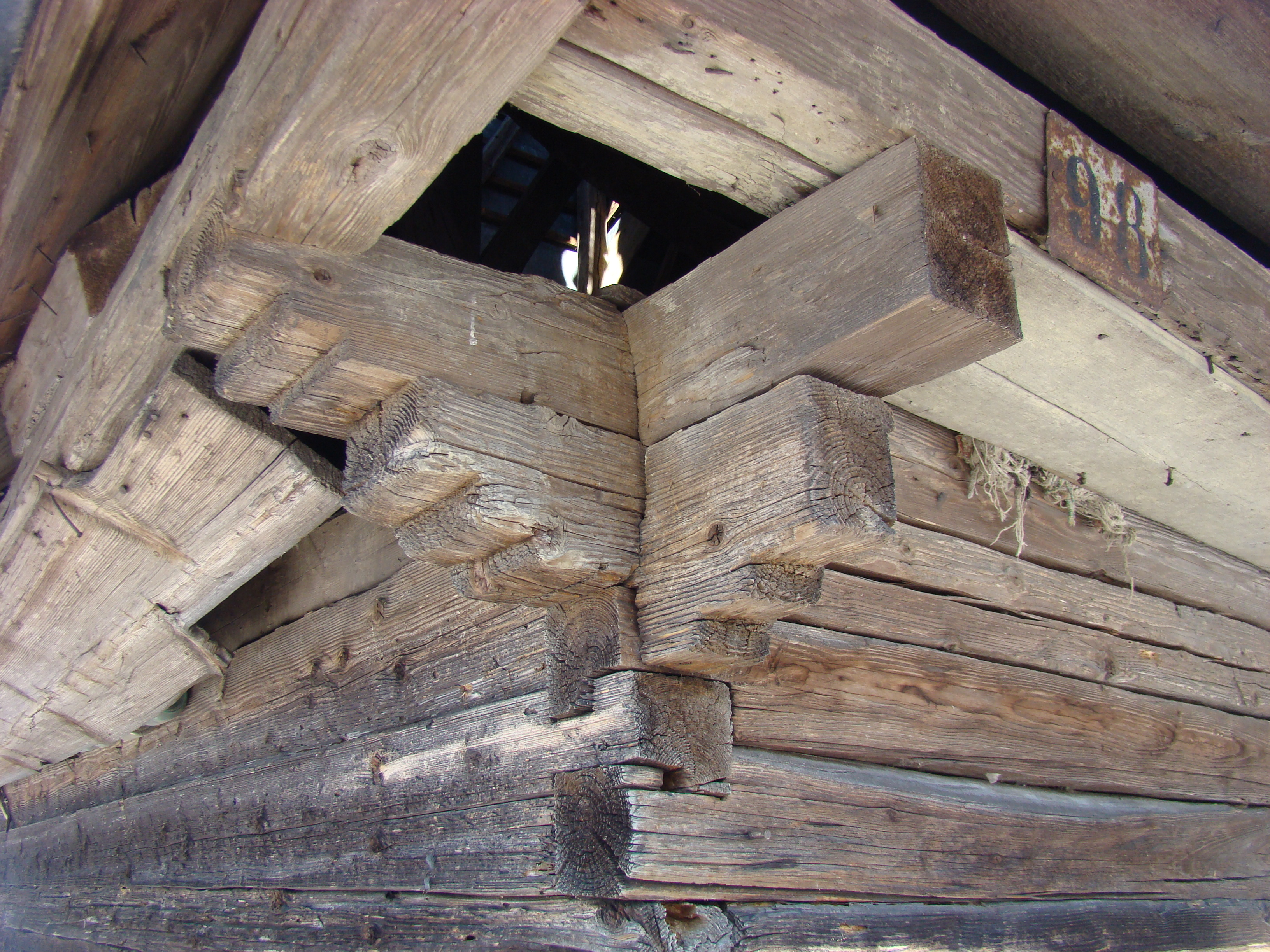
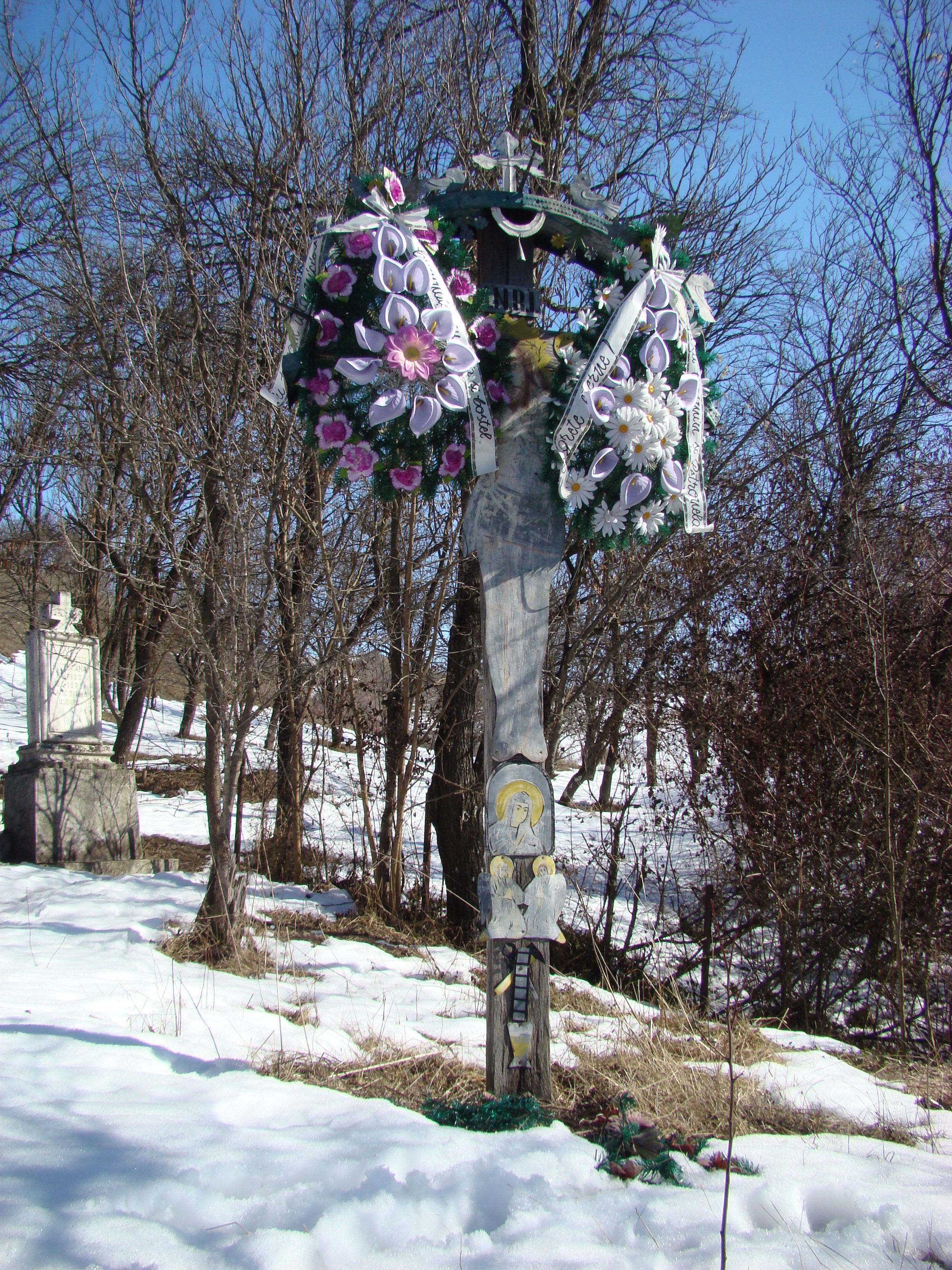
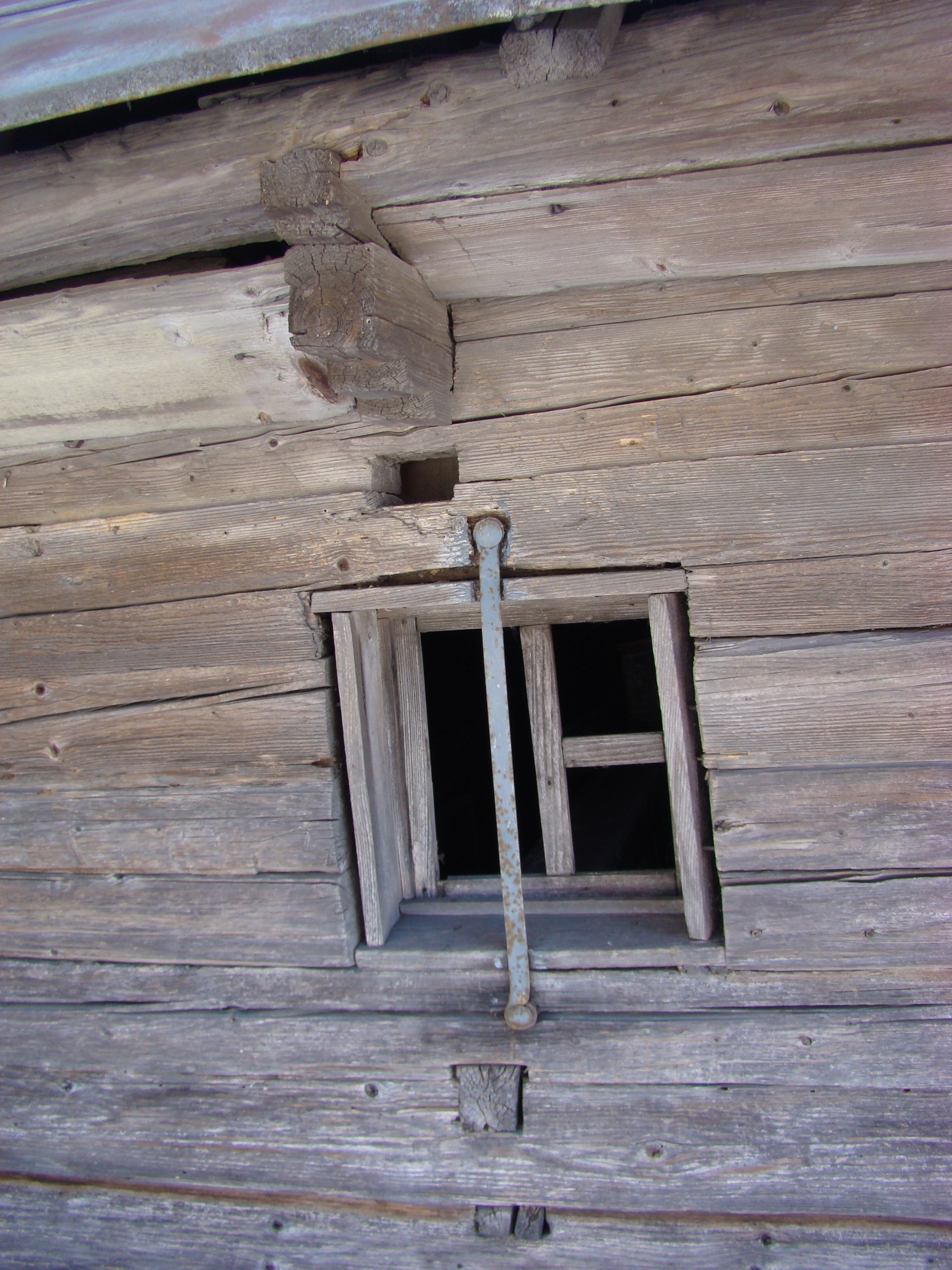
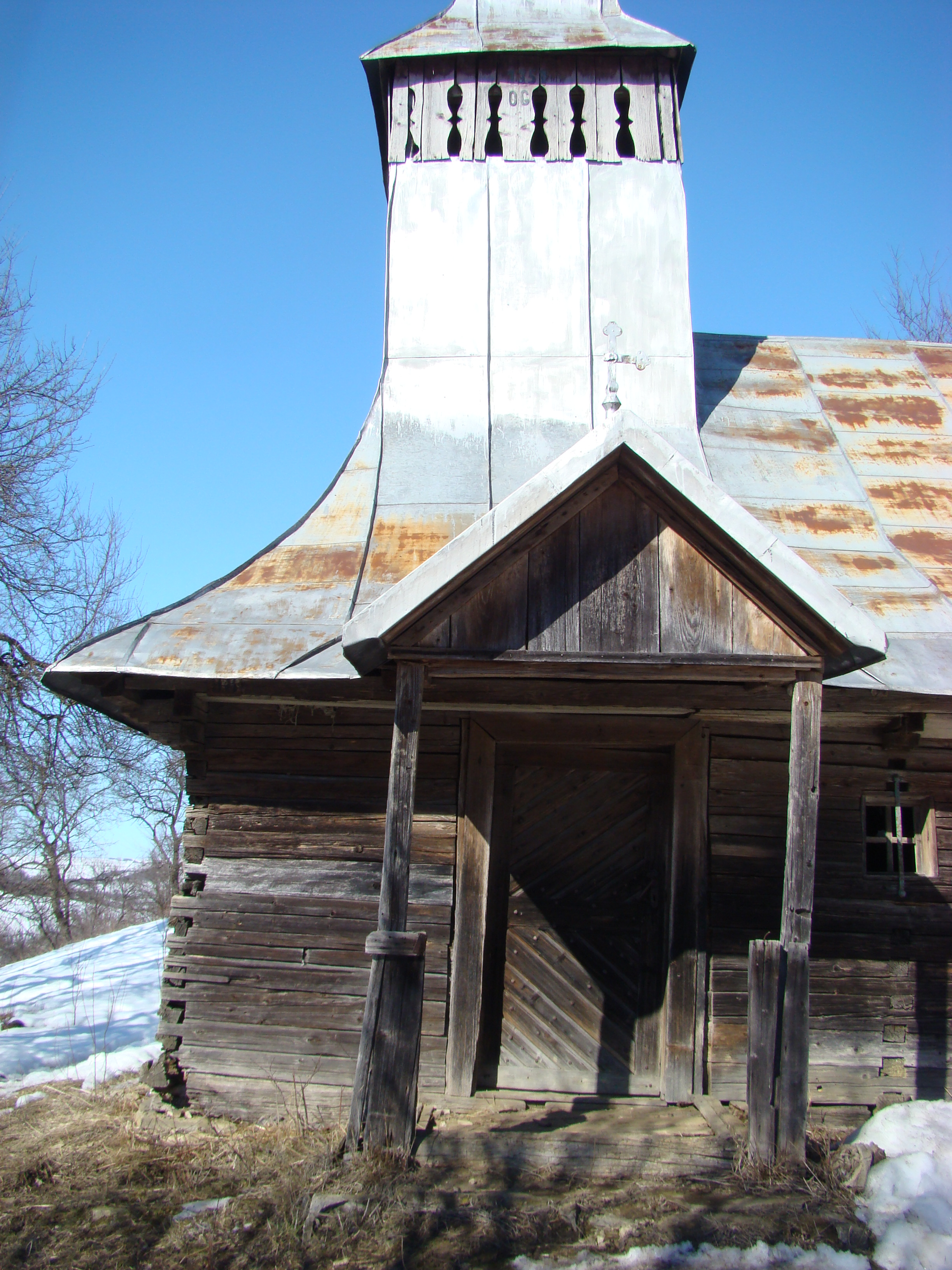
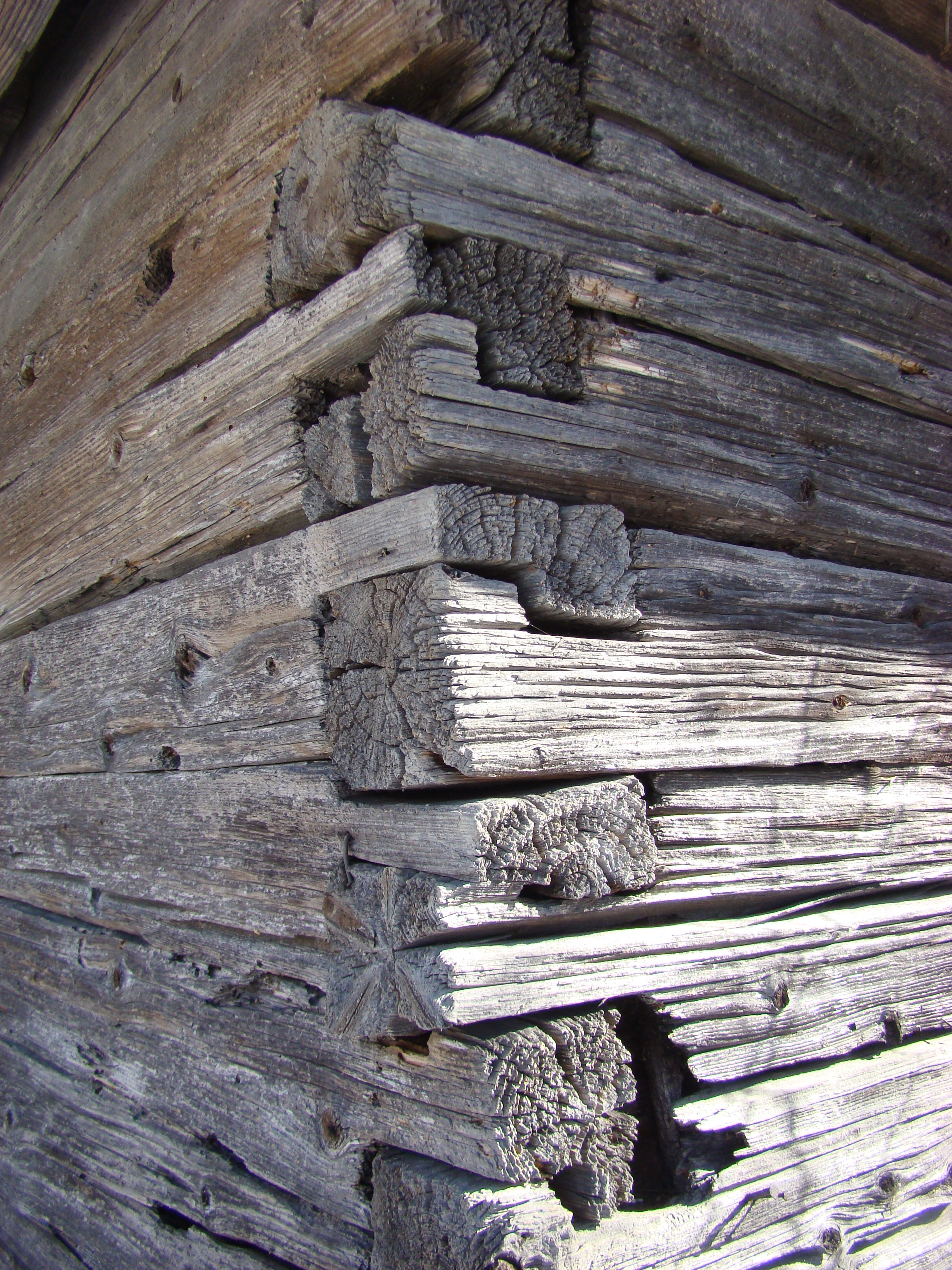
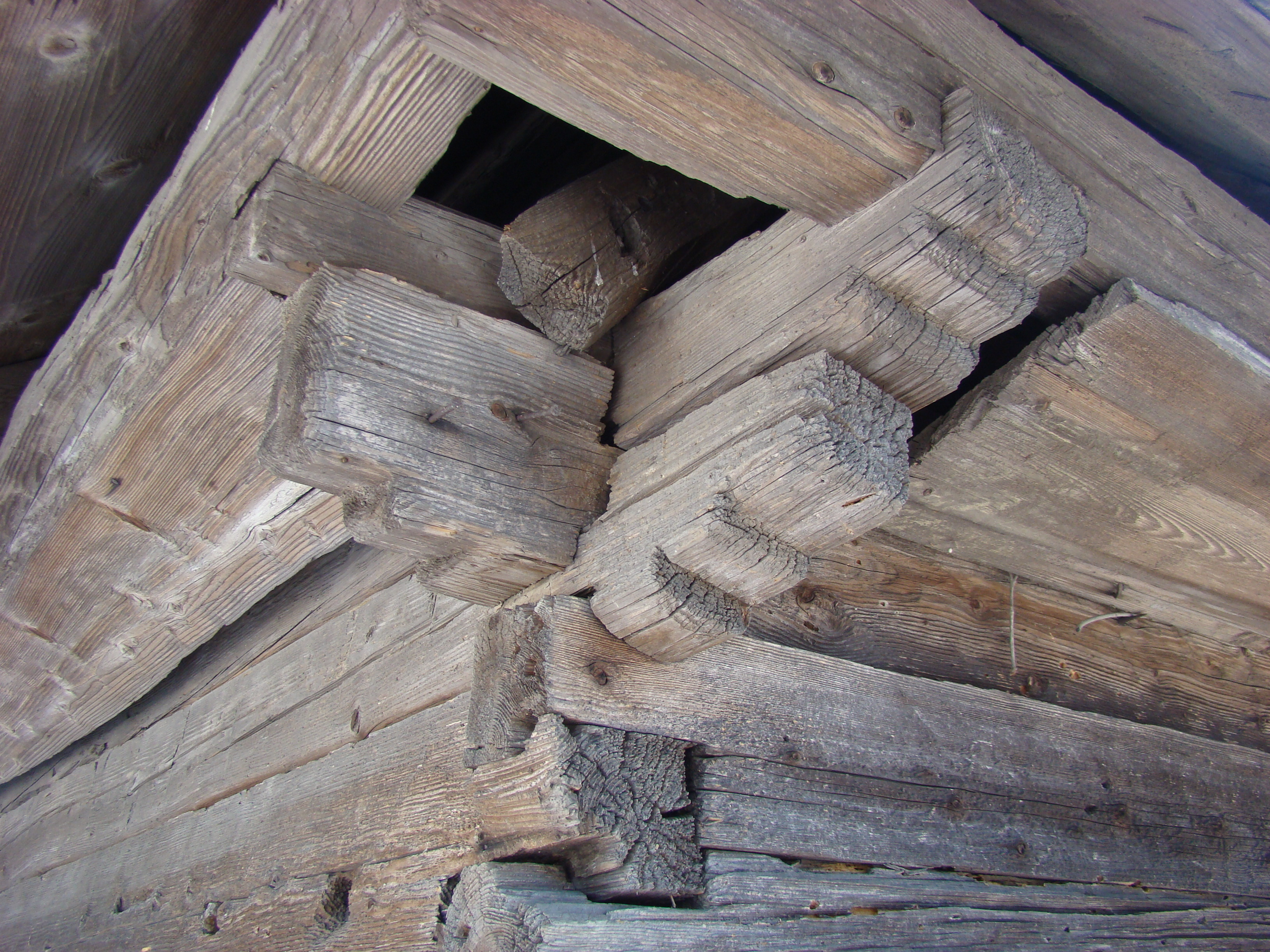
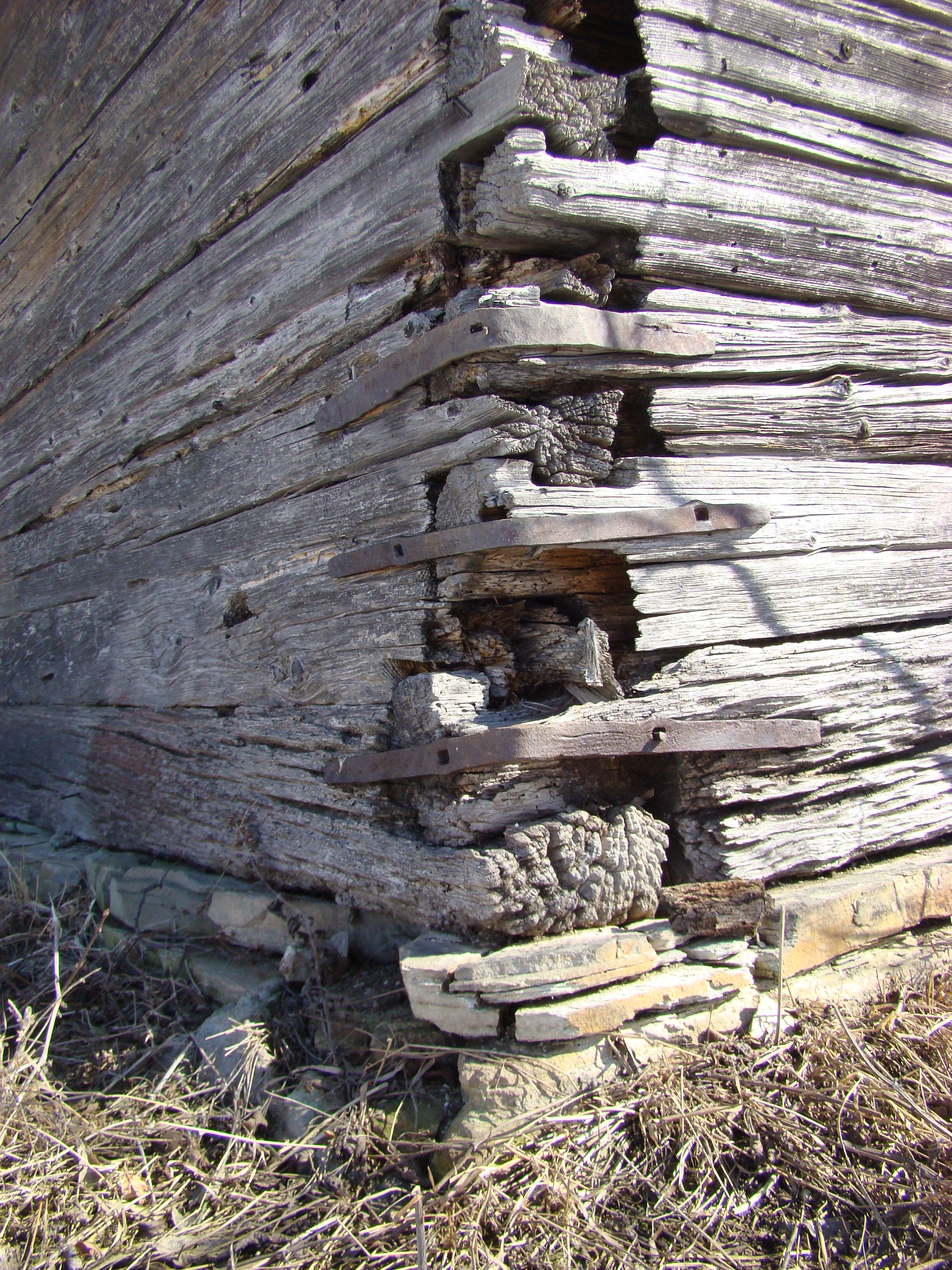
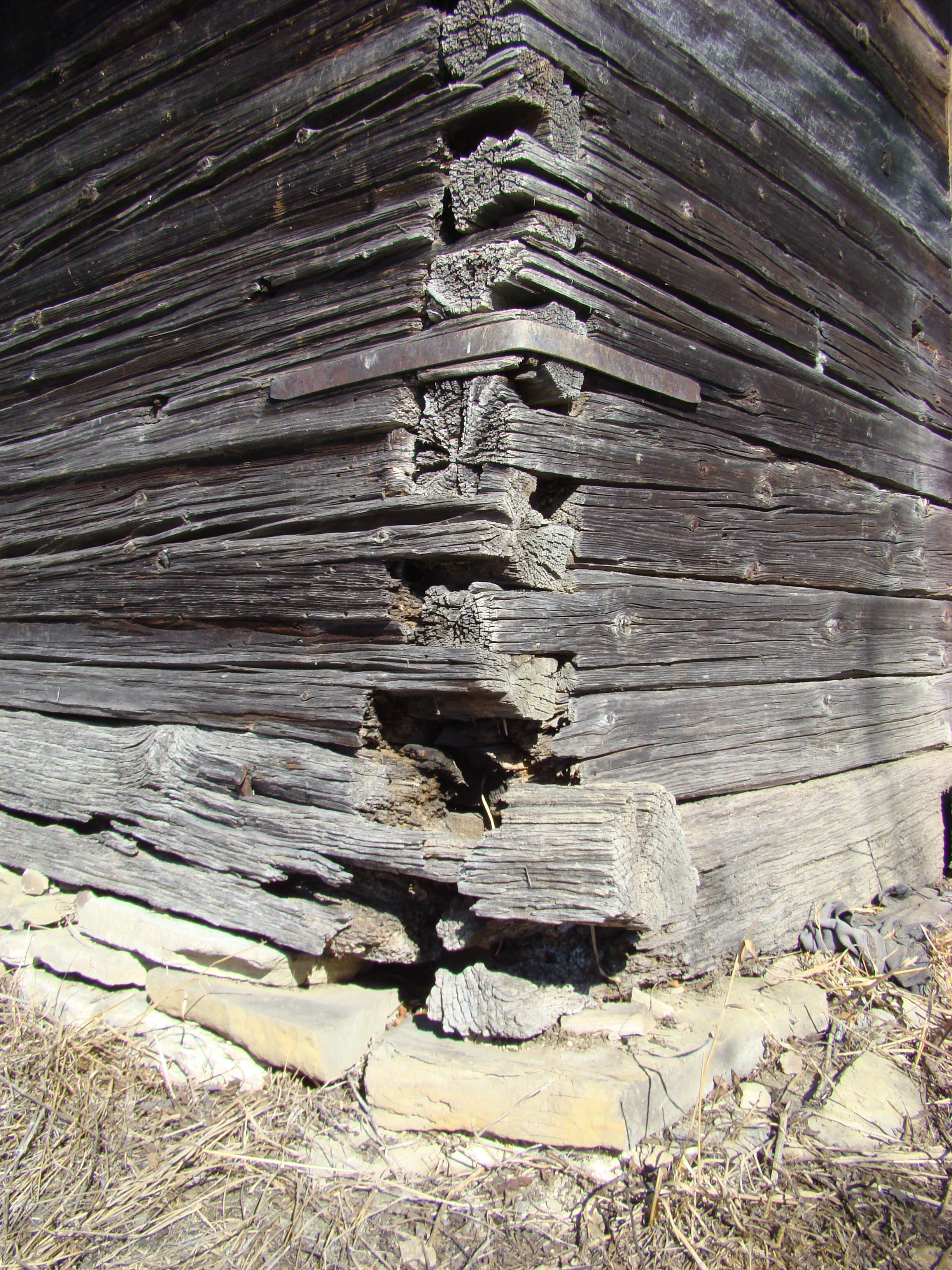
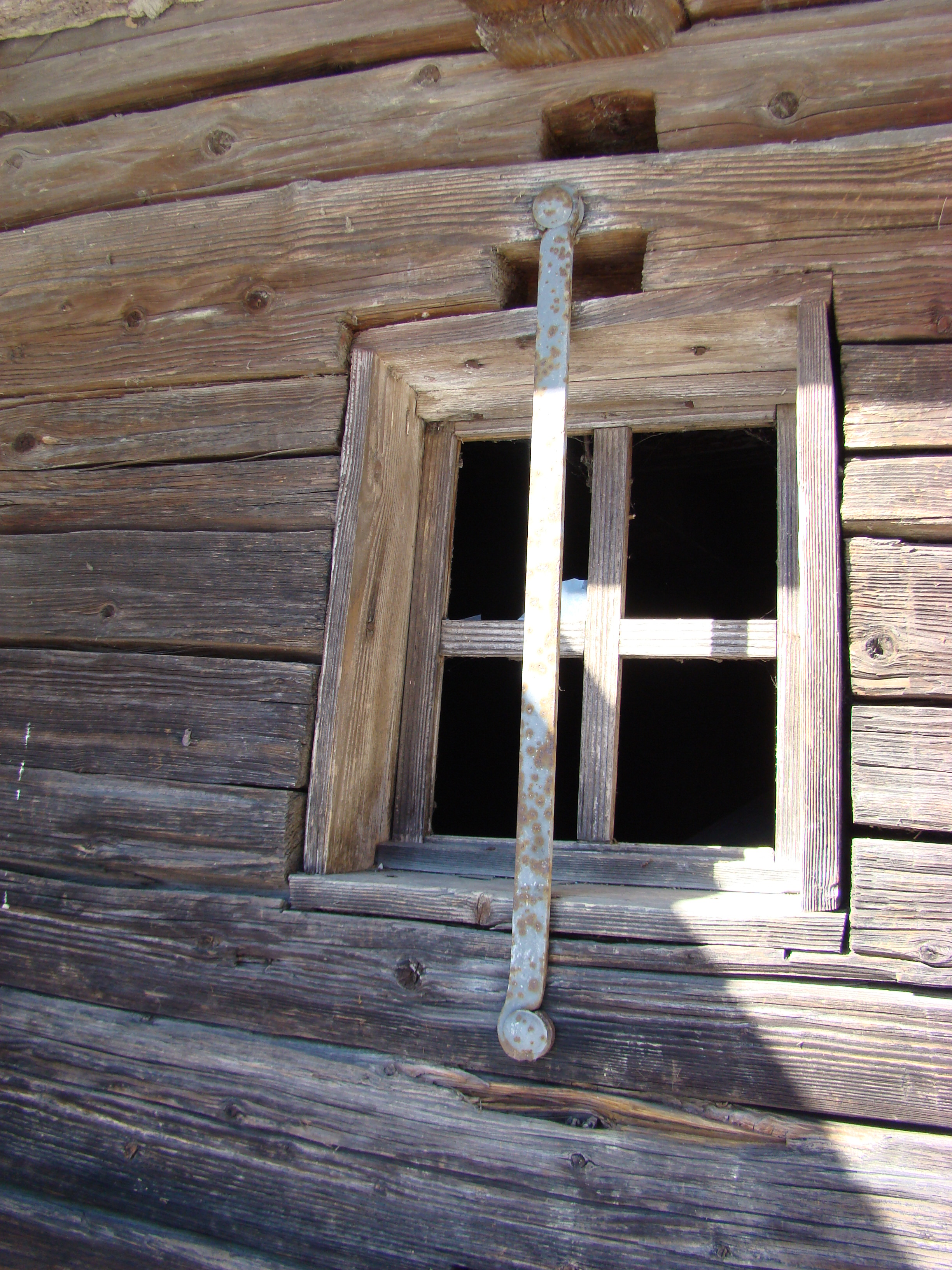
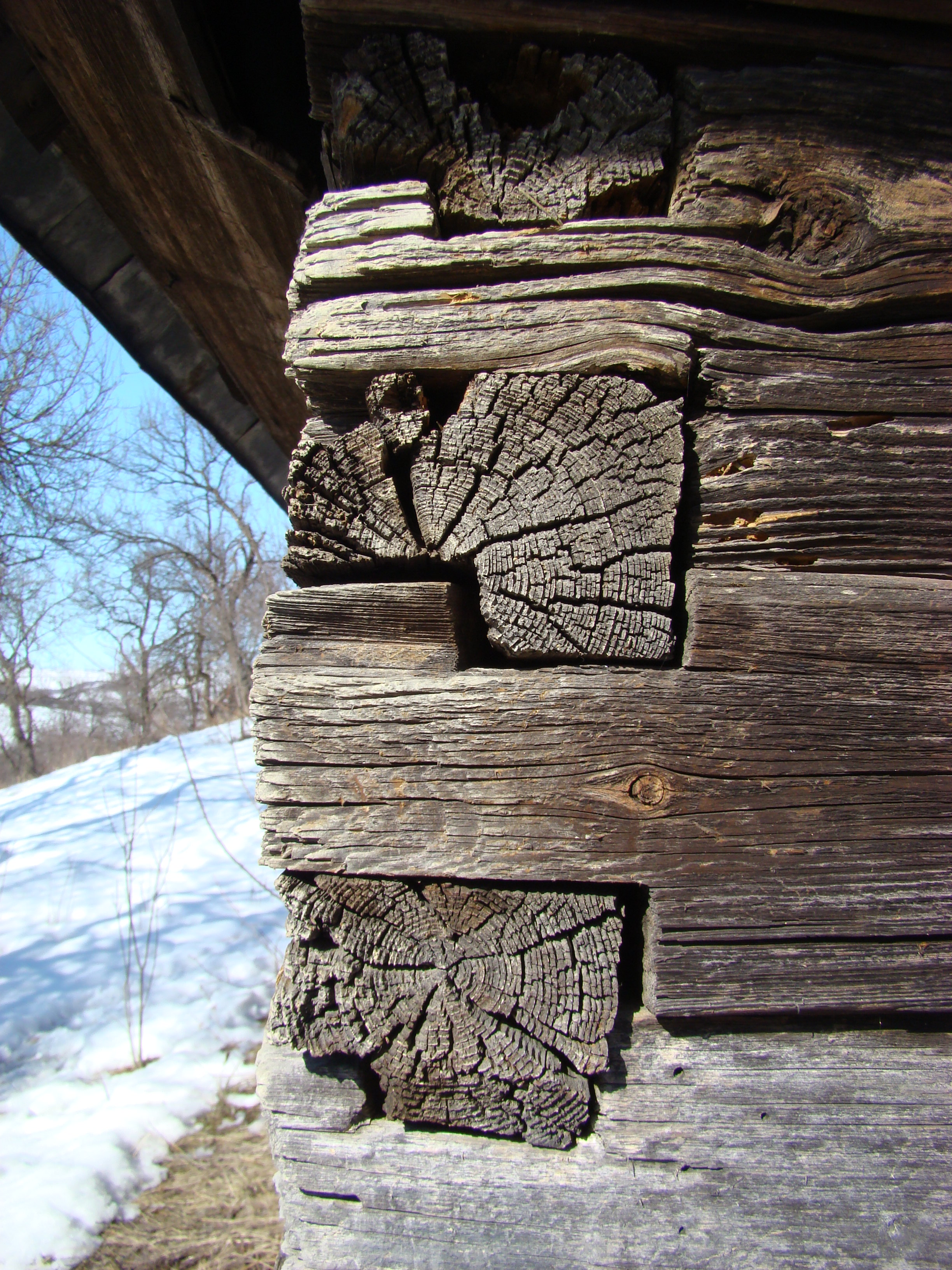
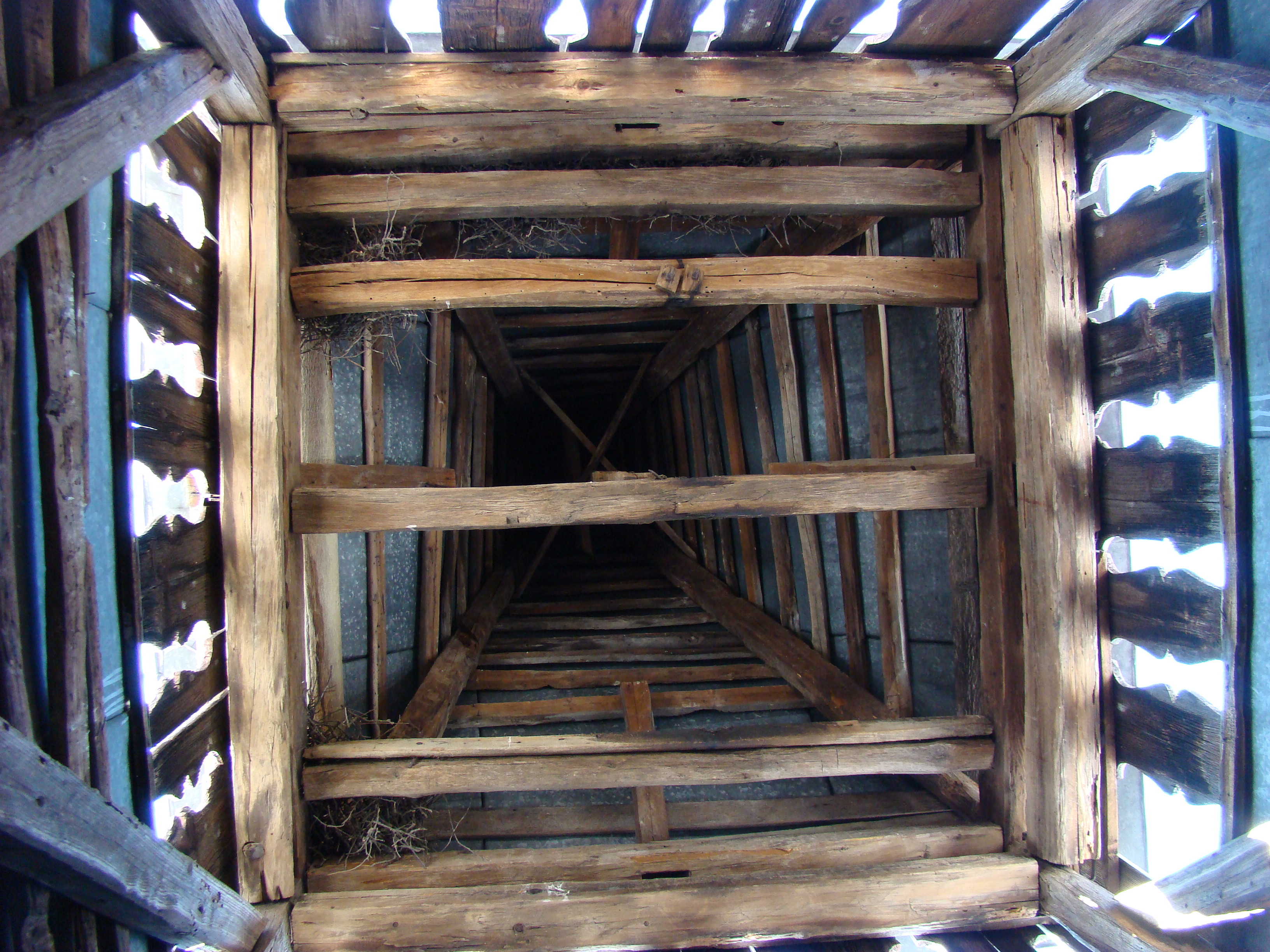
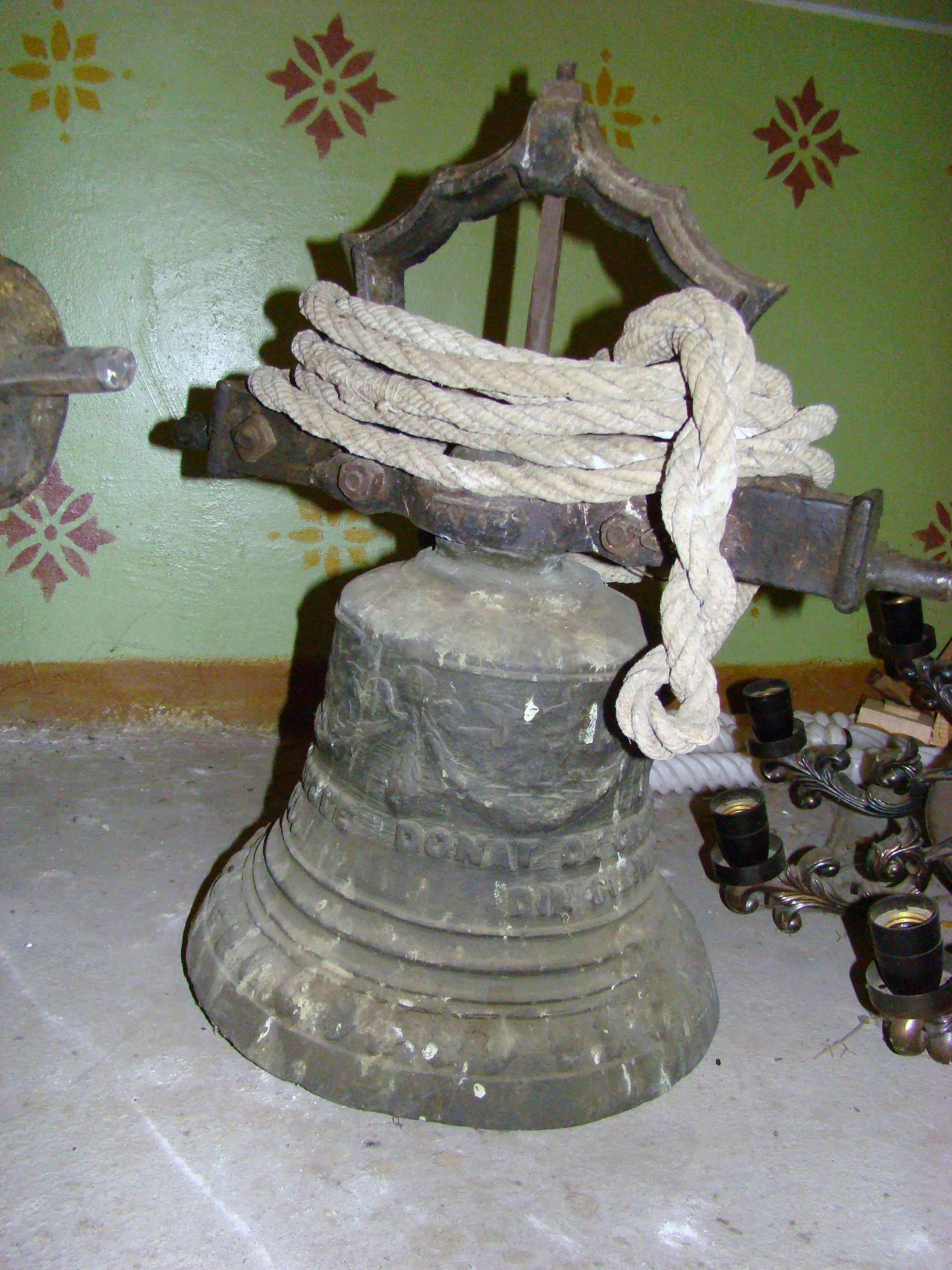
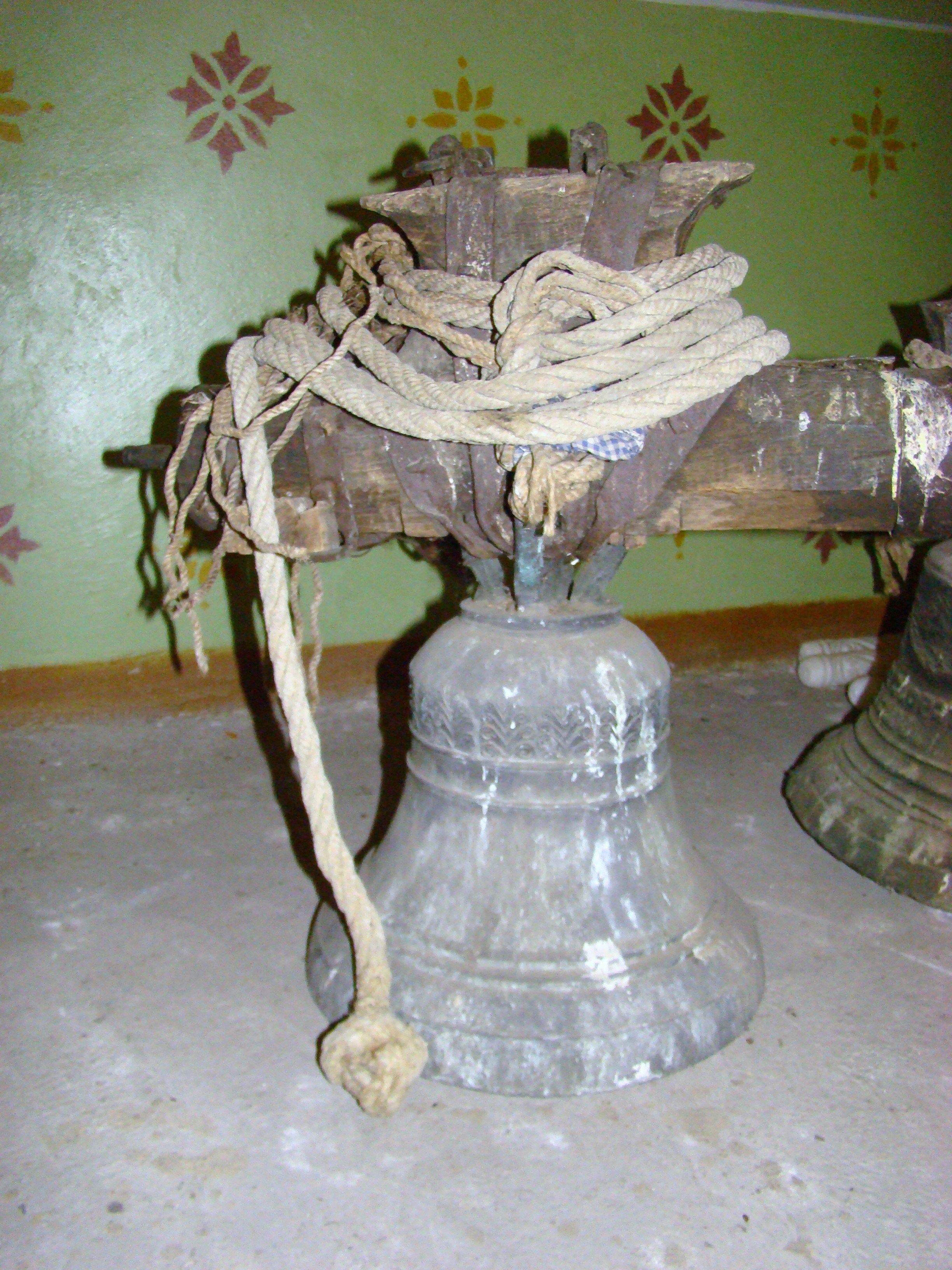
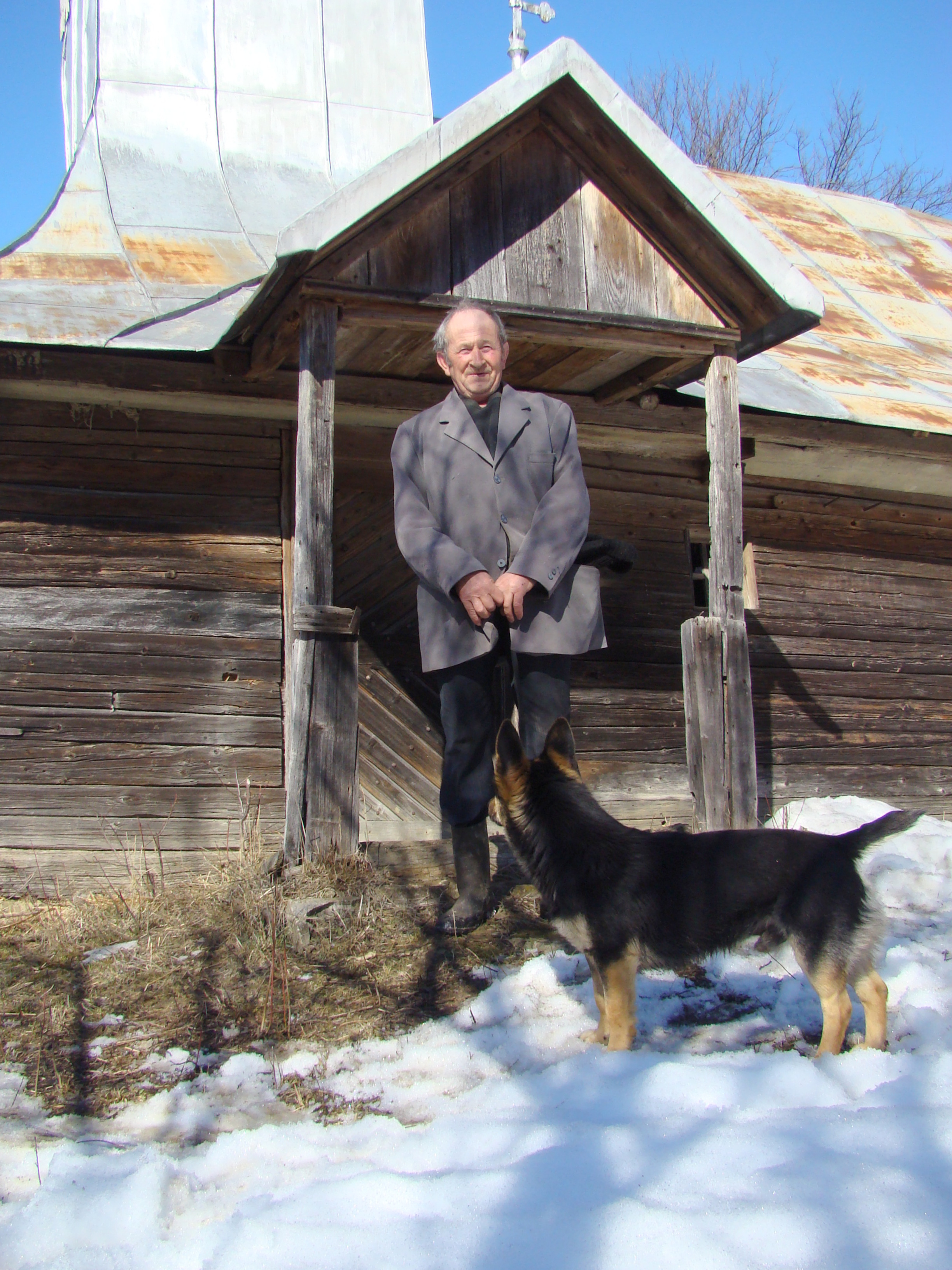
Sfătul Roman Liviu și câinele Borșonel
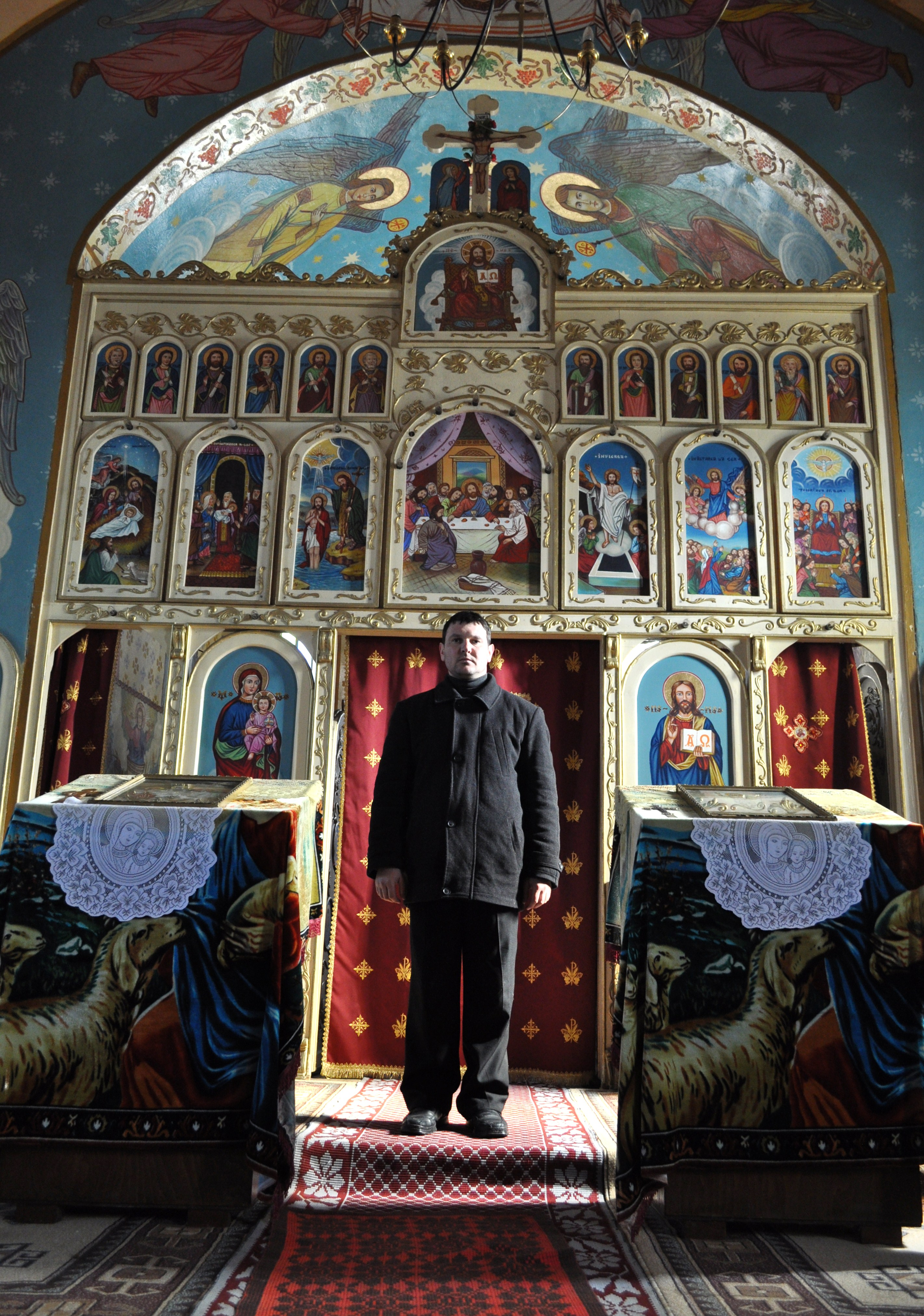
Preotul paroh Mărginean Marian Vasile

## Imagini din interior

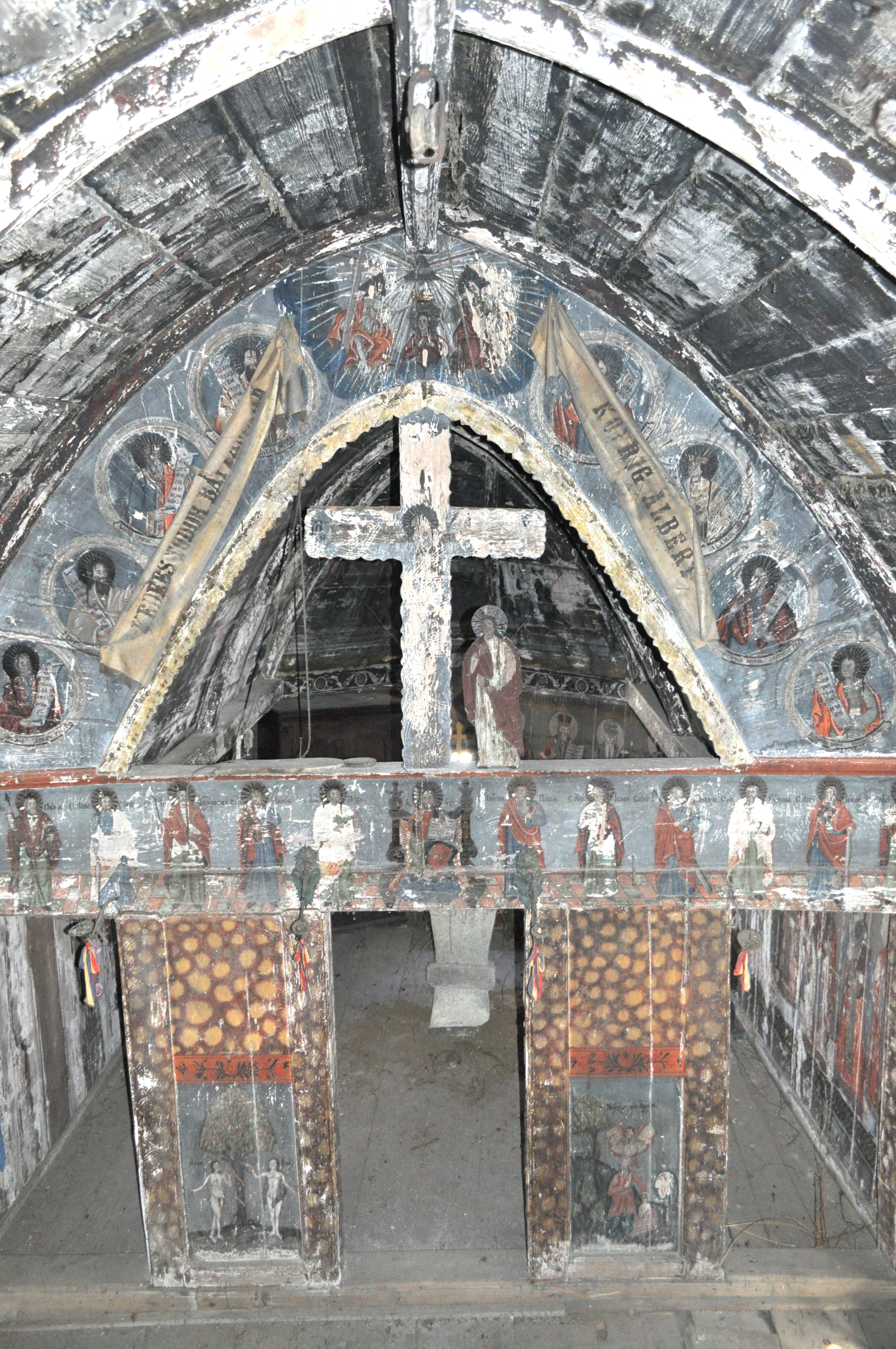
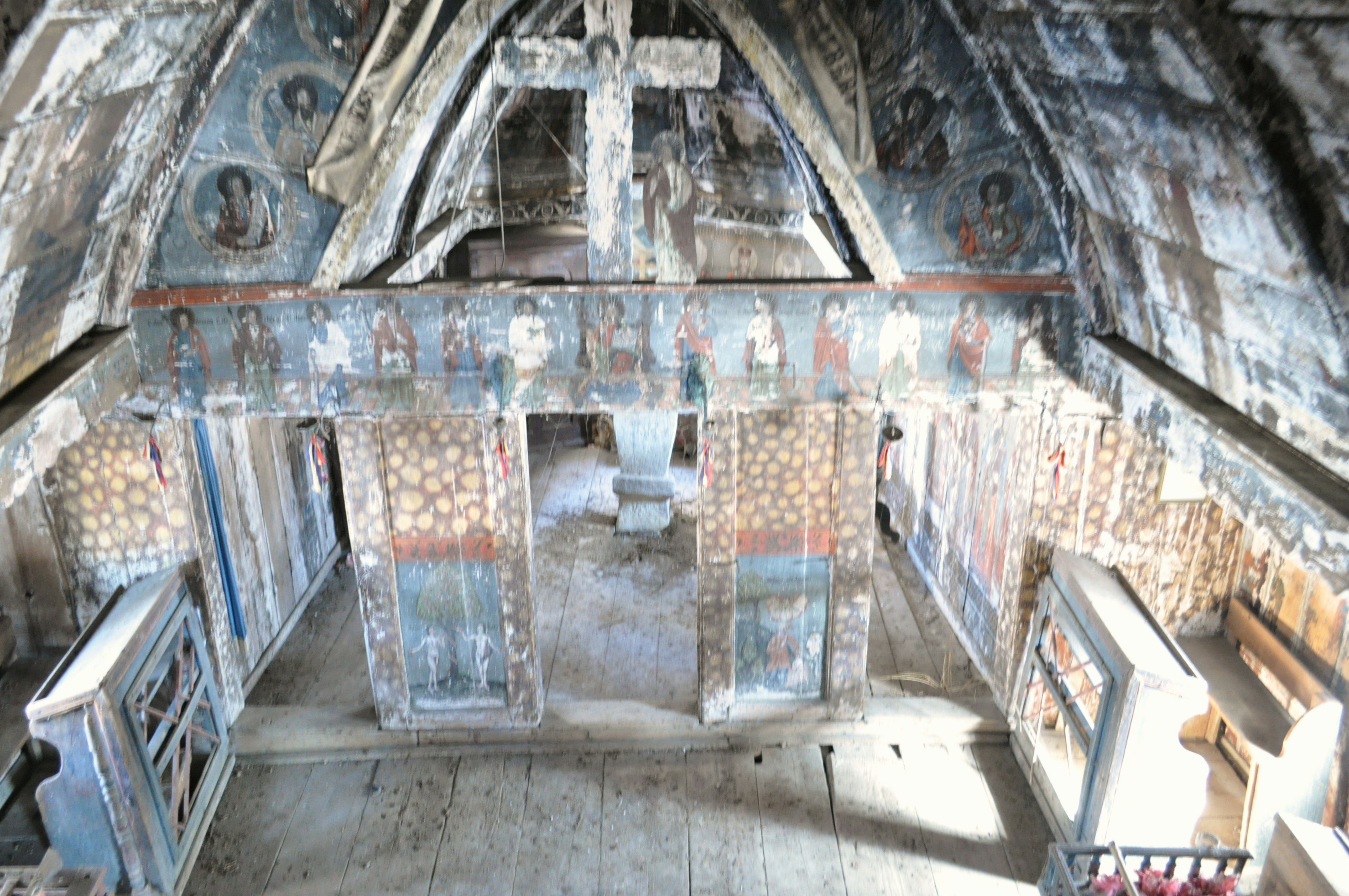
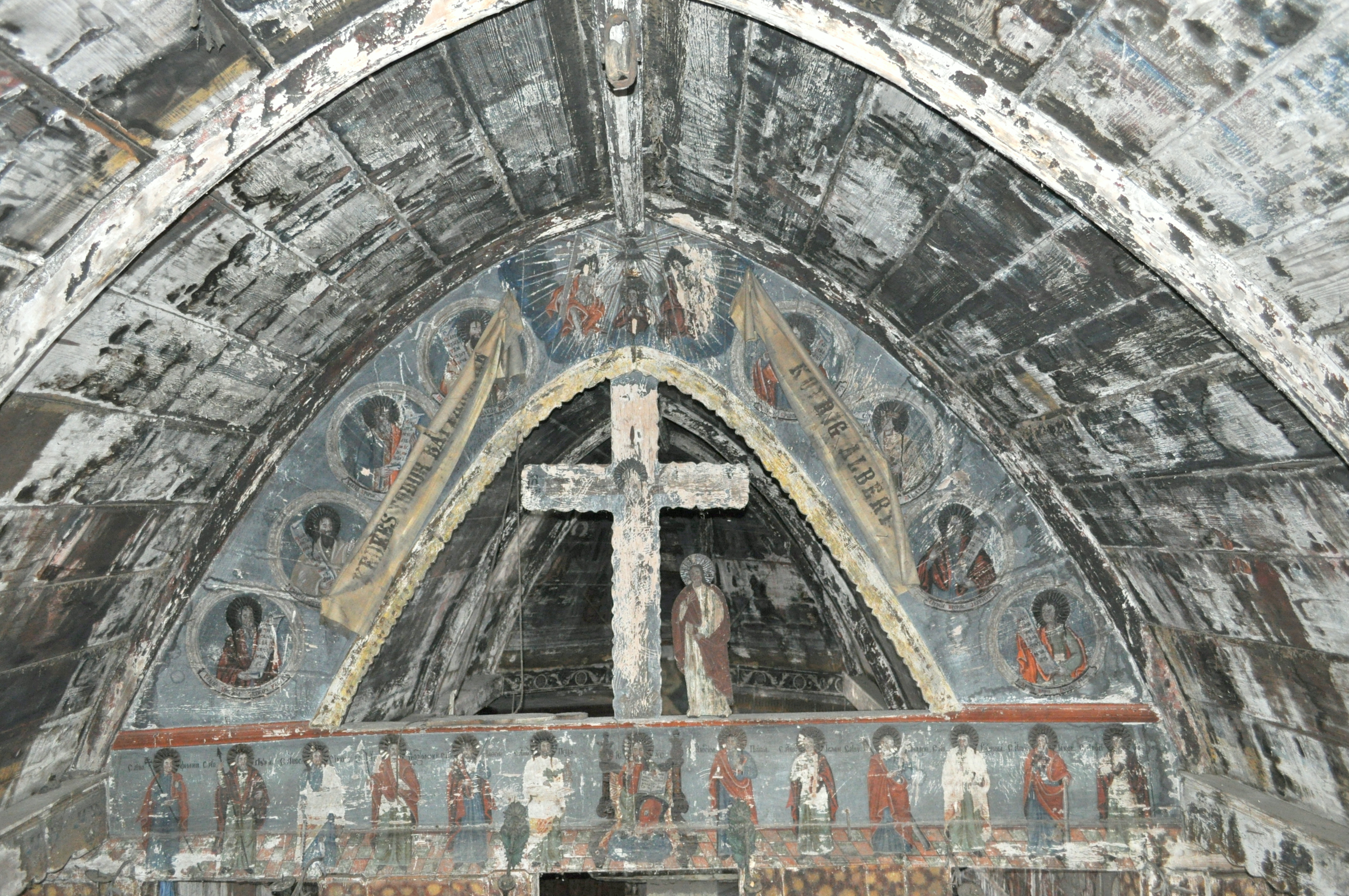
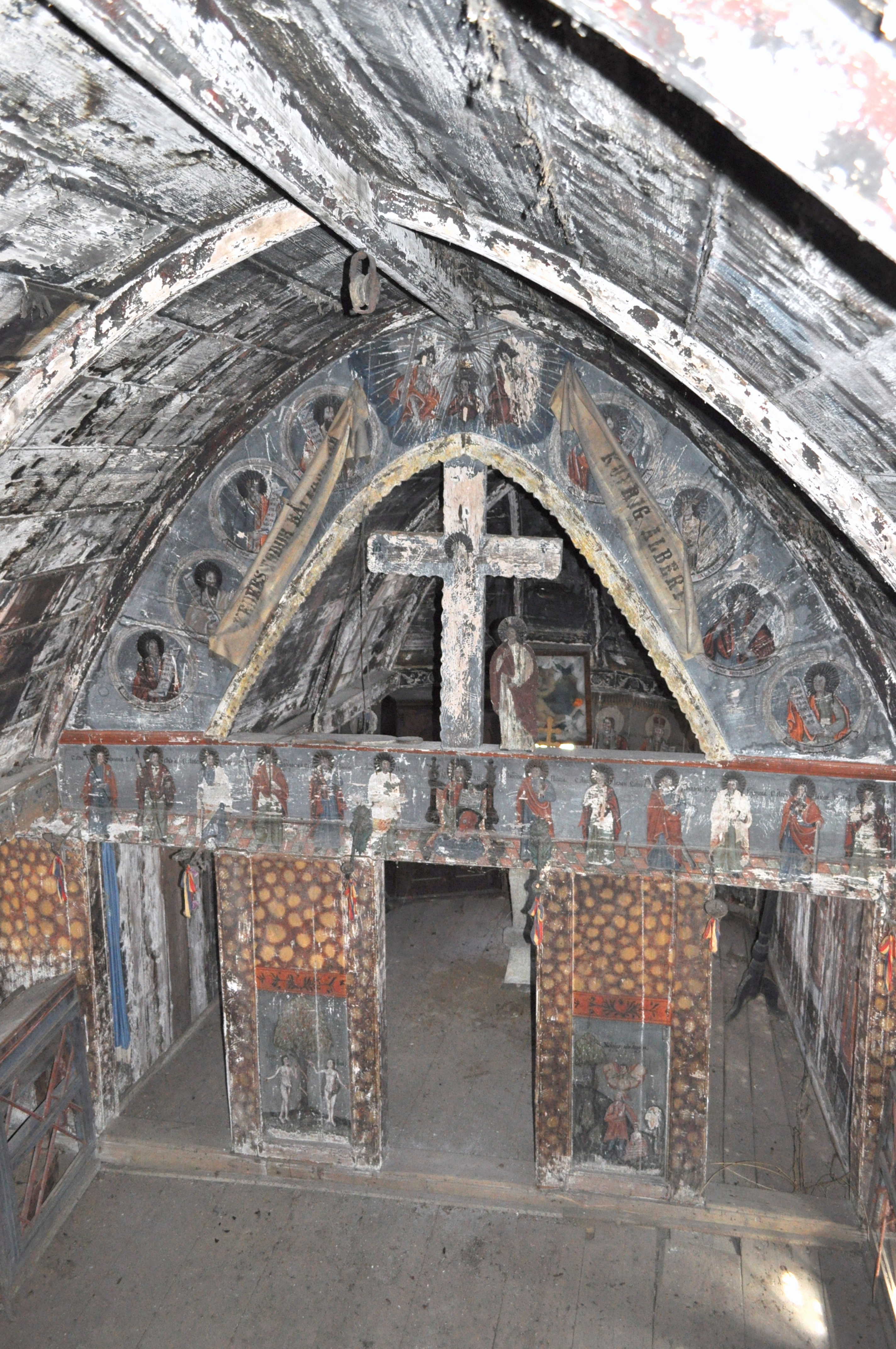
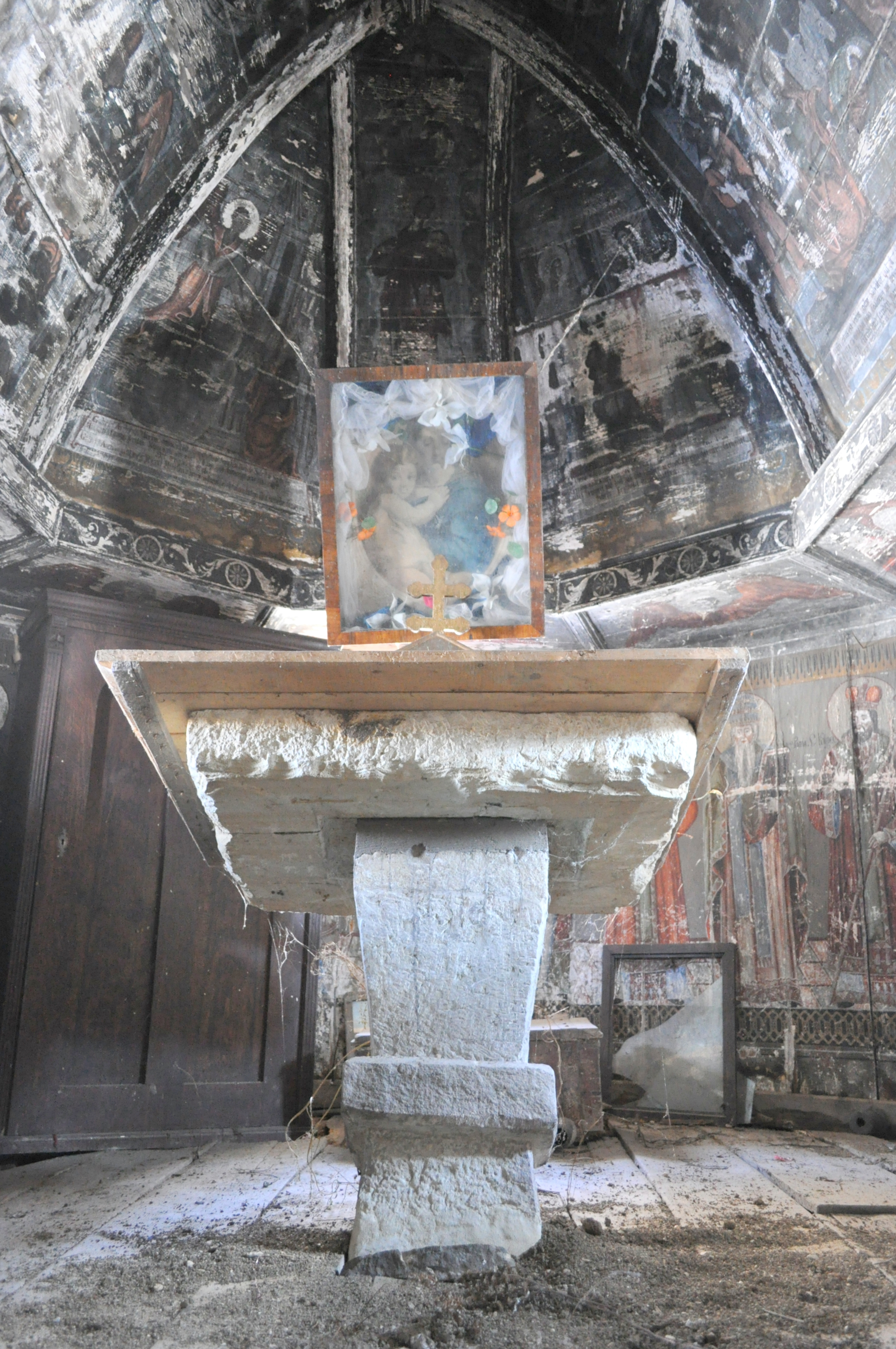
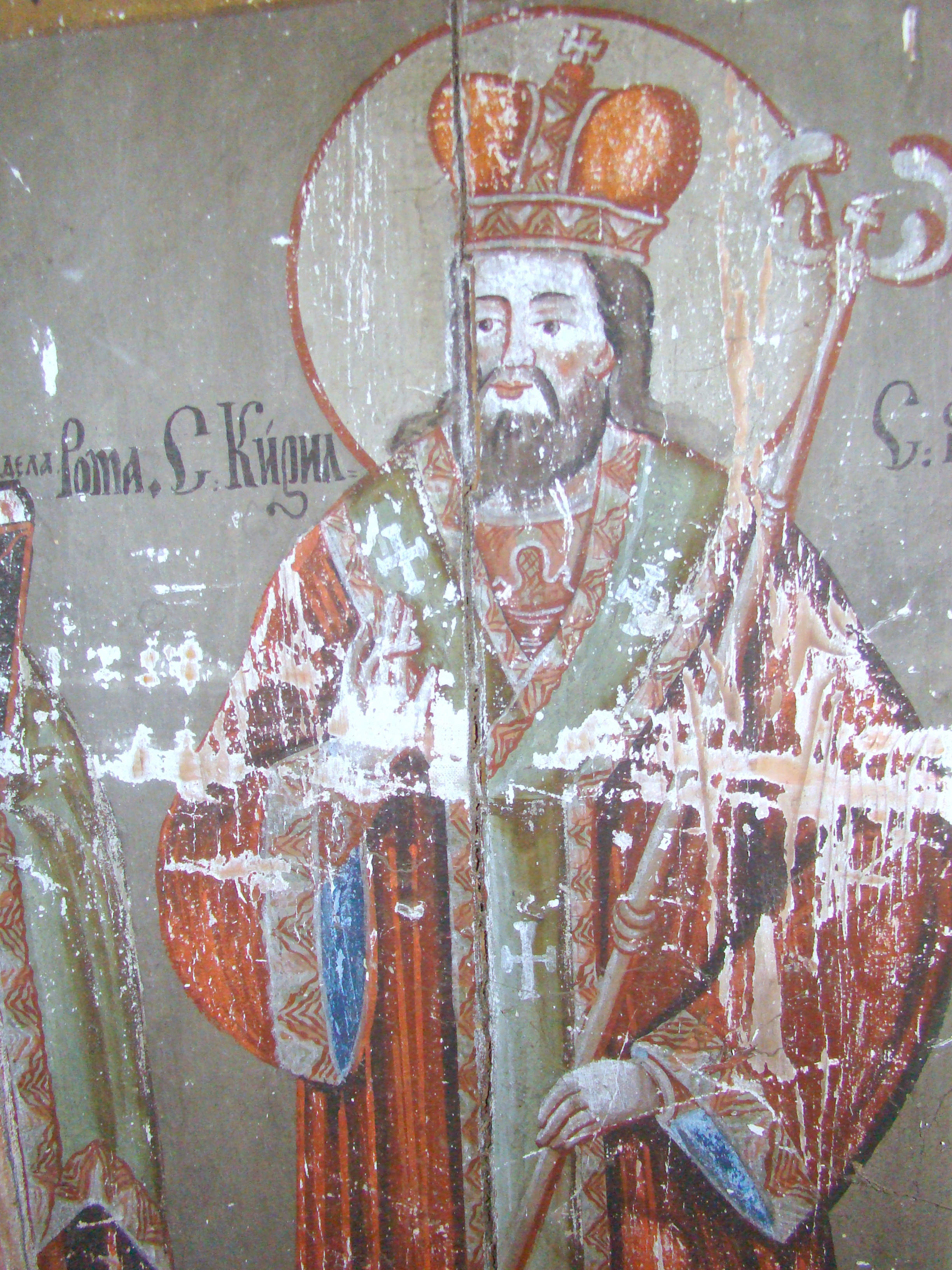
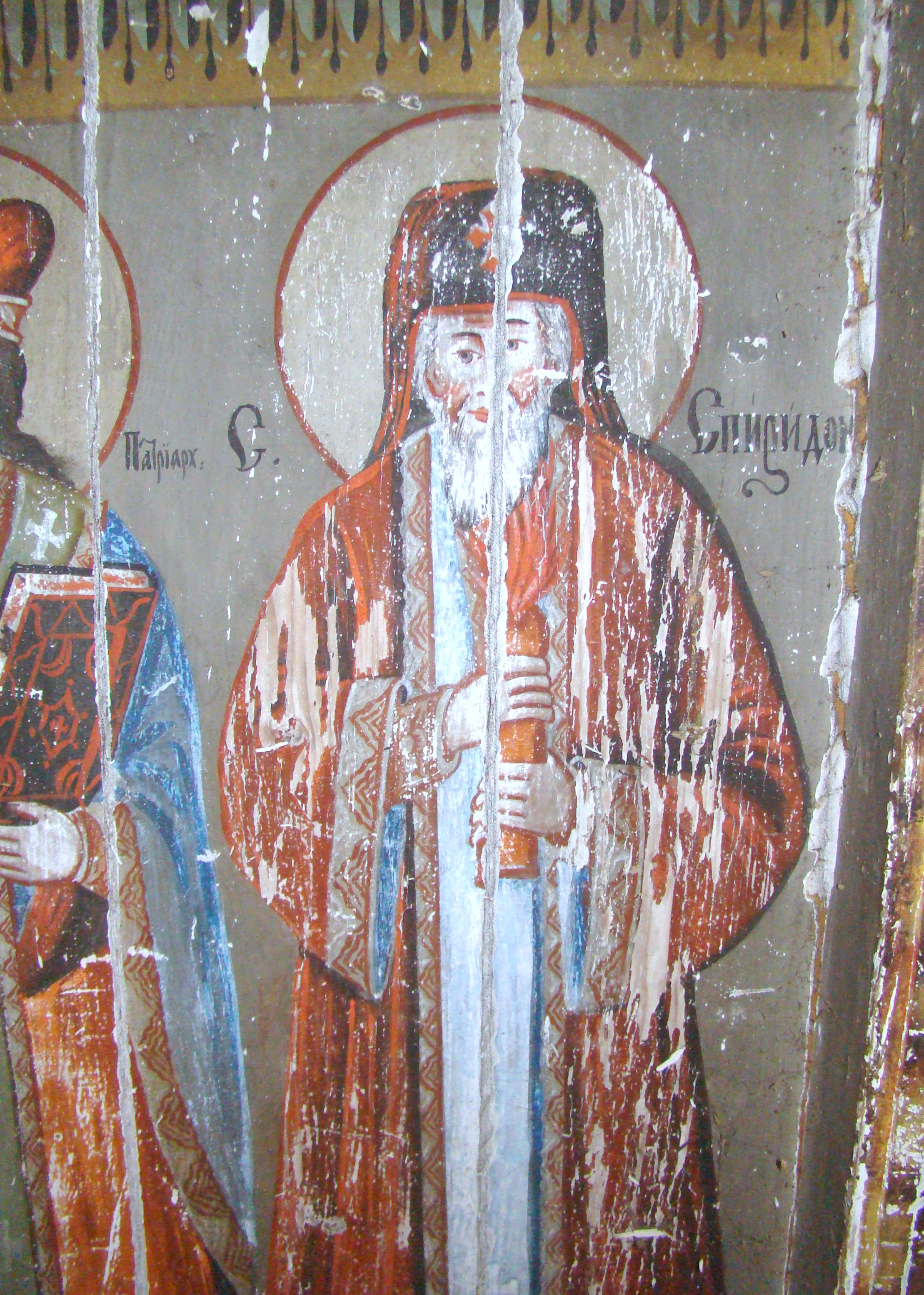
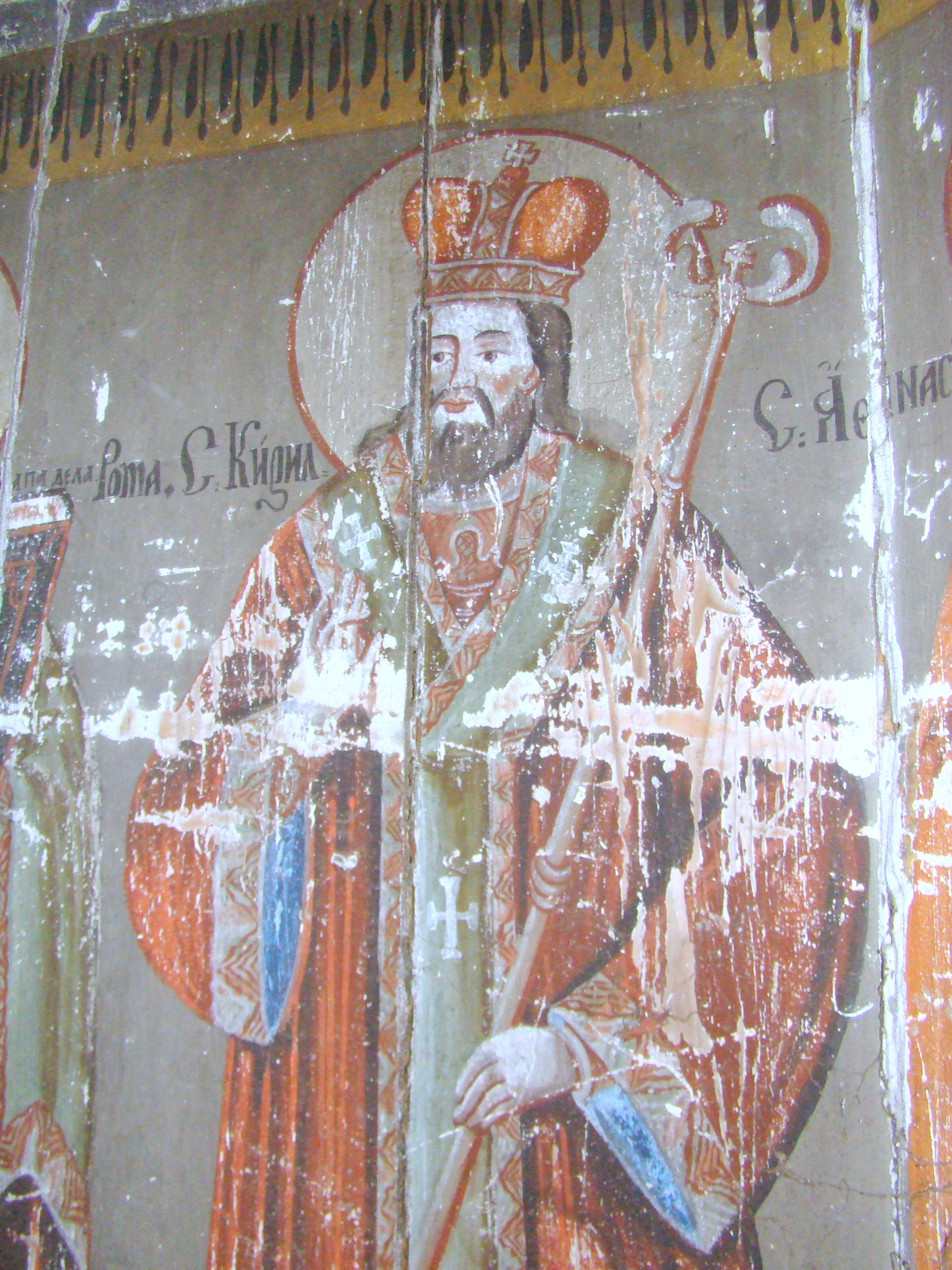
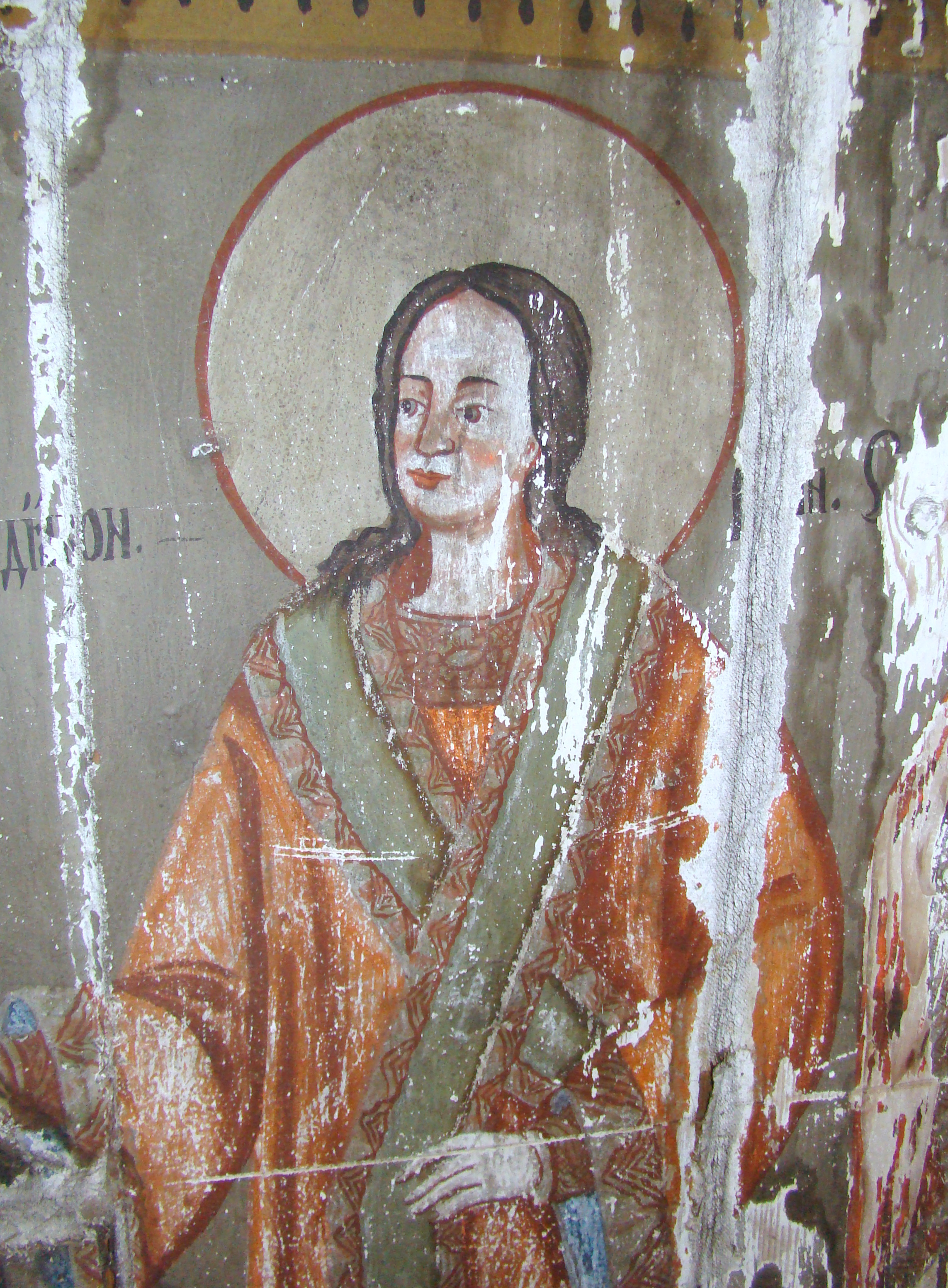
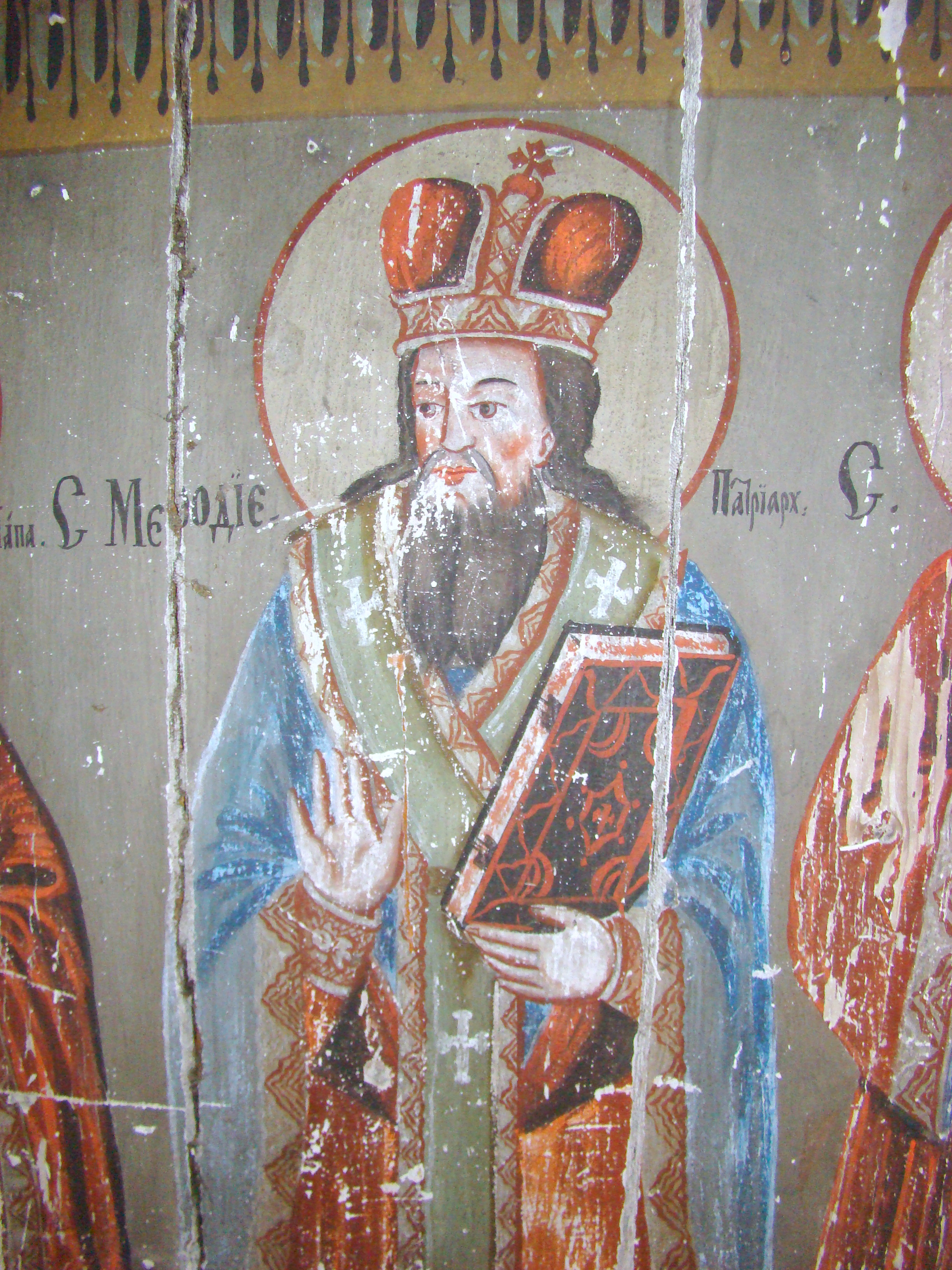
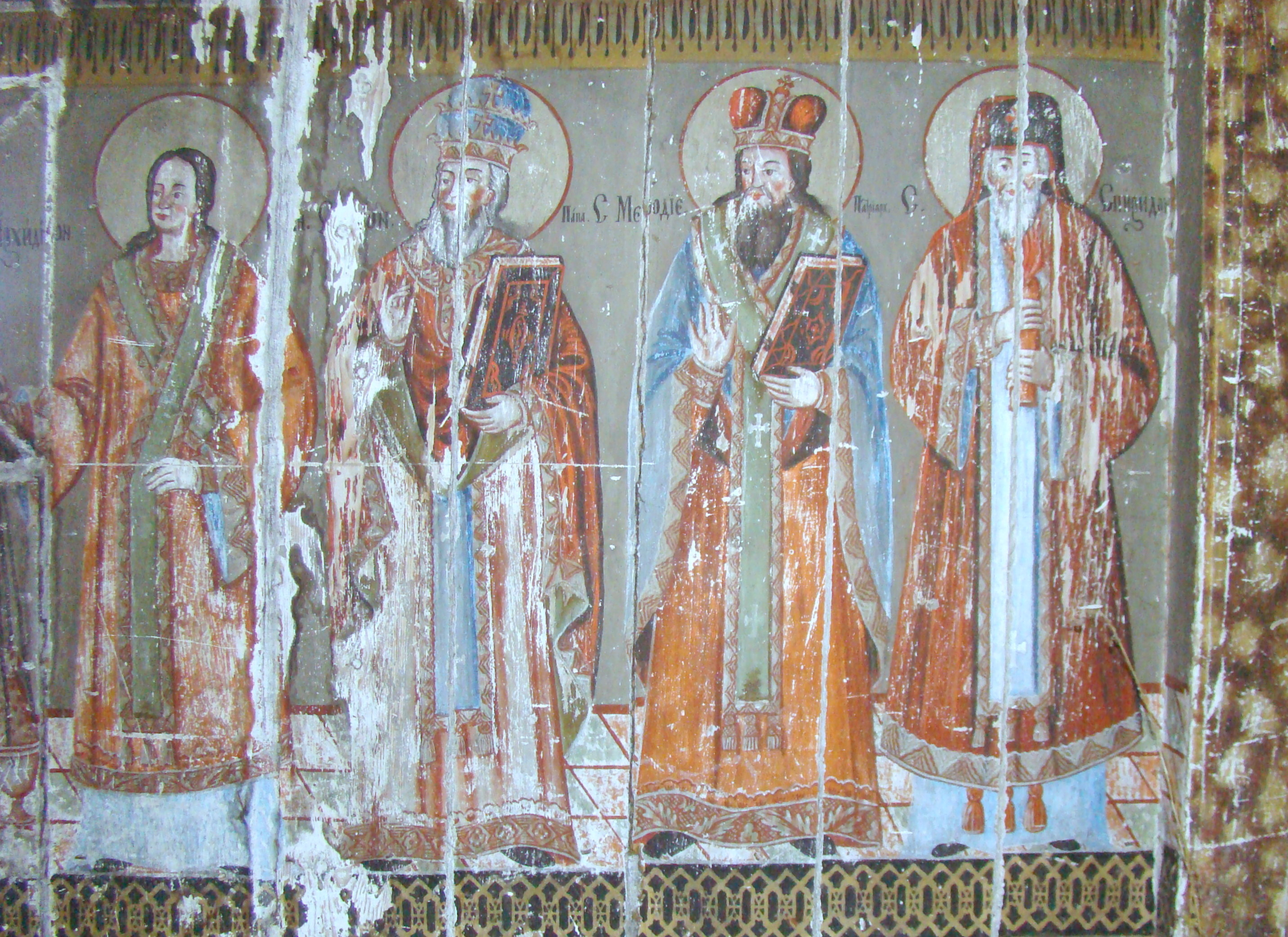
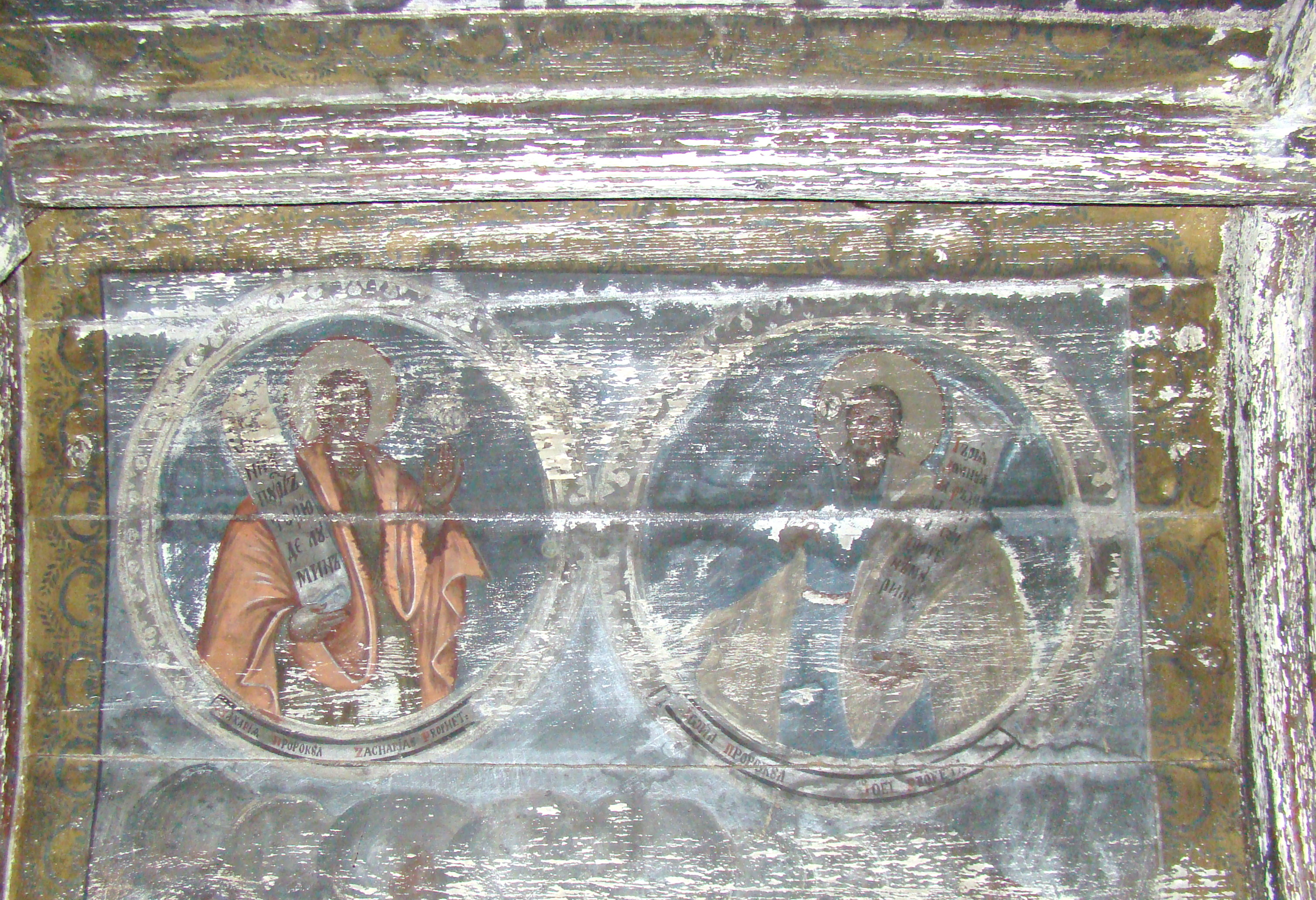
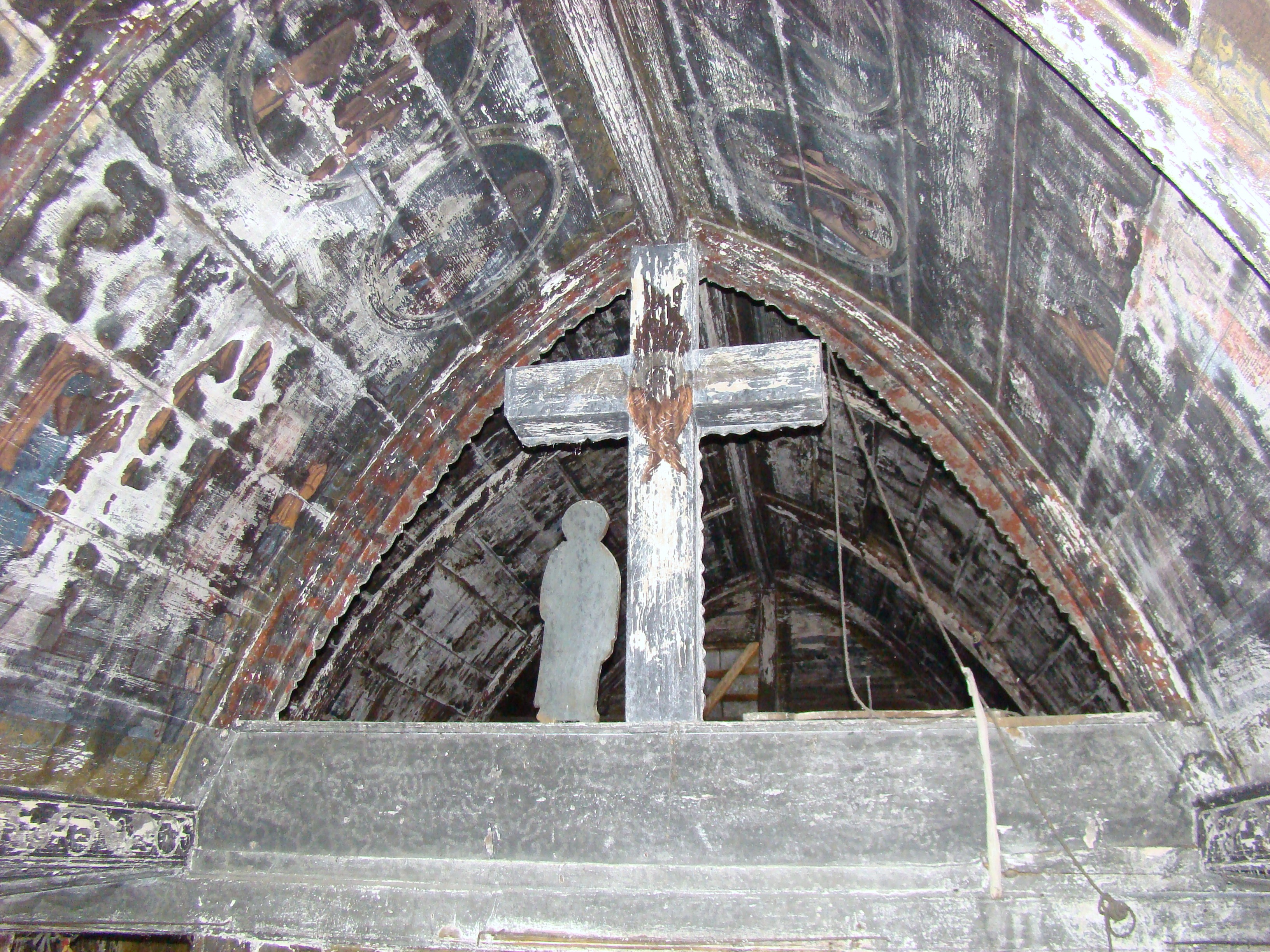
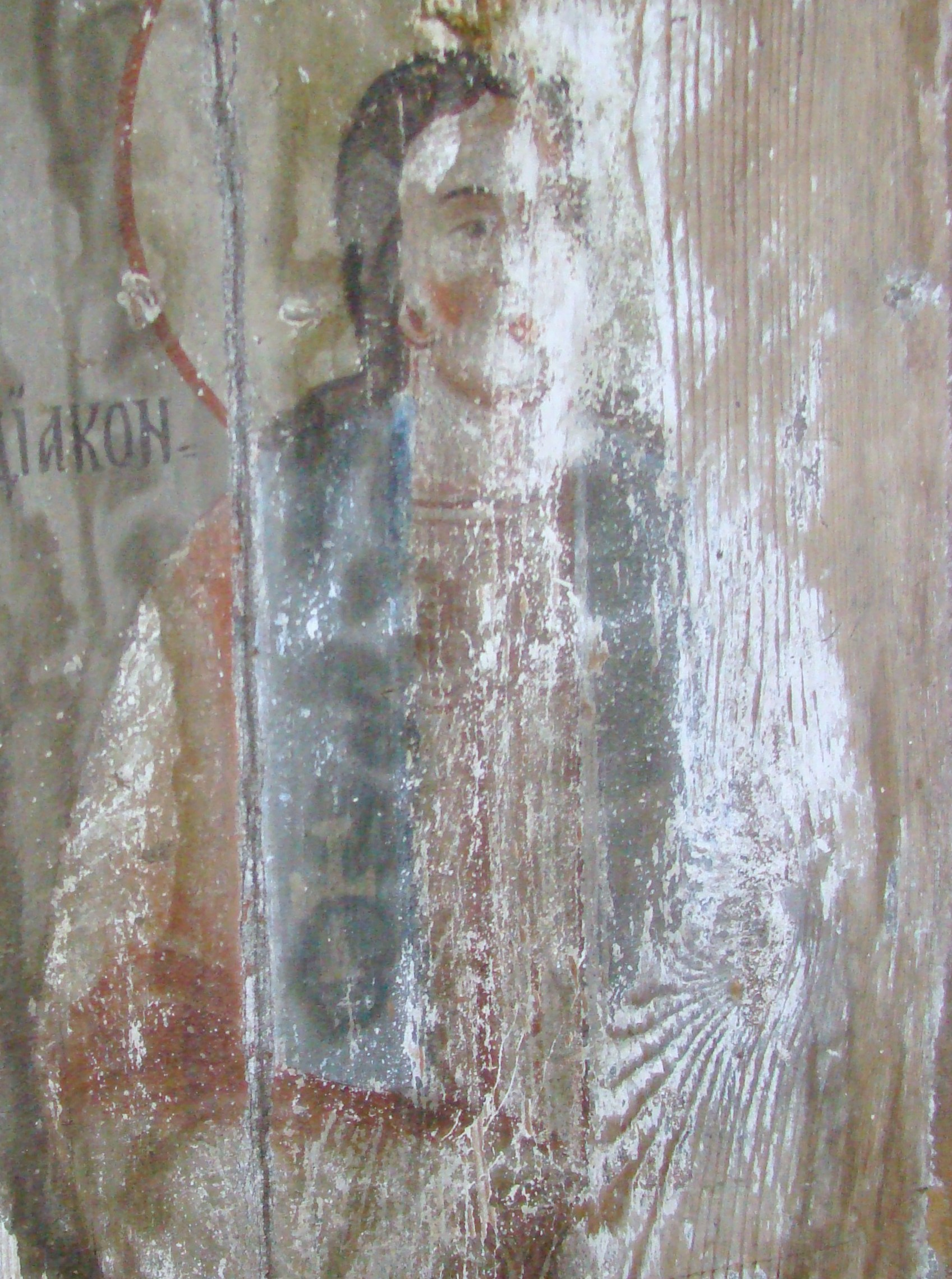
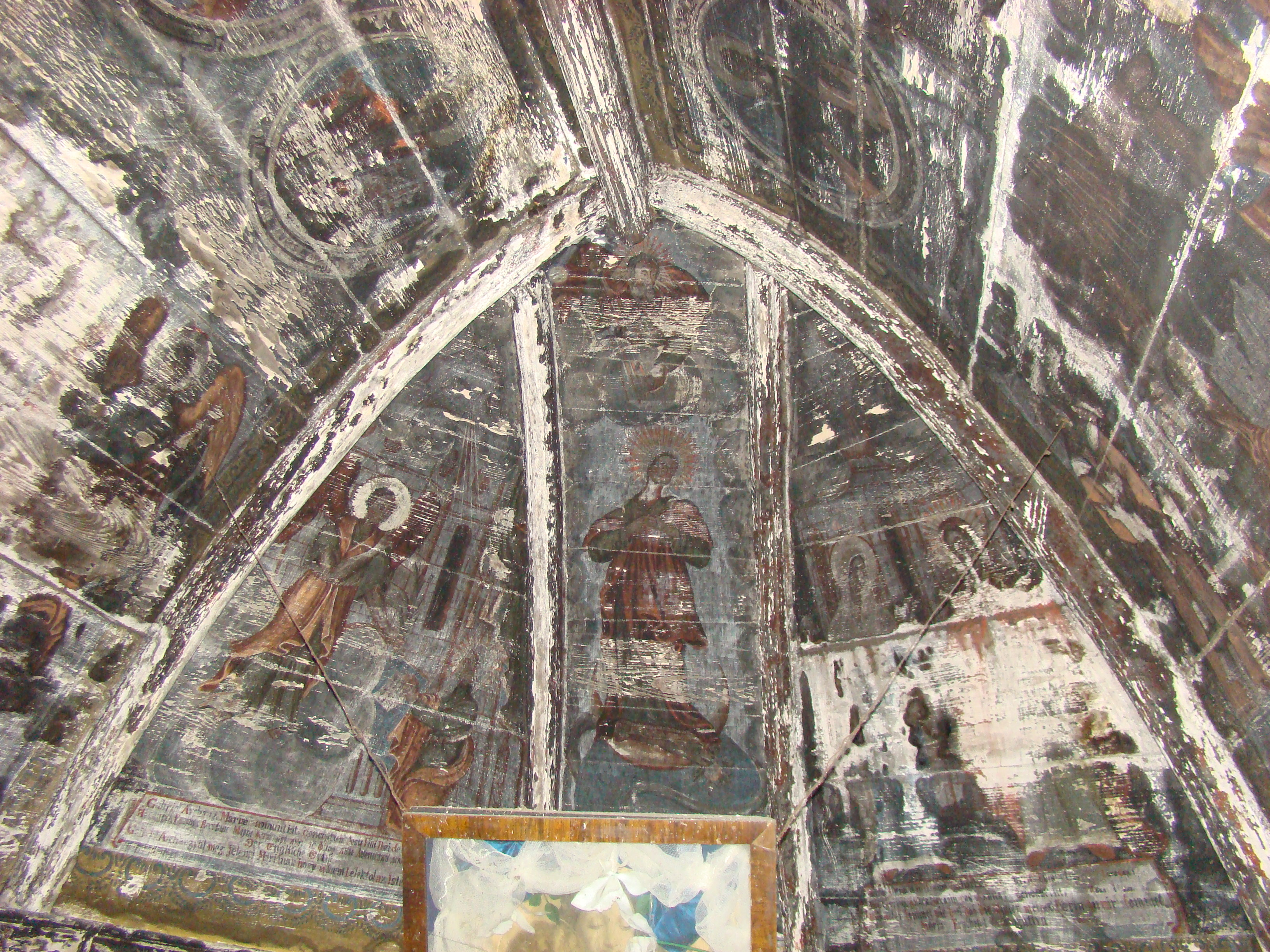
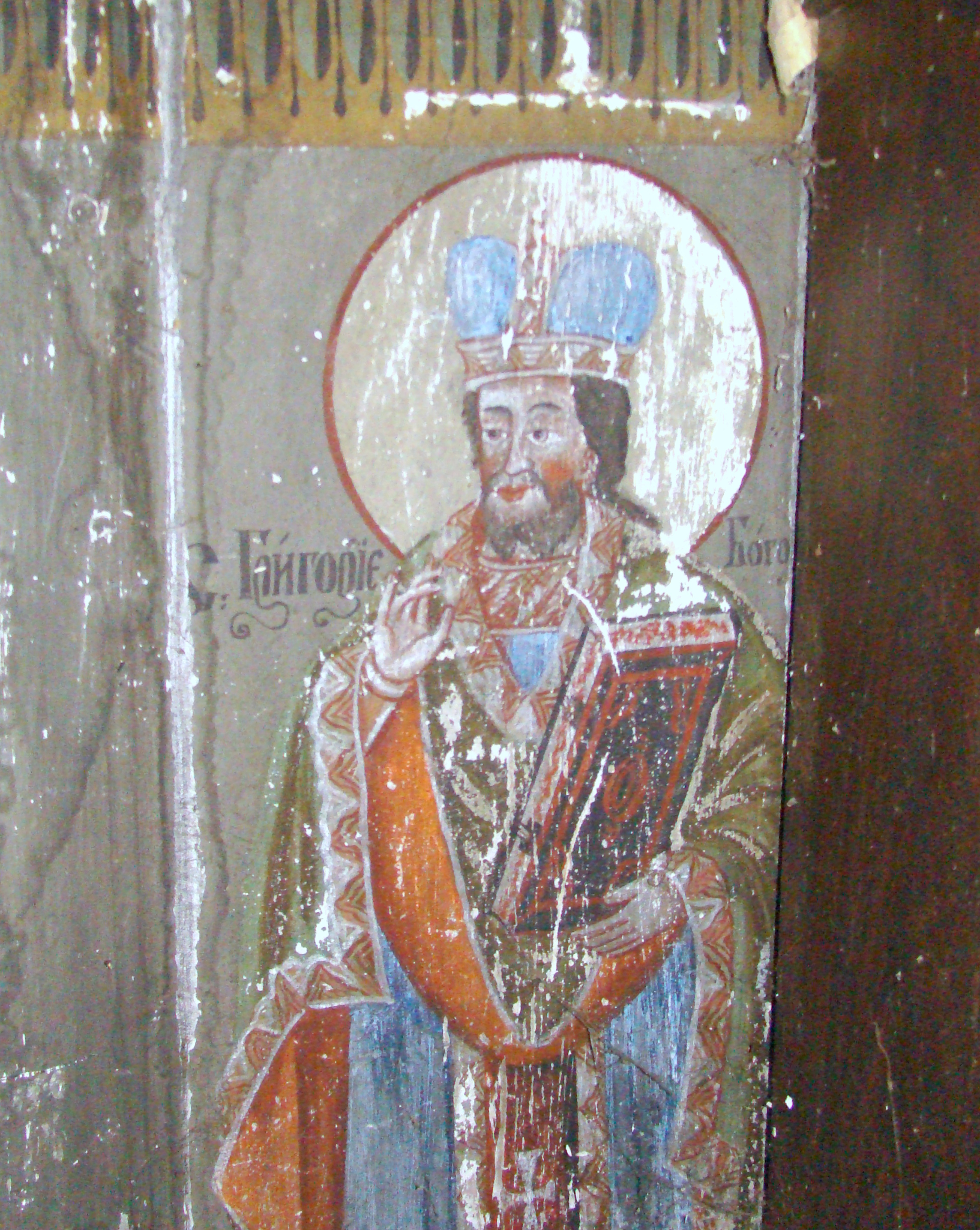
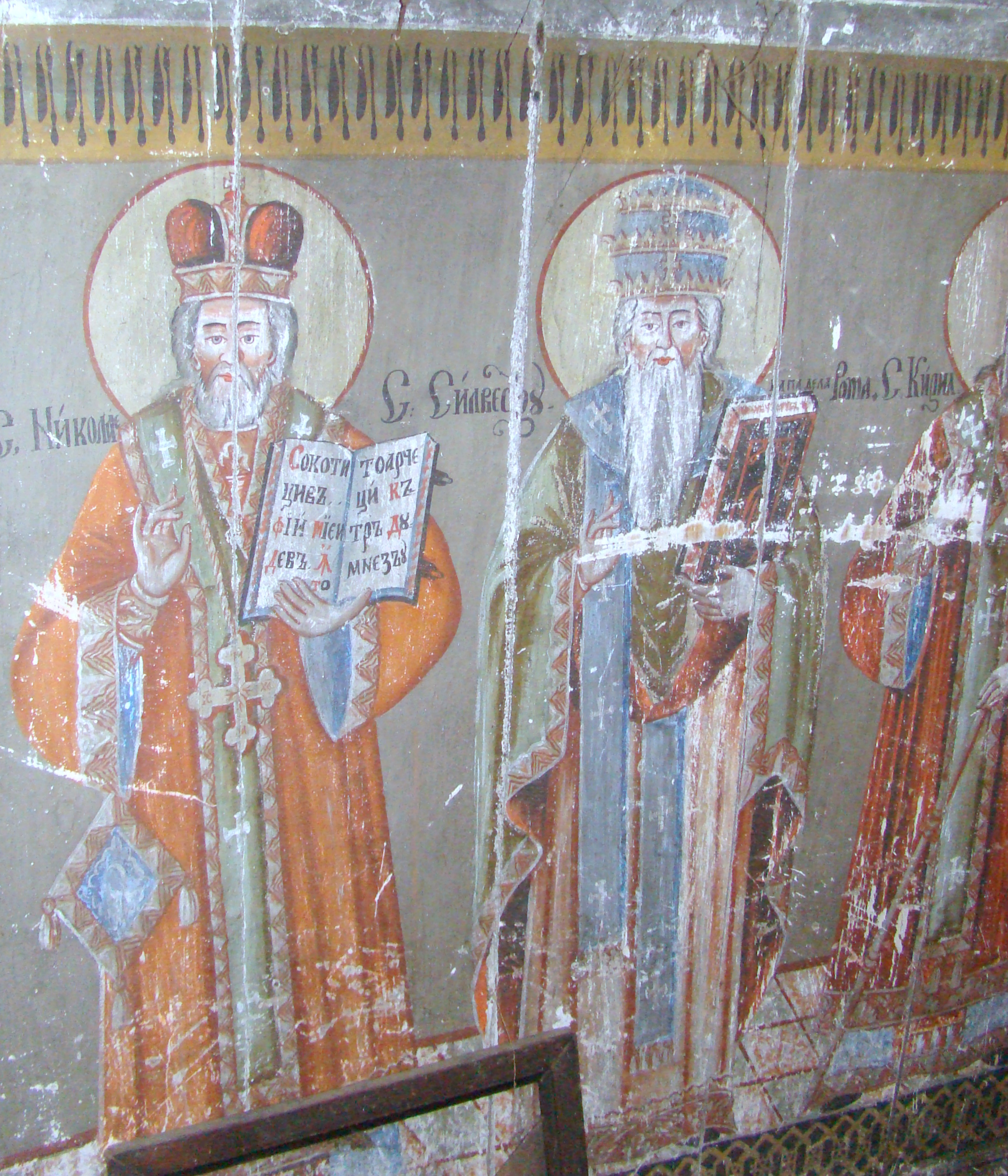
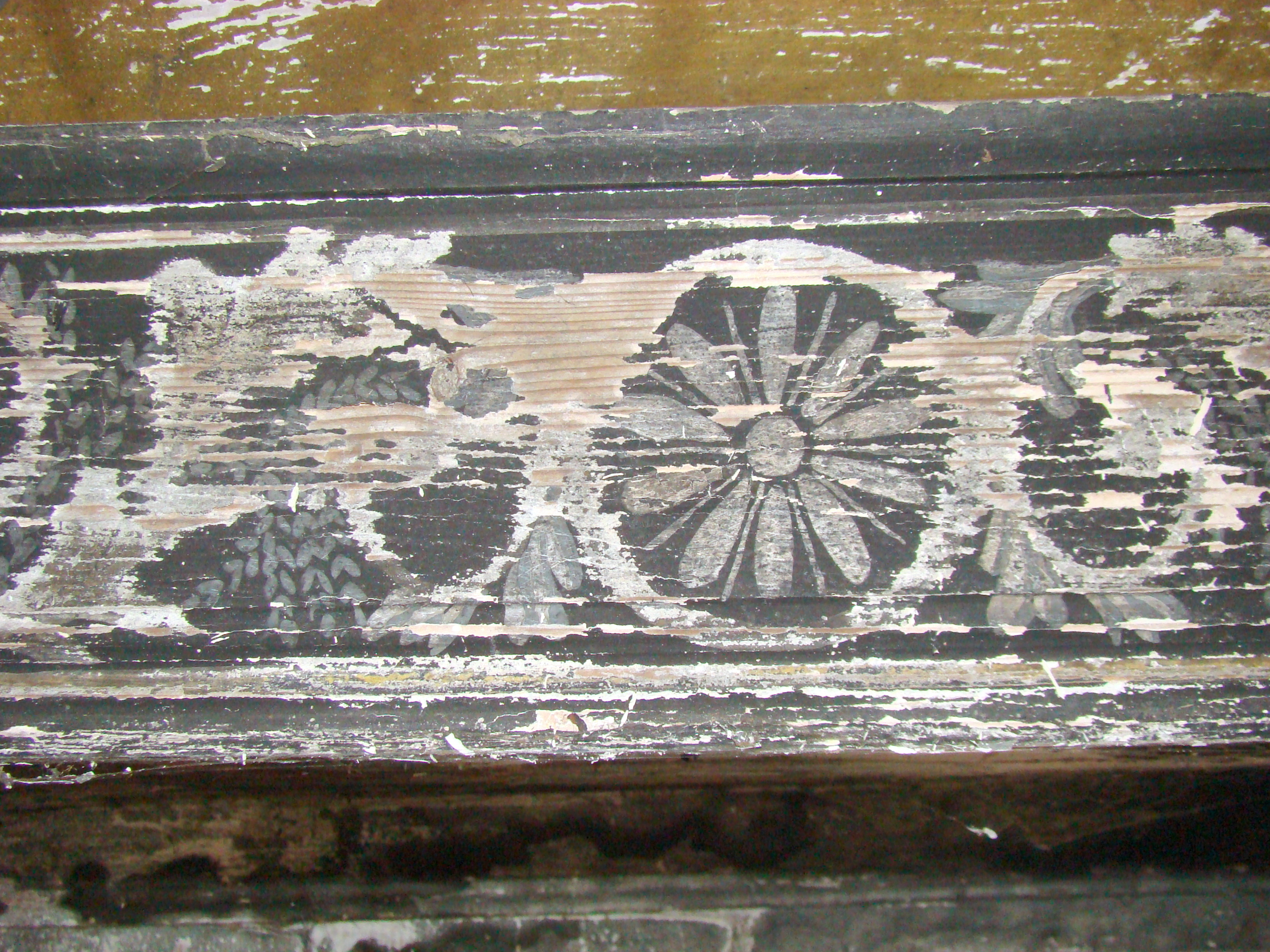
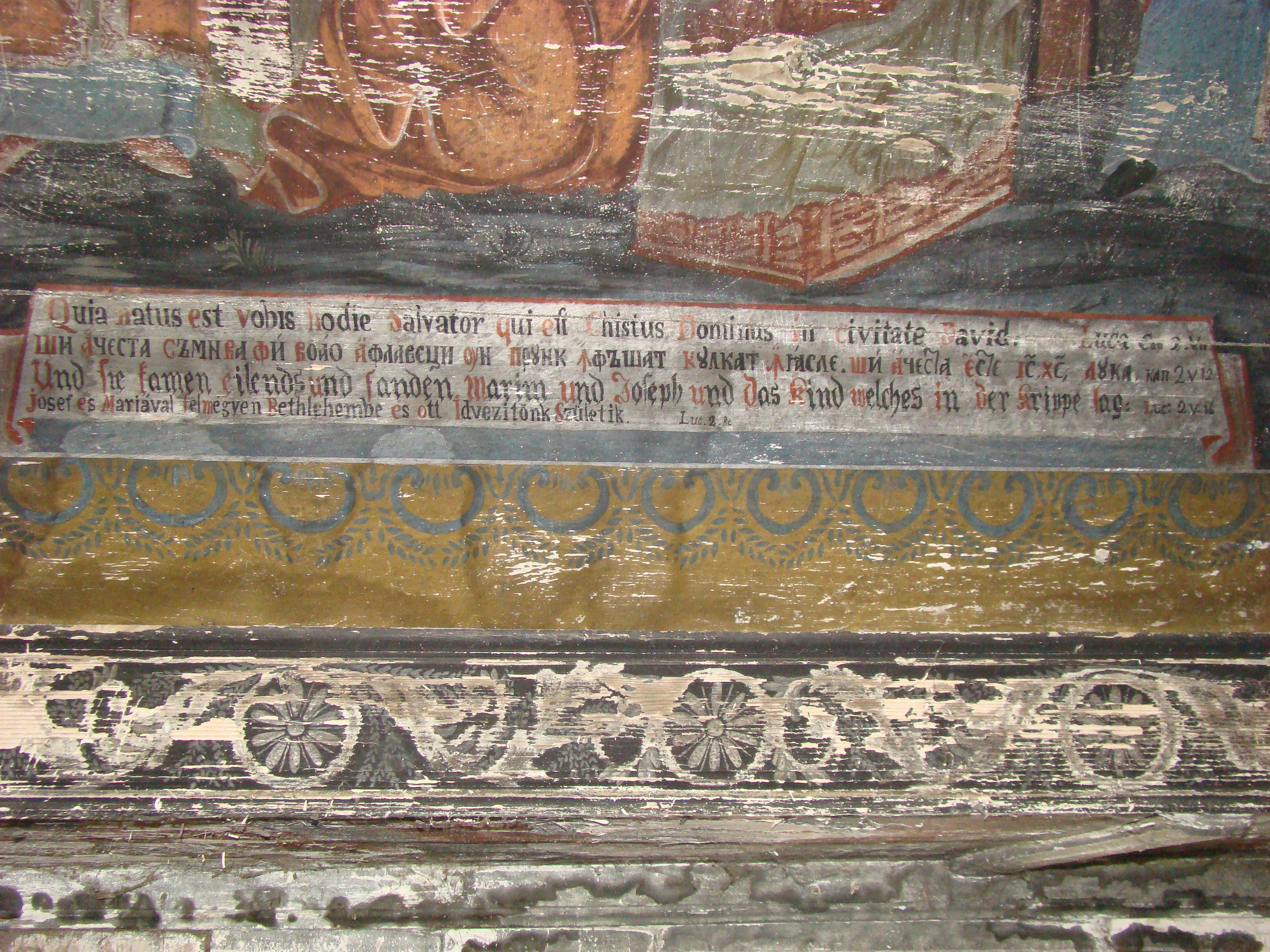
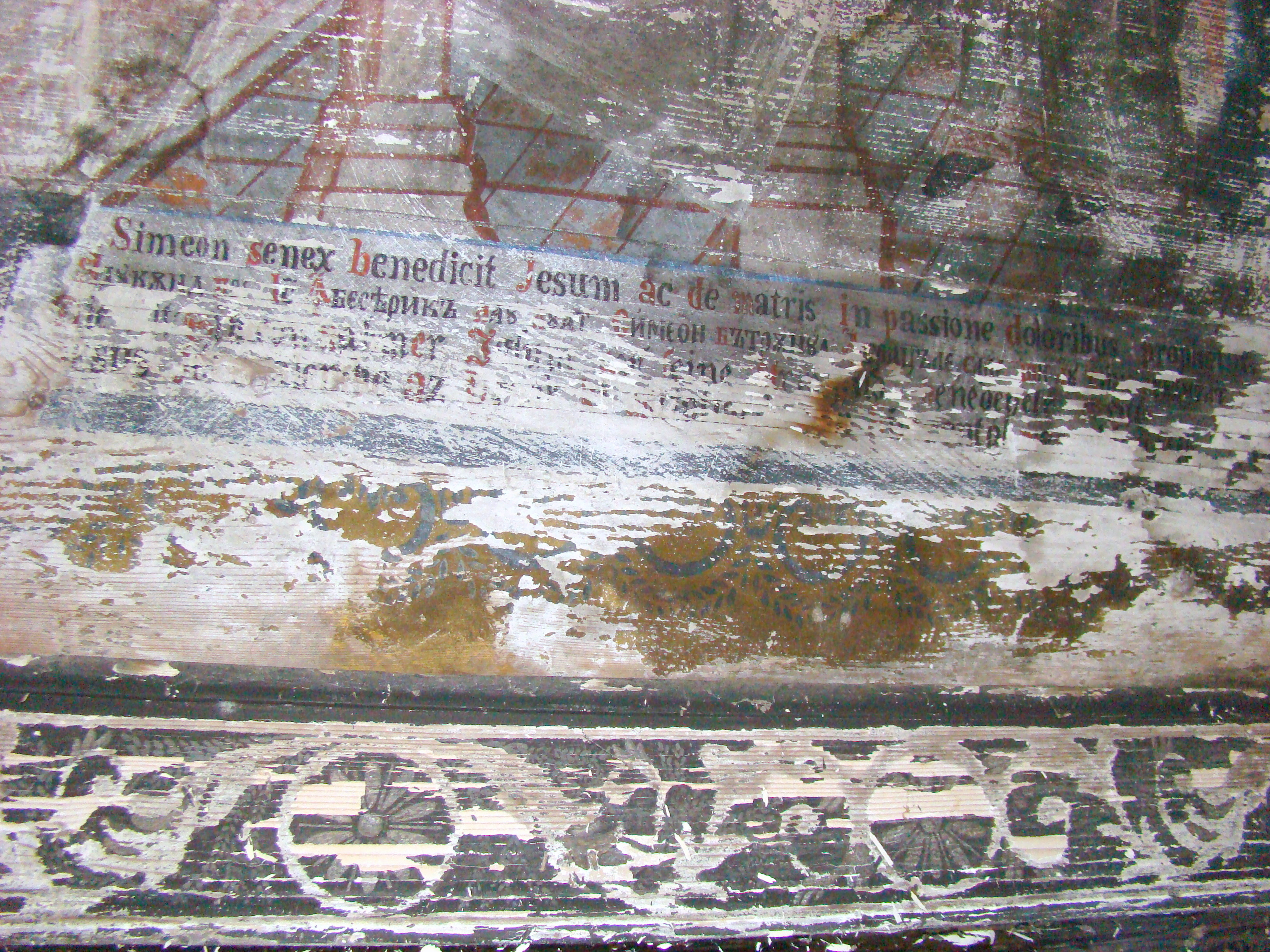
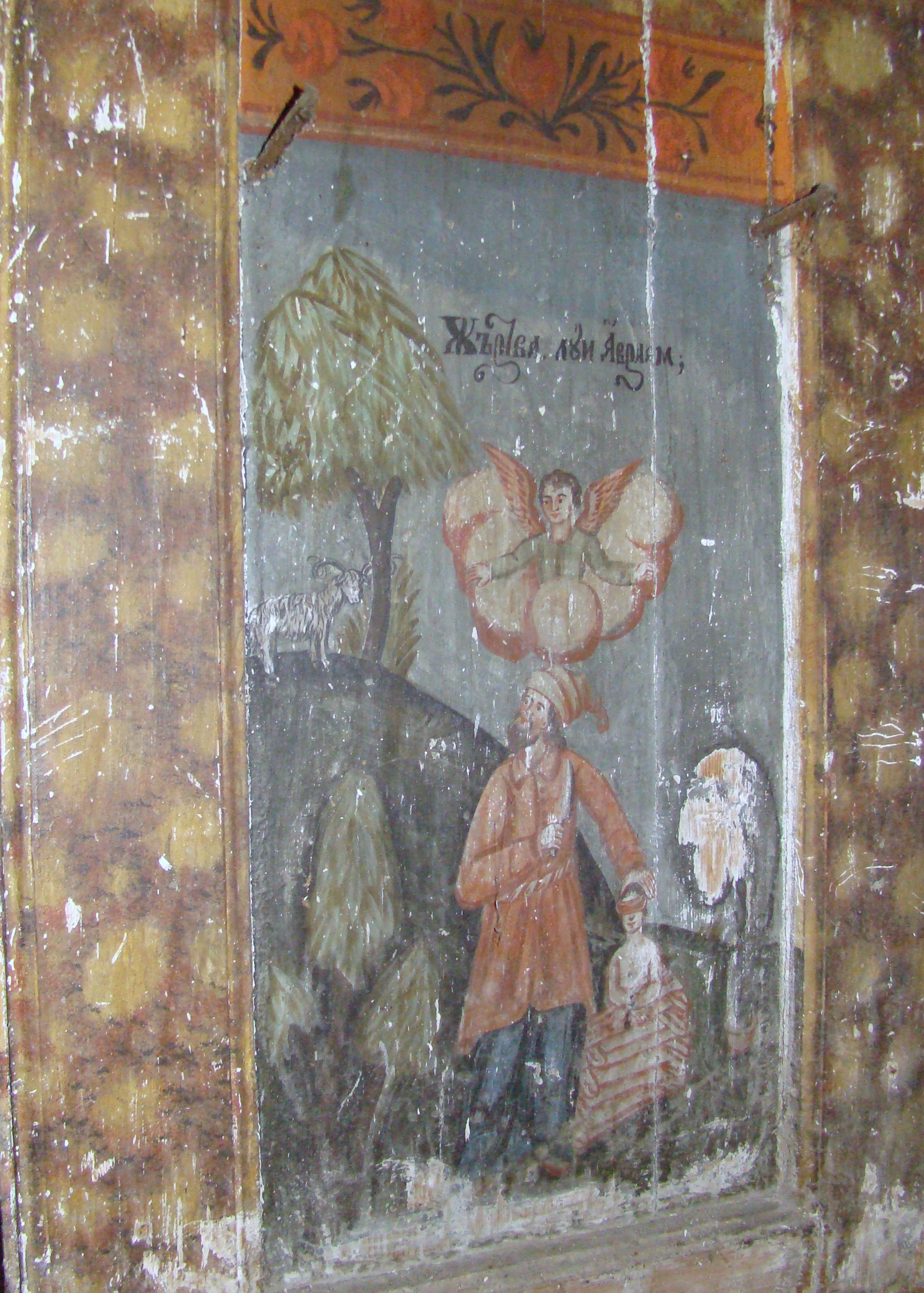
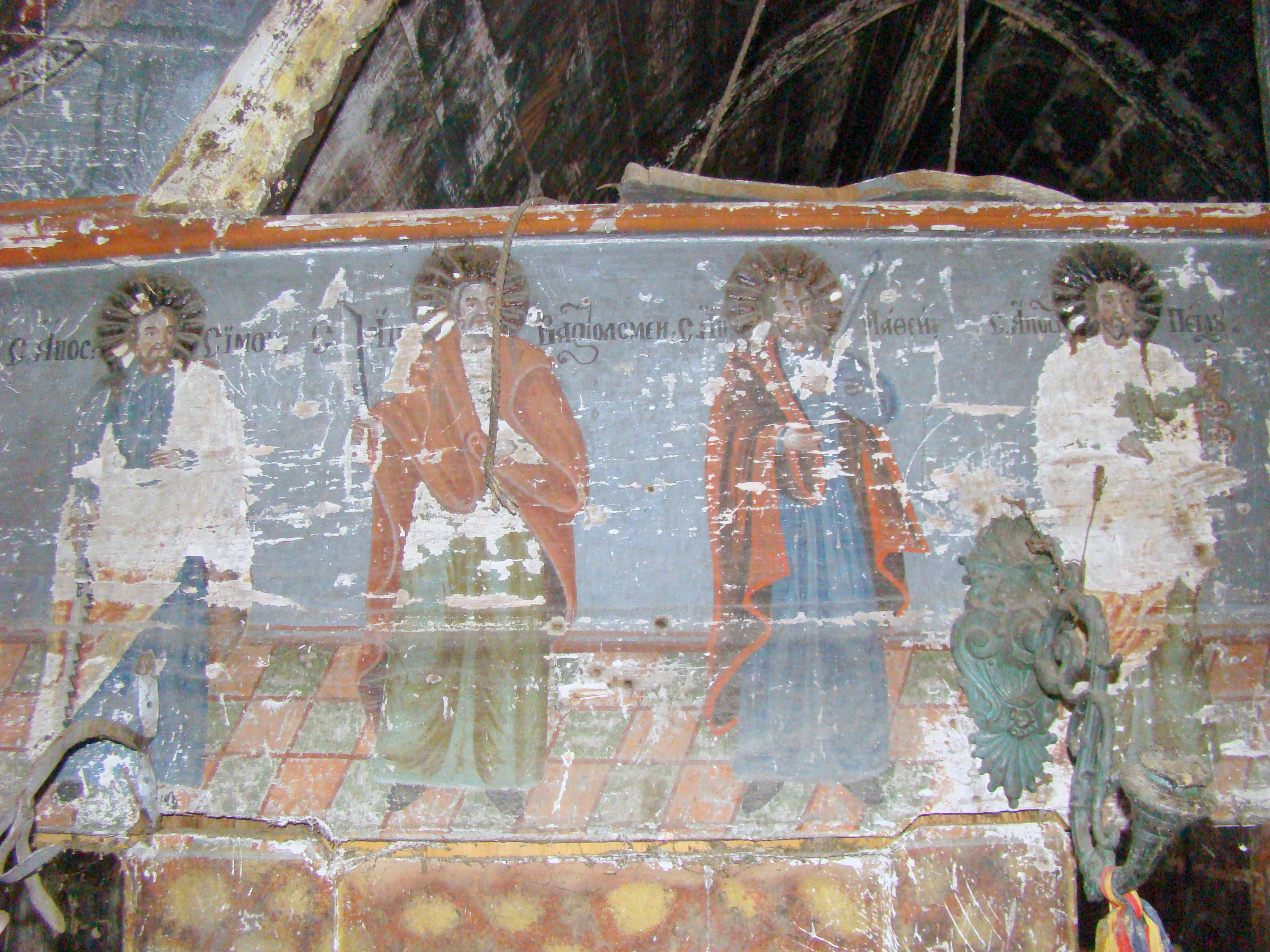
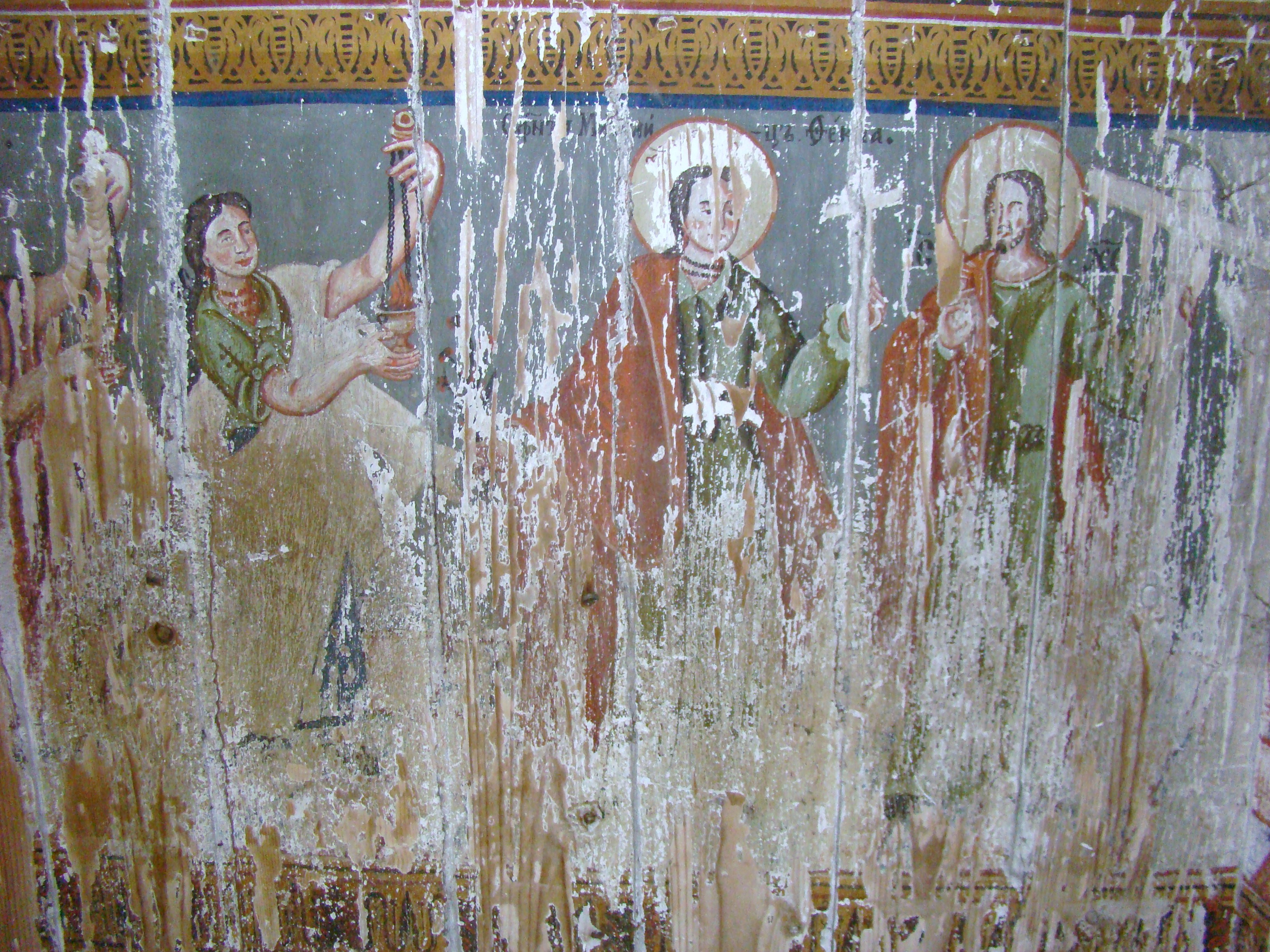
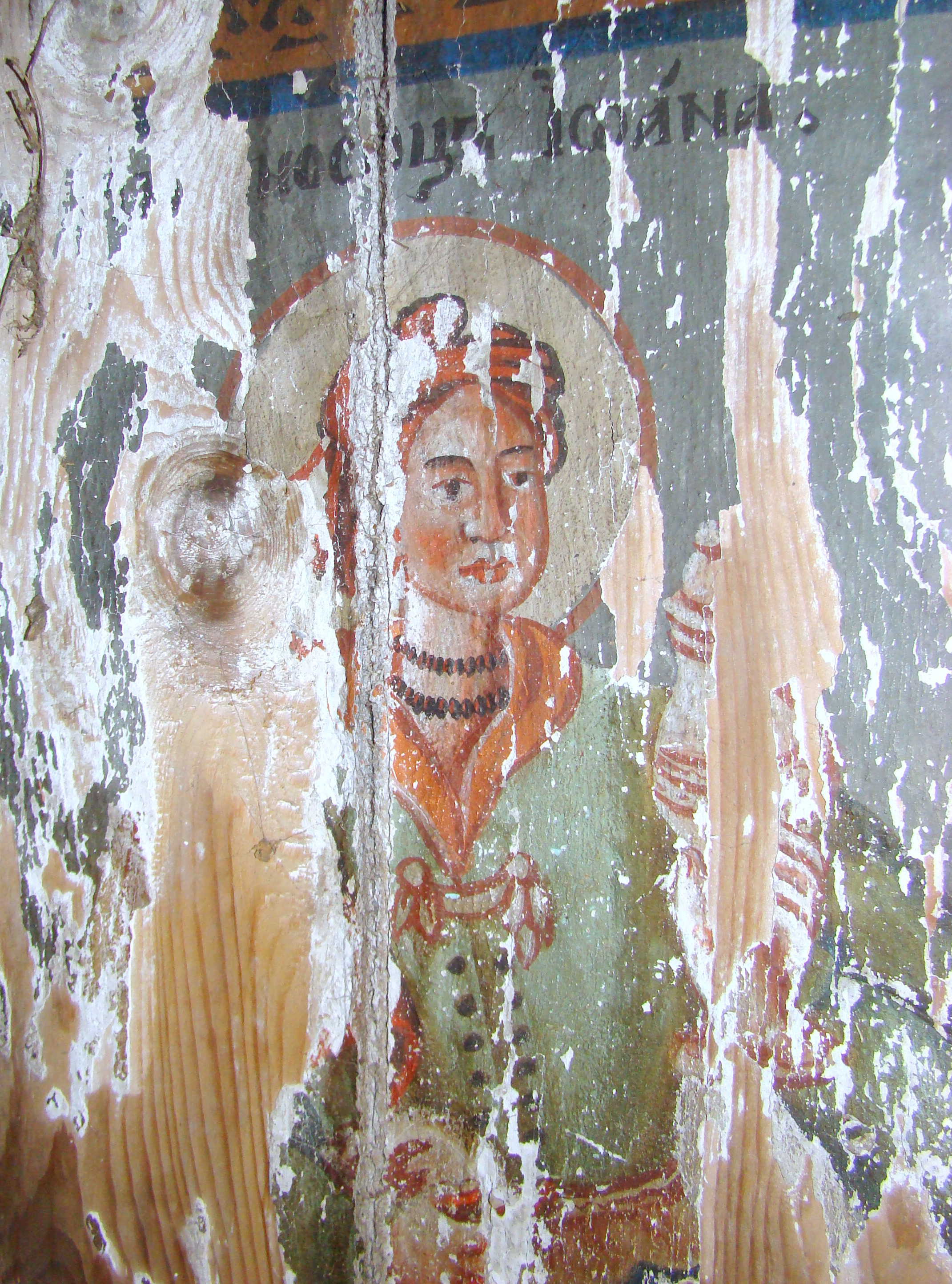
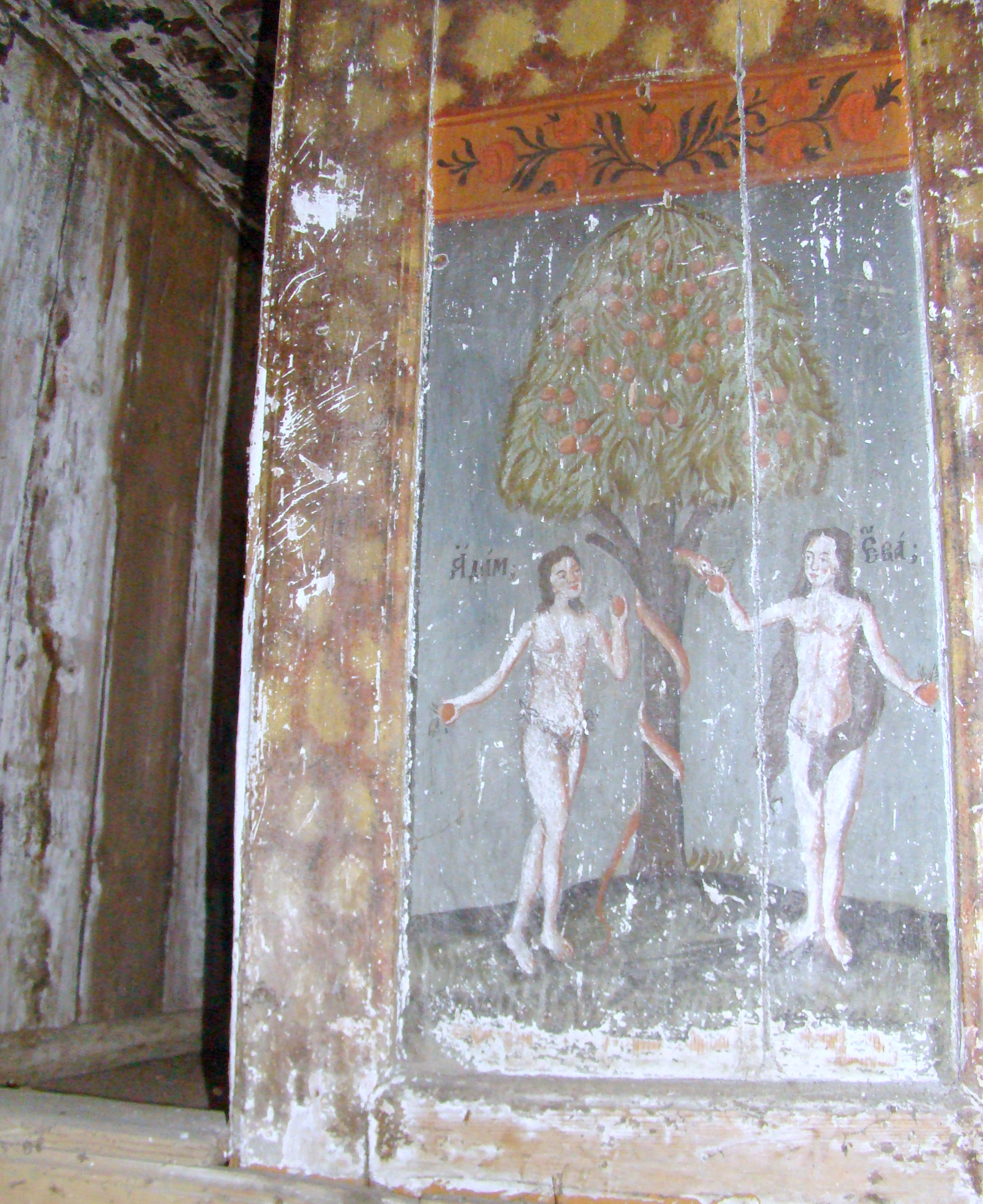
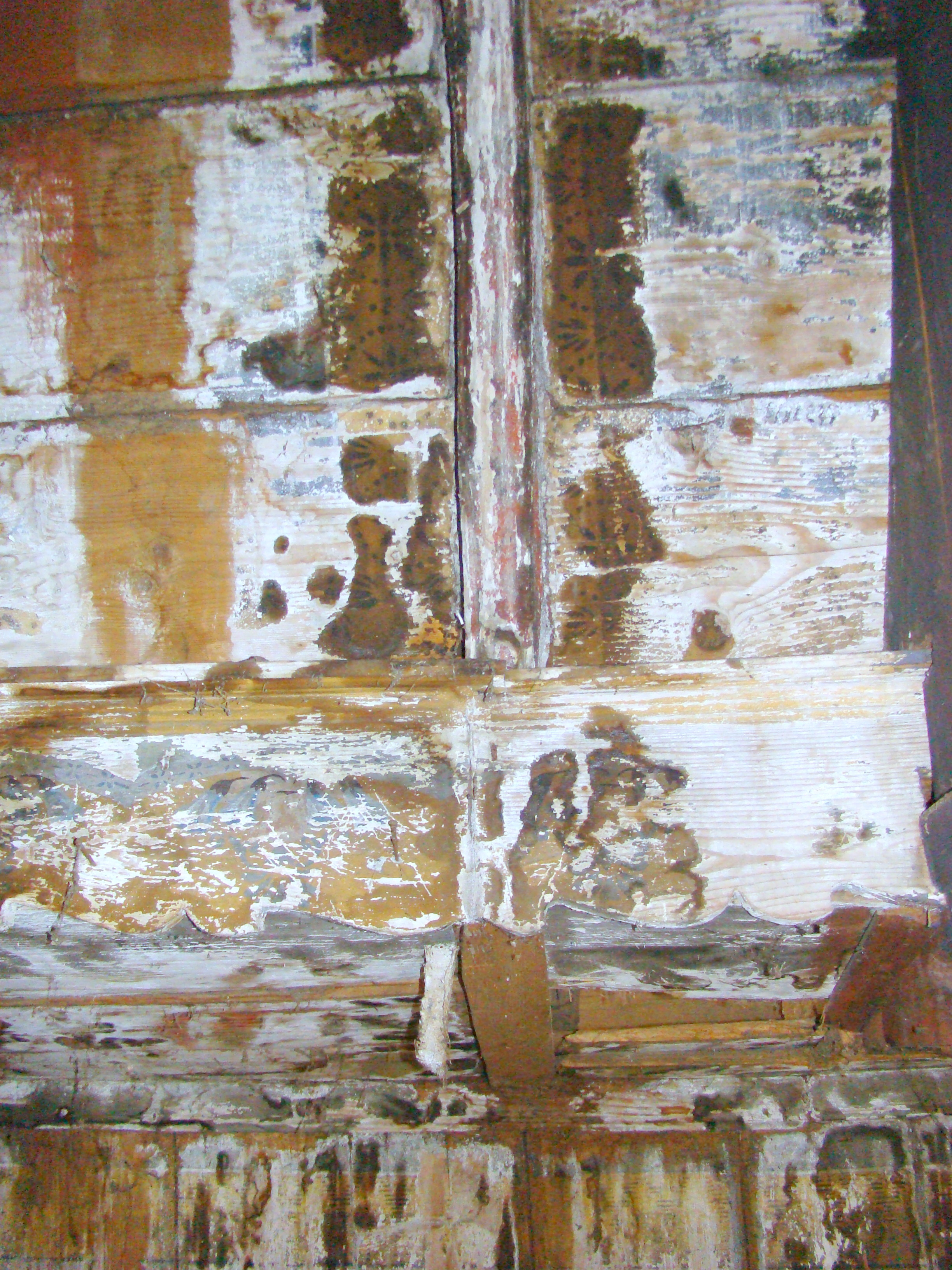
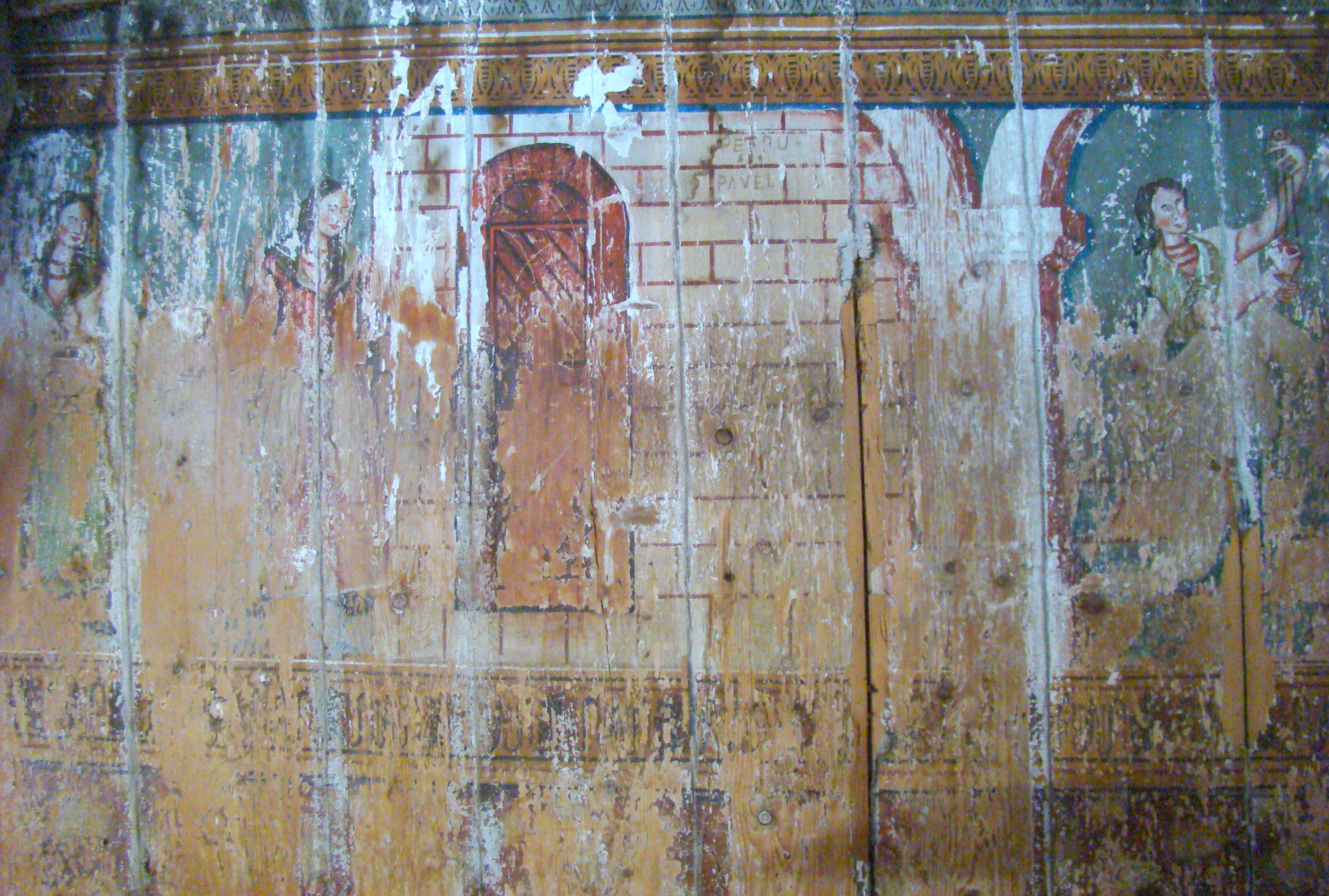
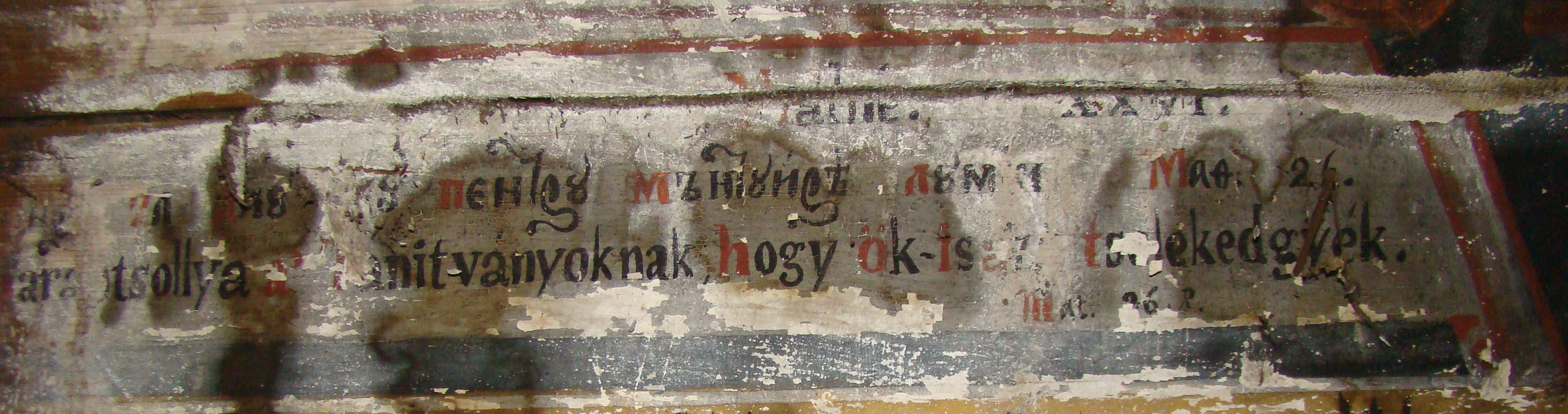
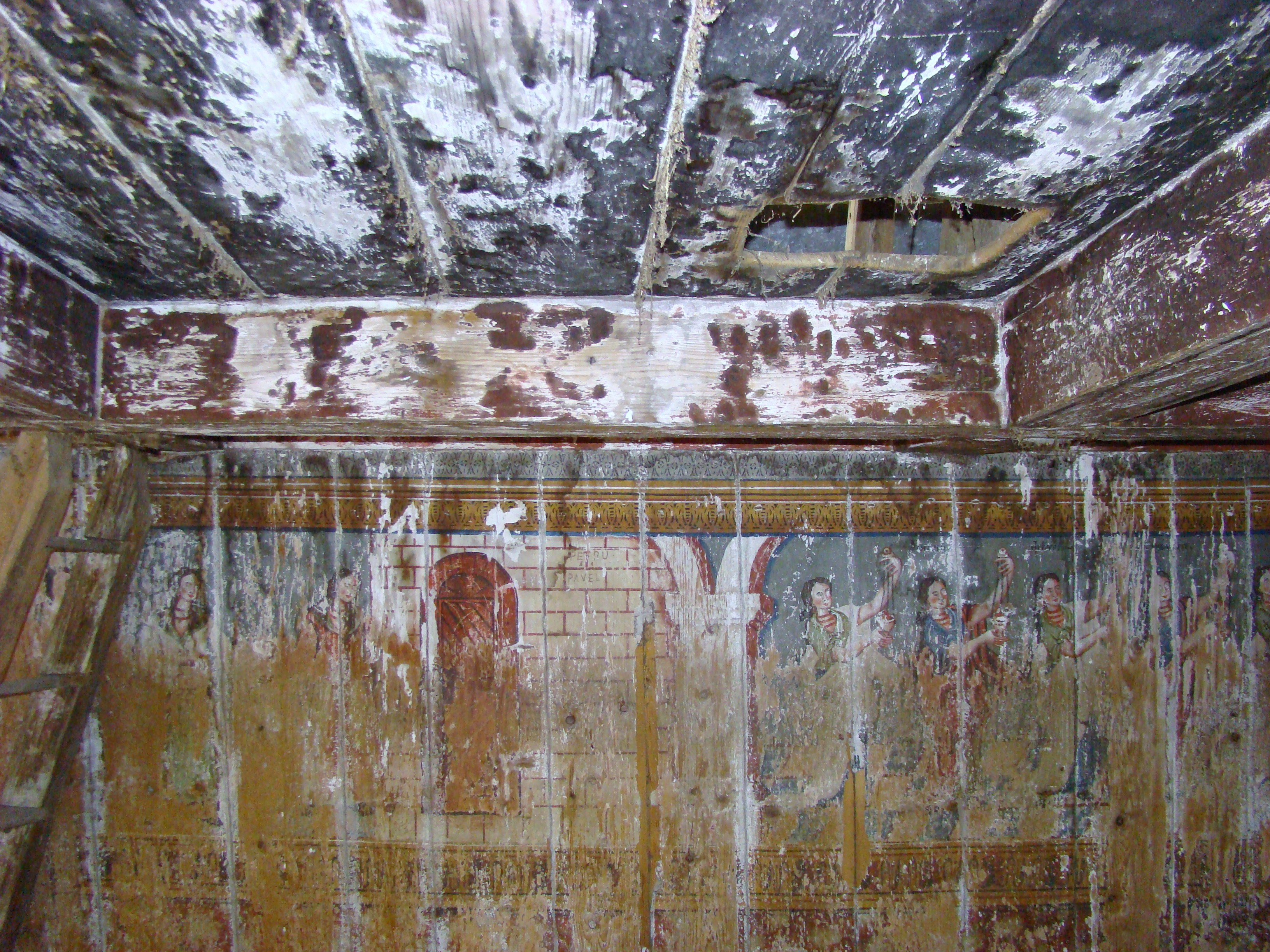
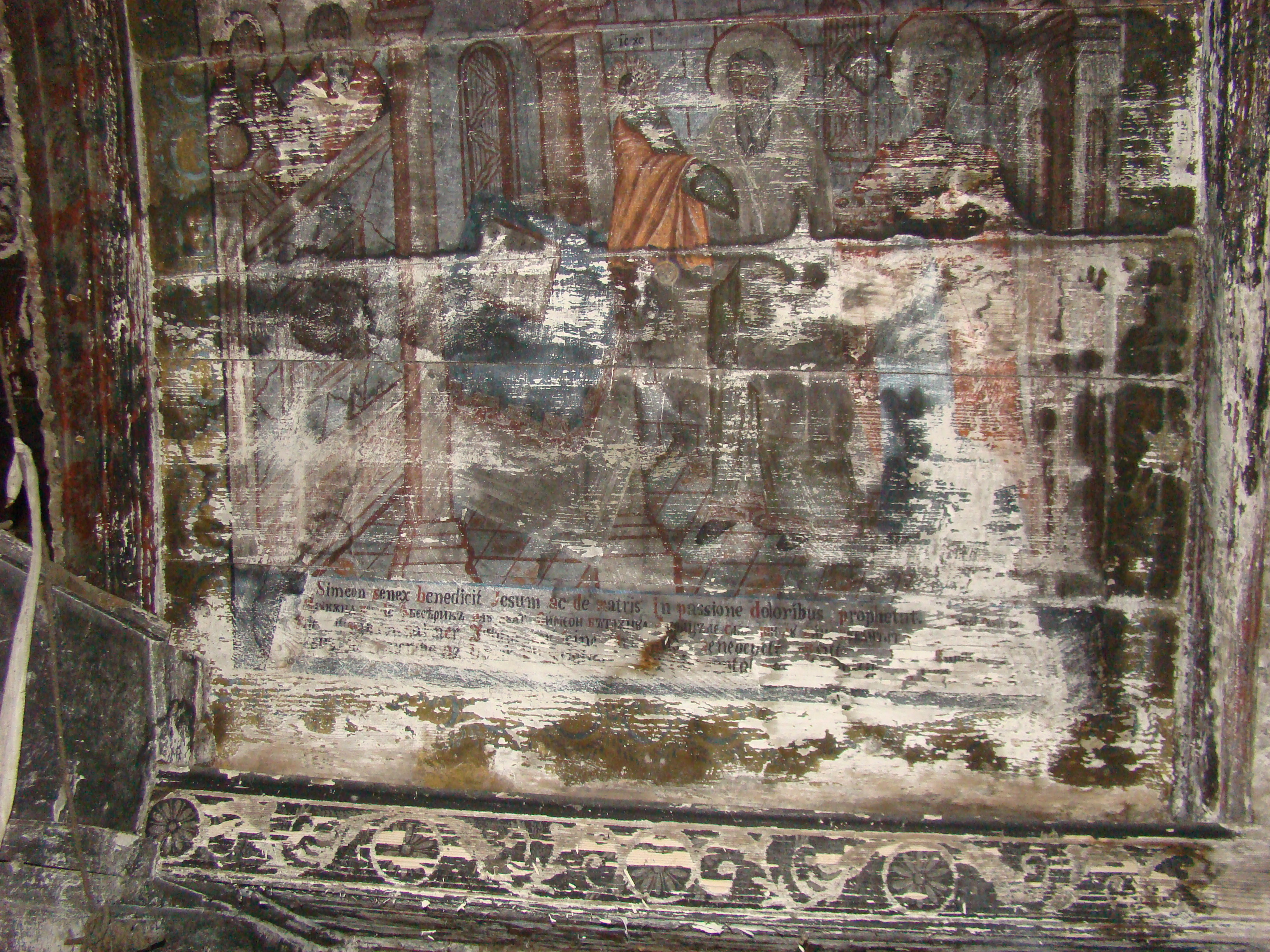
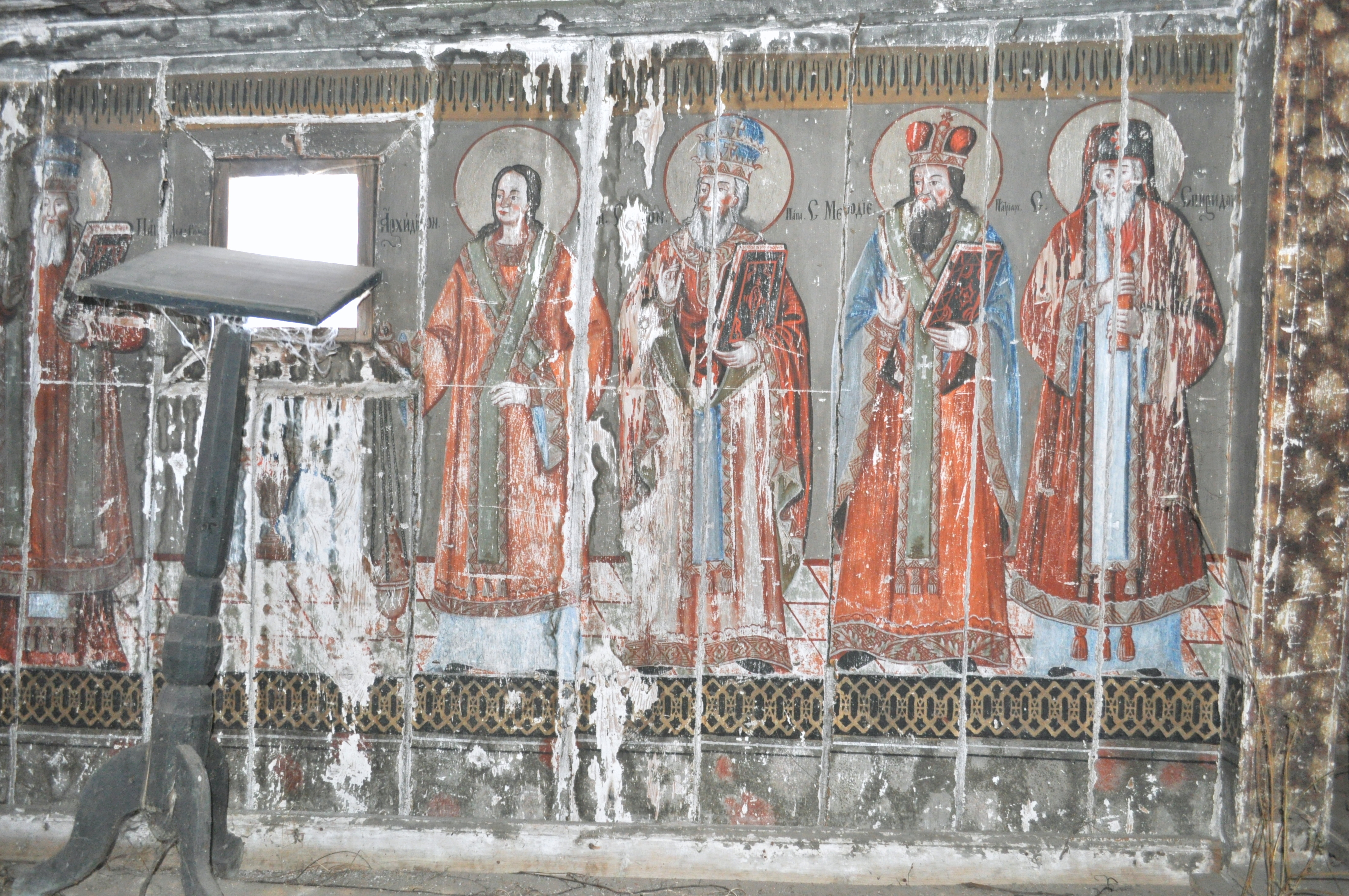
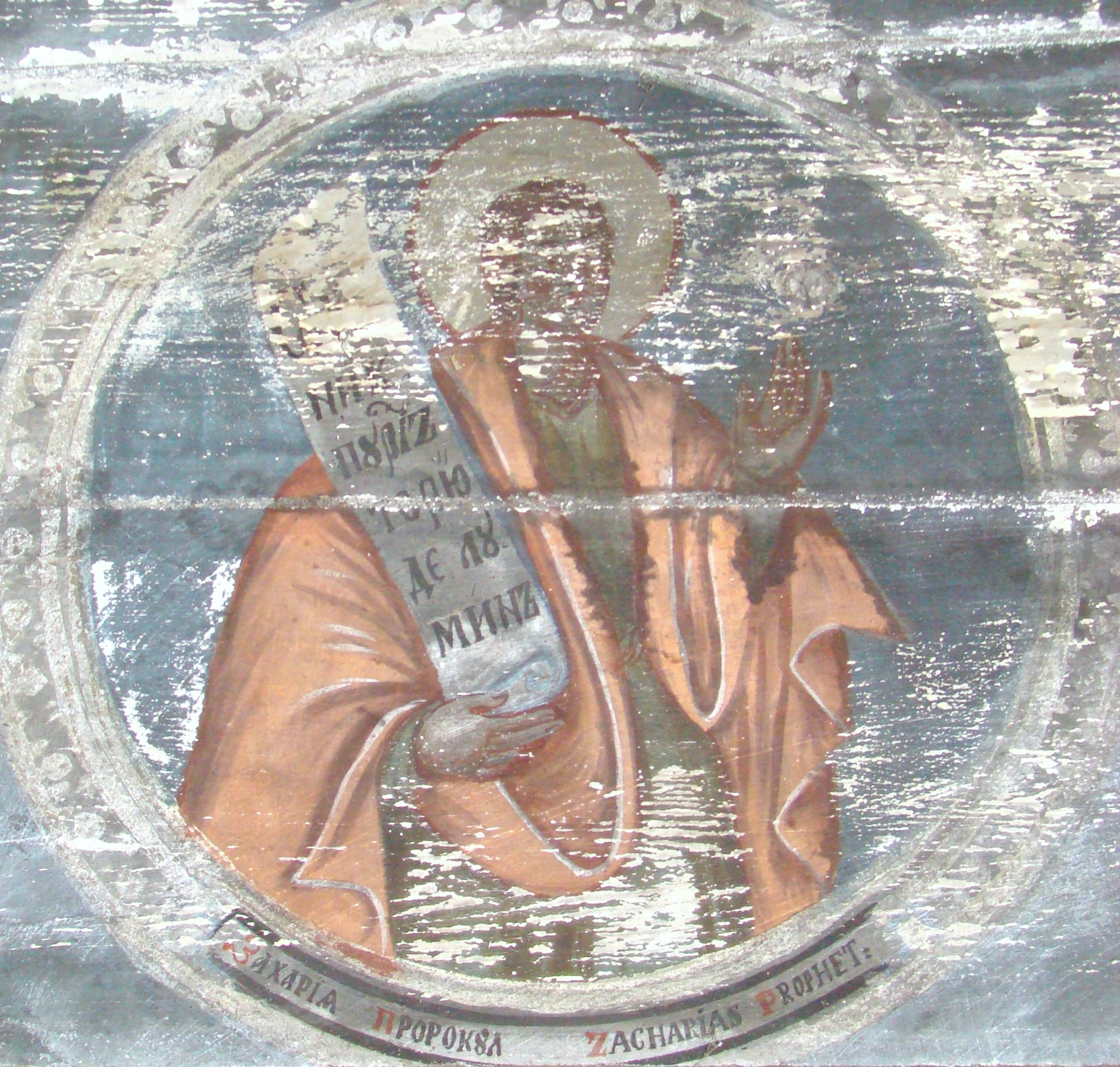
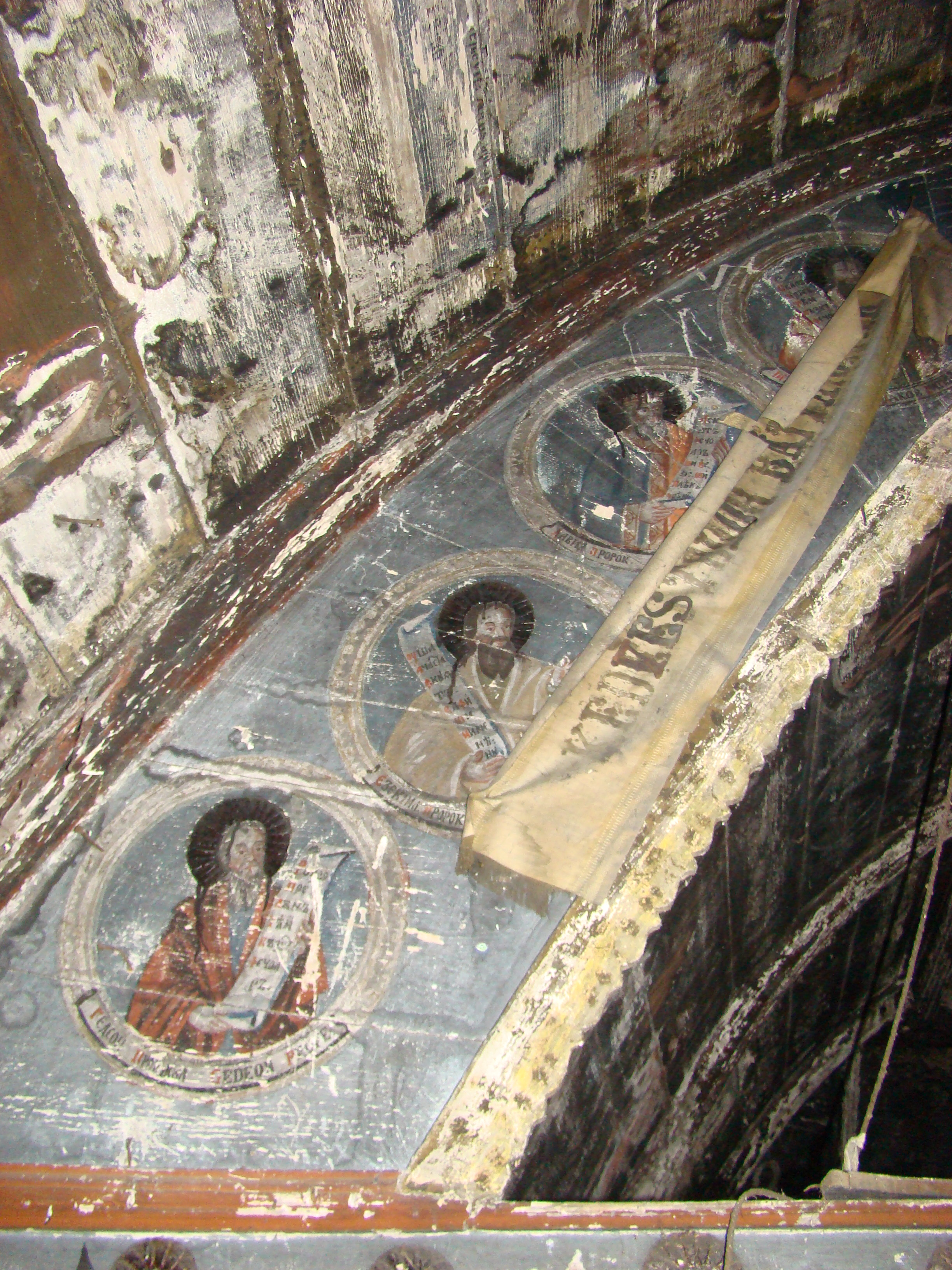
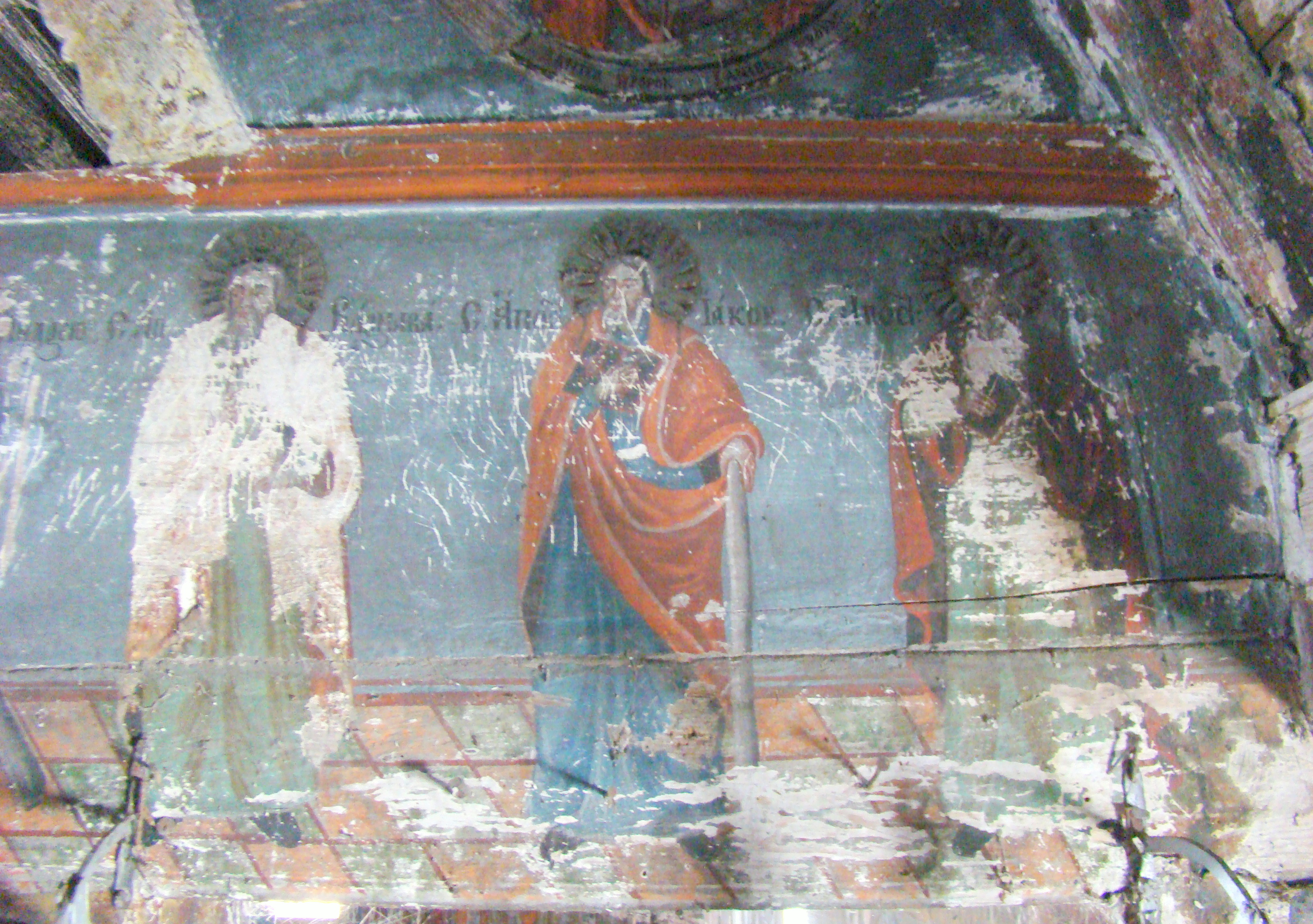
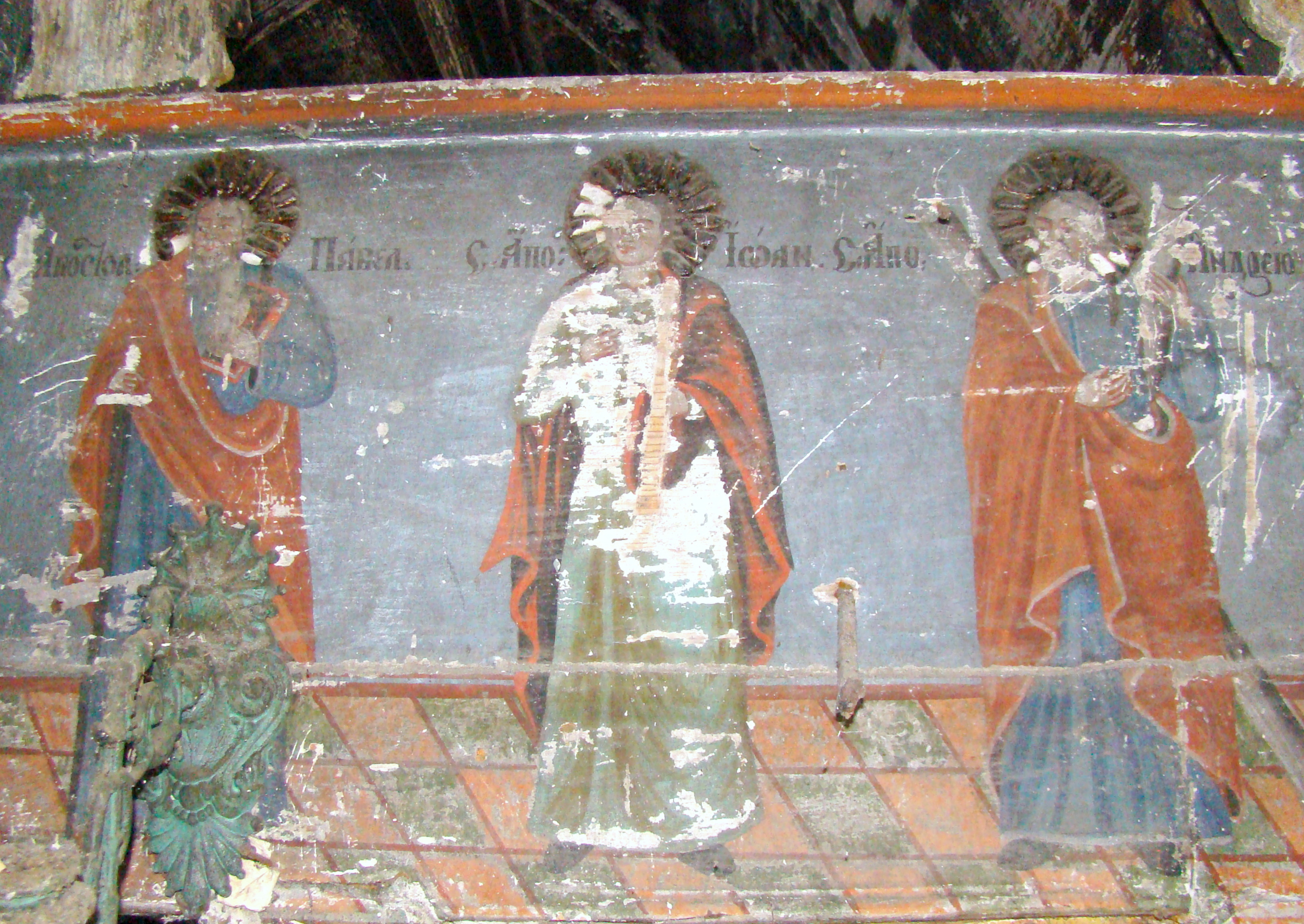
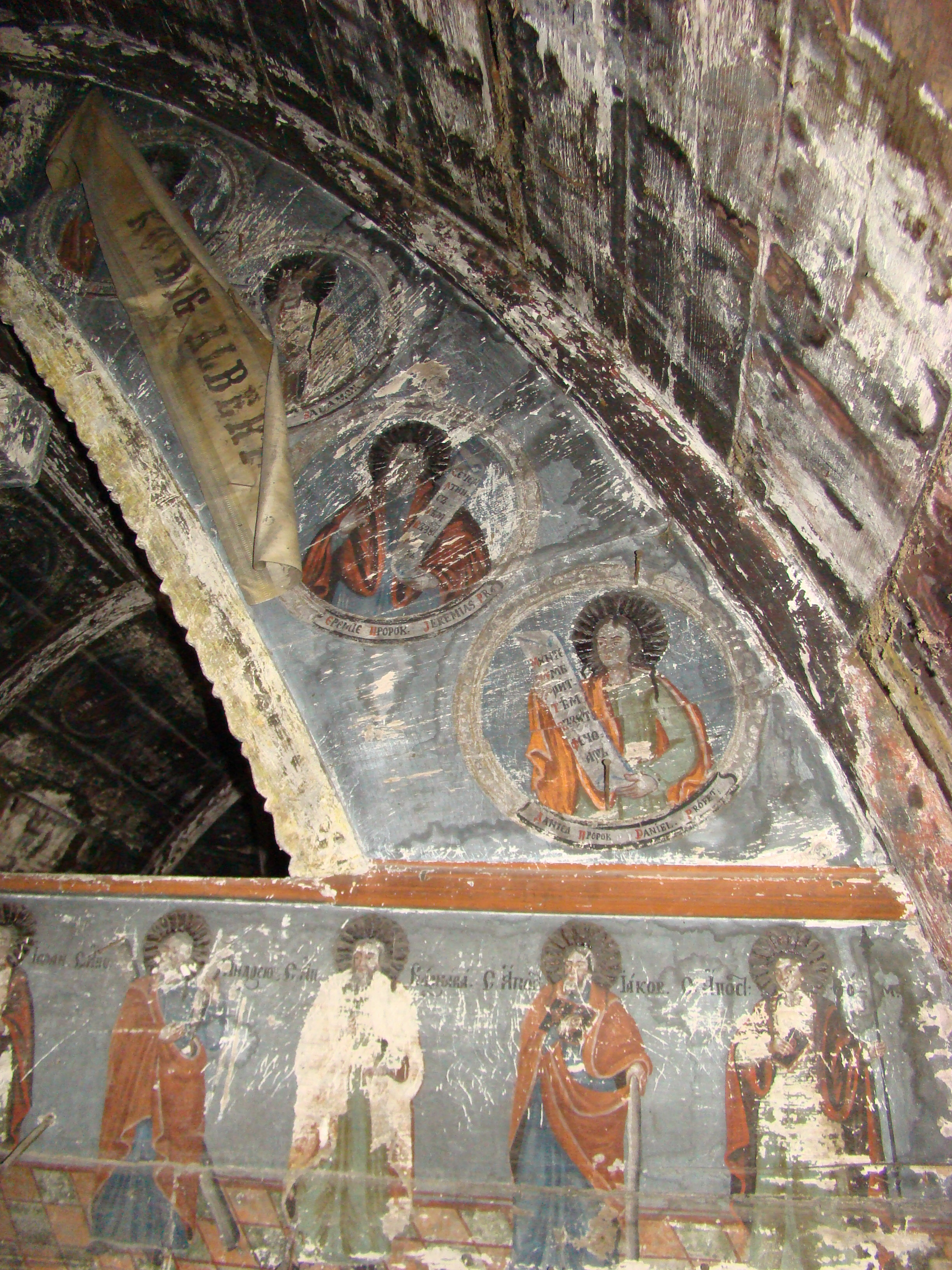
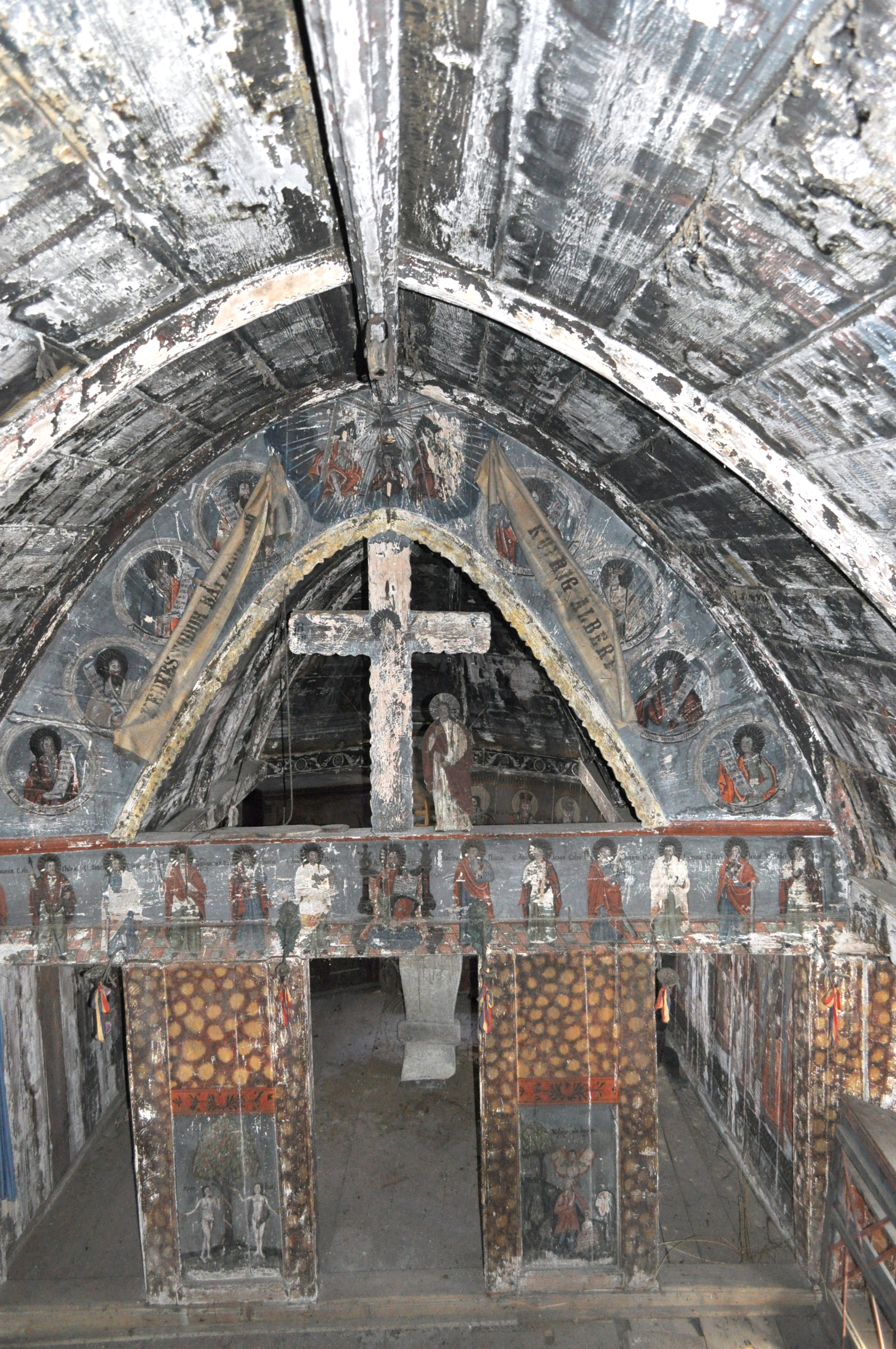